# Hof (Saale)

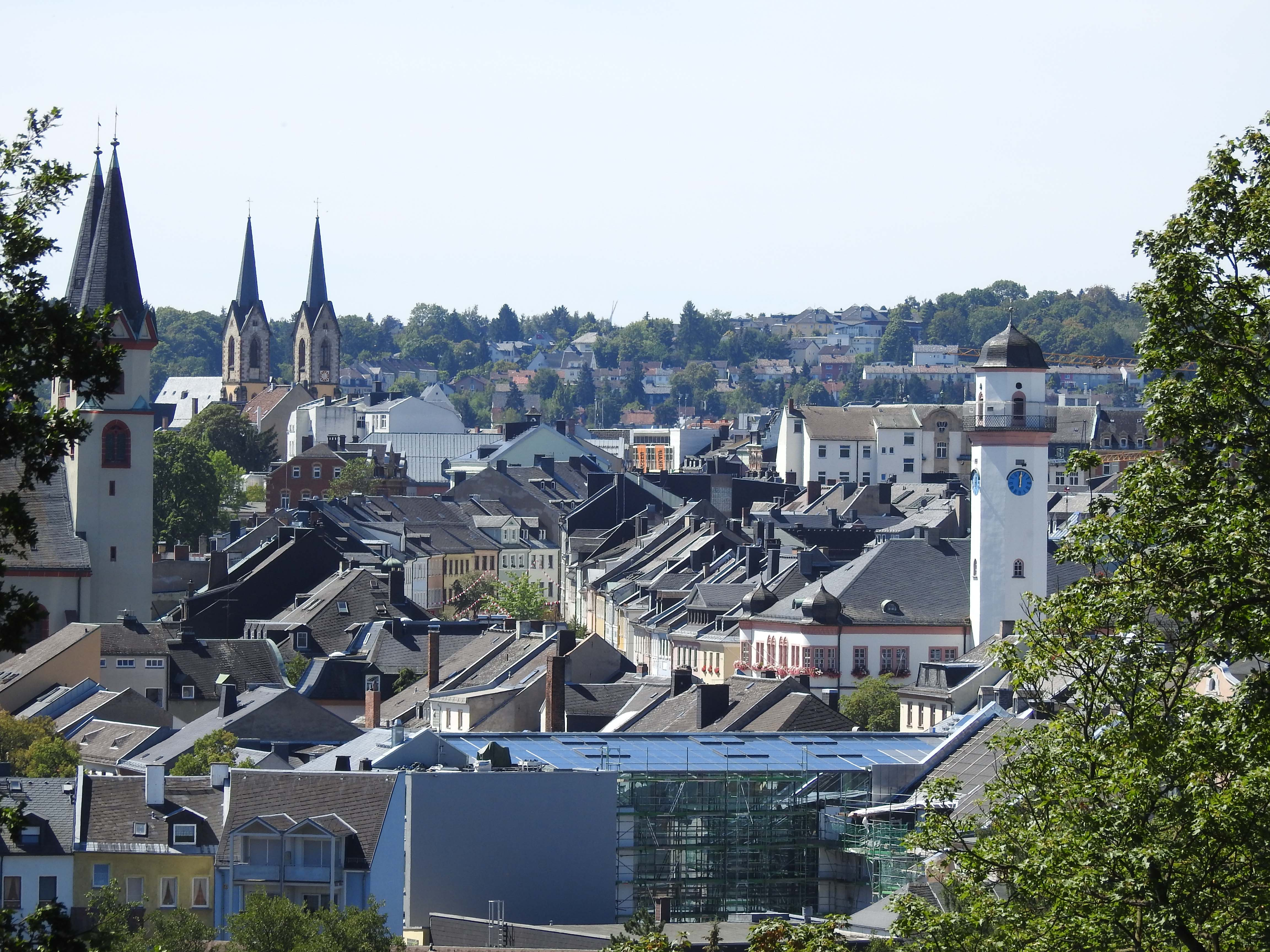
Blick vom Theresienstein auf die Alt- und Neustadt

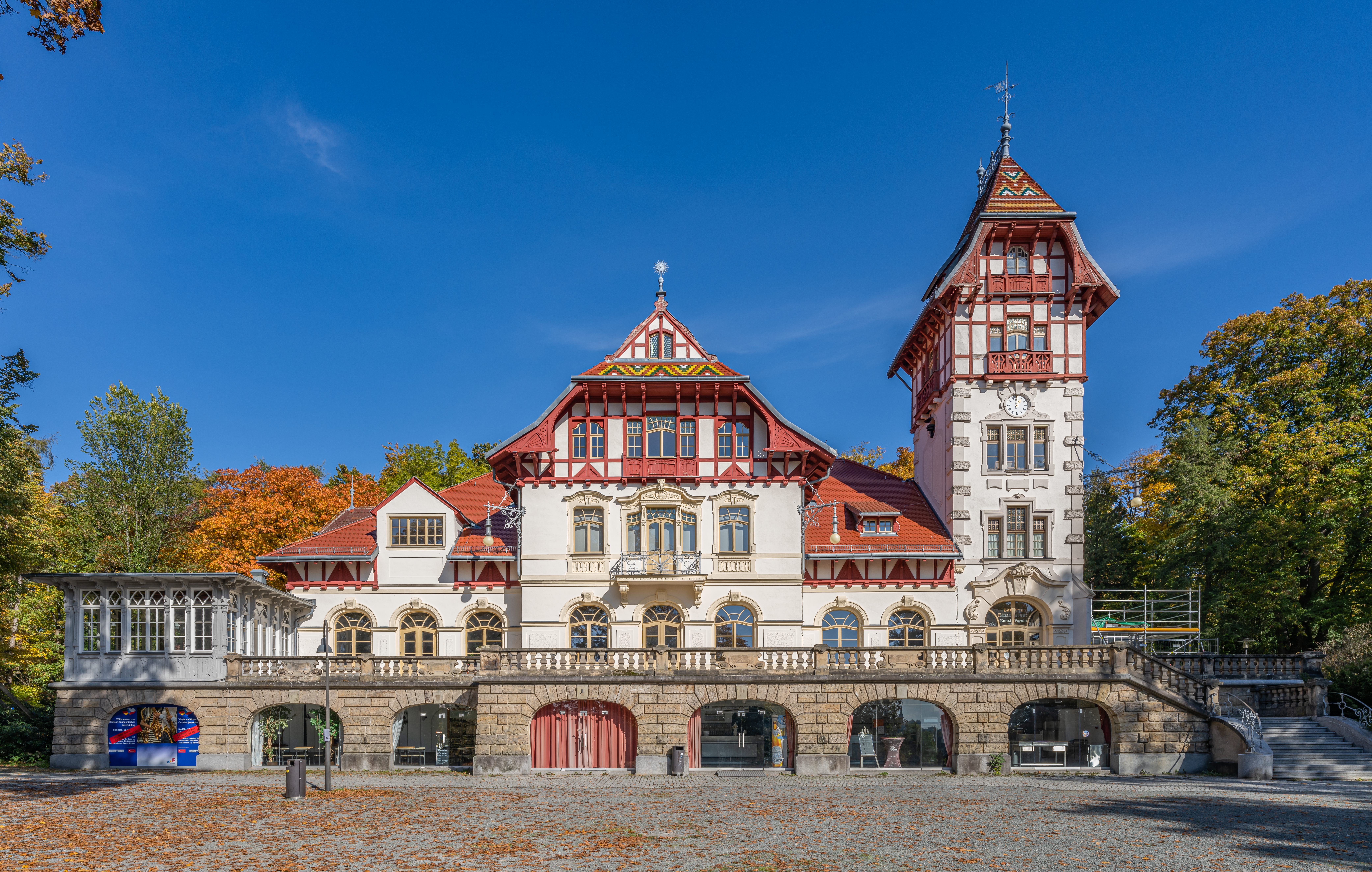
Bürgerpark Theresienstein

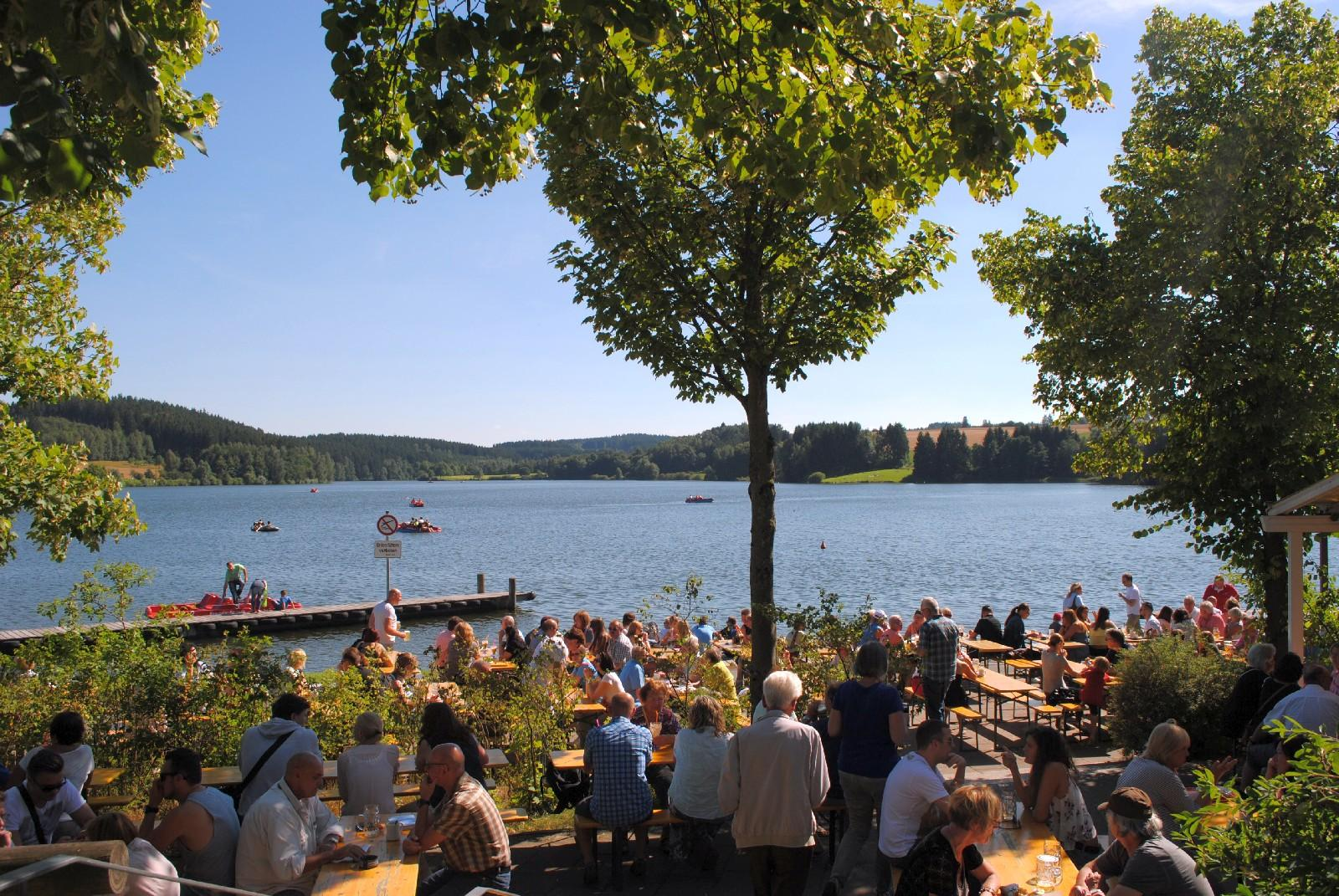
Hofer Untreusee

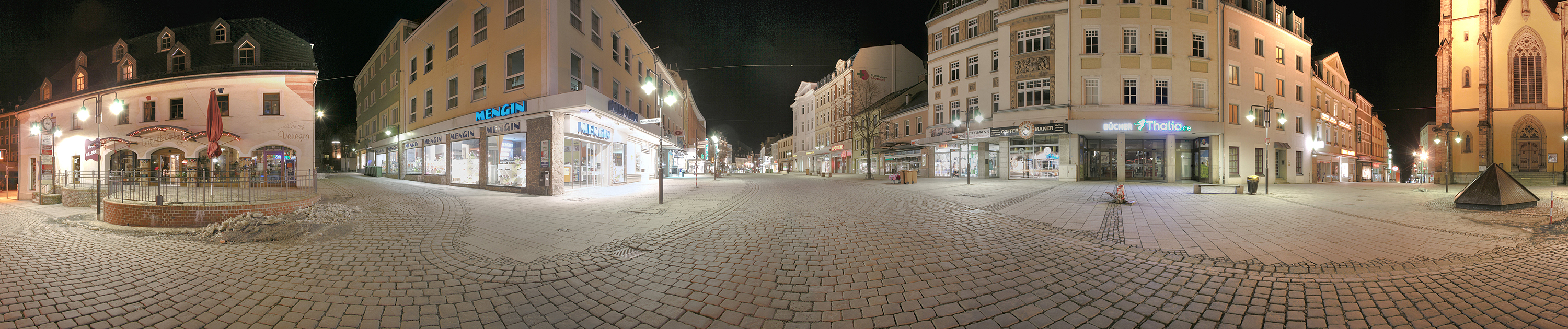
Hofer Altstadt am Abend

Hof [hoːf] (lateinisch Curia Variscorum; im oberfränkischen Dialekt auch Huf [huːf]) ist eine an der Saale gelegene kreisfreie Stadt im Nordosten von Bayern. Die fränkische Mittelstadt ist Oberzentrum, Hochschulstadt, Mittelpunkt des Hofer Landes und des Bayerischen Vogtlandes, Sitz der Kreisverwaltung des Landkreises Hof und mit rund 47.000 Einwohnern, nach Bamberg und Bayreuth, die drittgrößte Stadt Oberfrankens, in der Agglomeration leben etwa 56.000 Menschen.
Die Wurzeln der Stadt liegen in den beiden Siedlungskernen, der historischen Altstadt und der klassizistischen Neustadt.
Mit dem Bürgerpark Theresienstein und dem Untreusee verfügt Hof über zwei beliebte Naherholungsgebiete innerhalb des Stadtgebietes. Das kulturelle Angebot besteht aus der Freiheitshalle, der größten Veranstaltungshalle Nordostbayerns, dem Theater Hof, einem Vierspartentheater, den Hofer Symphonikern und Musikzyklen der beiden großen Stadtkirchen St. Marien und St. Michaelis, auch hat sich in Hof eine Kreativszene etabliert. Weitere Freizeitaktivitäten bieten der Hofer Zoo, der Botanische Garten und eine Sternwarte. International bekannt ist die Stadt durch die Hofer Filmtage, auch der Tourismus ist in Hof bedeutend, die Stadt zählt jährlich mehr als 160.000 Übernachtungen.
Als Industrie- und Handelsstadt war Hof bedeutend, heute sind die wichtigsten Branchen die Textilindustrie, die Logistiksparte und das Bankenwesen. Hof ist eine Medienstadt mit zwei Radiosendern, dem regionalen Fernsehsender TVO, einem BR-Studio und der Frankenpost-Verlagsgruppe. Es hat zwei Bahnhöfe, das Güterverkehrszentrum, einen Verkehrslandeplatz und ist mit drei Bundesstraßen und Autobahnen ein Verkehrsknotenpunkt in Nordostbayern. Als Bildungsstandort verfügt Hof über die Hochschule für Angewandte Wissenschaften, eine Hochschule für den Öffentlichen Dienst und eine Fachakademie für Sozial- und Heilpädagogik sowie mehrere Institute.
1989 erreichten die Flüchtlingszüge aus Prag den Hofer Hauptbahnhof und damit die erste Stadt in der Bundesrepublik.

## Geographie

Digitales Orthofoto von Hof

### Lage

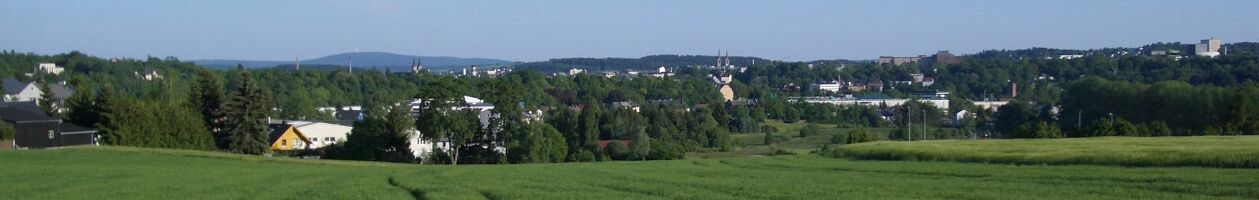
Panorama von Hof mit dem Kornberg (Nordosten)

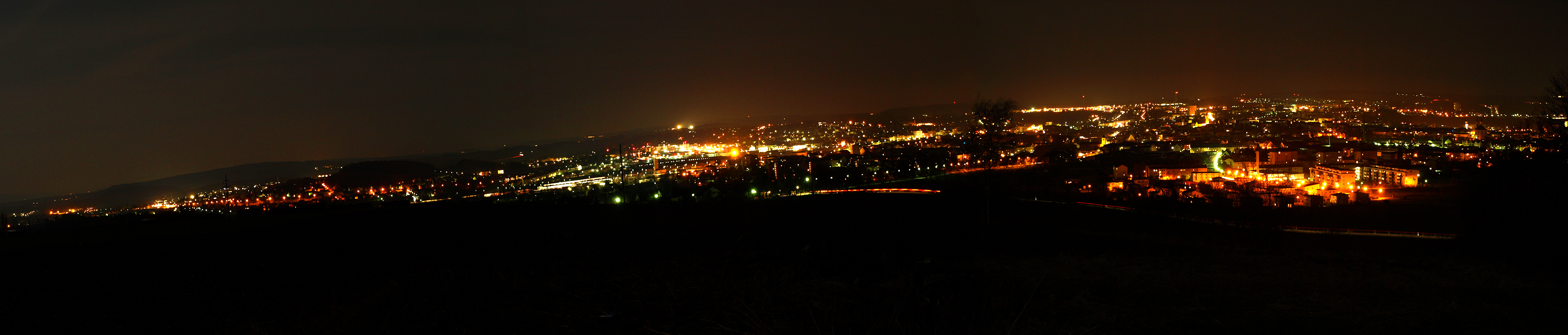
Hof – Panorama bei Nacht vom Wartturm aus (Osten)

Das Stadtgebiet liegt beiderseits der Grenze zwischen dem Mittelvogtländischen Kuppenland (Teil des Vogtlandes, im Nordosten) und der Münchberger Hochfläche (Teil des Thüringisch-Fränkischen Mittelgebirges, im Südwesten). Die Stadt liegt im Flusstal der Saale, die das Stadtgebiet zwischen Fichtelgebirge und Frankenwald auf dem südlichen Rand des Mittelvogtländischen Kuppenlandes von Süden nach Norden durchfließt. In Hof gibt es 17 Saalebrücken, im gesamten Ballungsgebiet sind es 25. Bedingt durch die Mittelgebirgslage sind die Abhänge des Flusstales verhältnismäßig steil. Der tiefste Punkt von Hof liegt an der Saale bei etwa 450 m ü. NHN, der höchste Punkt im Stadtgebiet am Kulm bei 614 m ü. NHN. Dadurch hat die Stadt vor allem in Ost-West-Richtung Straßen mit erheblichen Steigungen.
Die Stadt ist im Uhrzeigersinn, beginnend im Norden, von folgenden Erhebungen umgeben:
- Labyrinthberg mit dem Labyrinthturm
- Eichelberg
- Wartberg (570 m ü. NHN) mit dem Wartturm
- Otterberg (auch Alsenberg genannt)
- Rosenbühl mit dem Bismarckturm
- Kulm (614 m ü. NHN)[3]
- Teufelsberg

### Natur und Gewässer

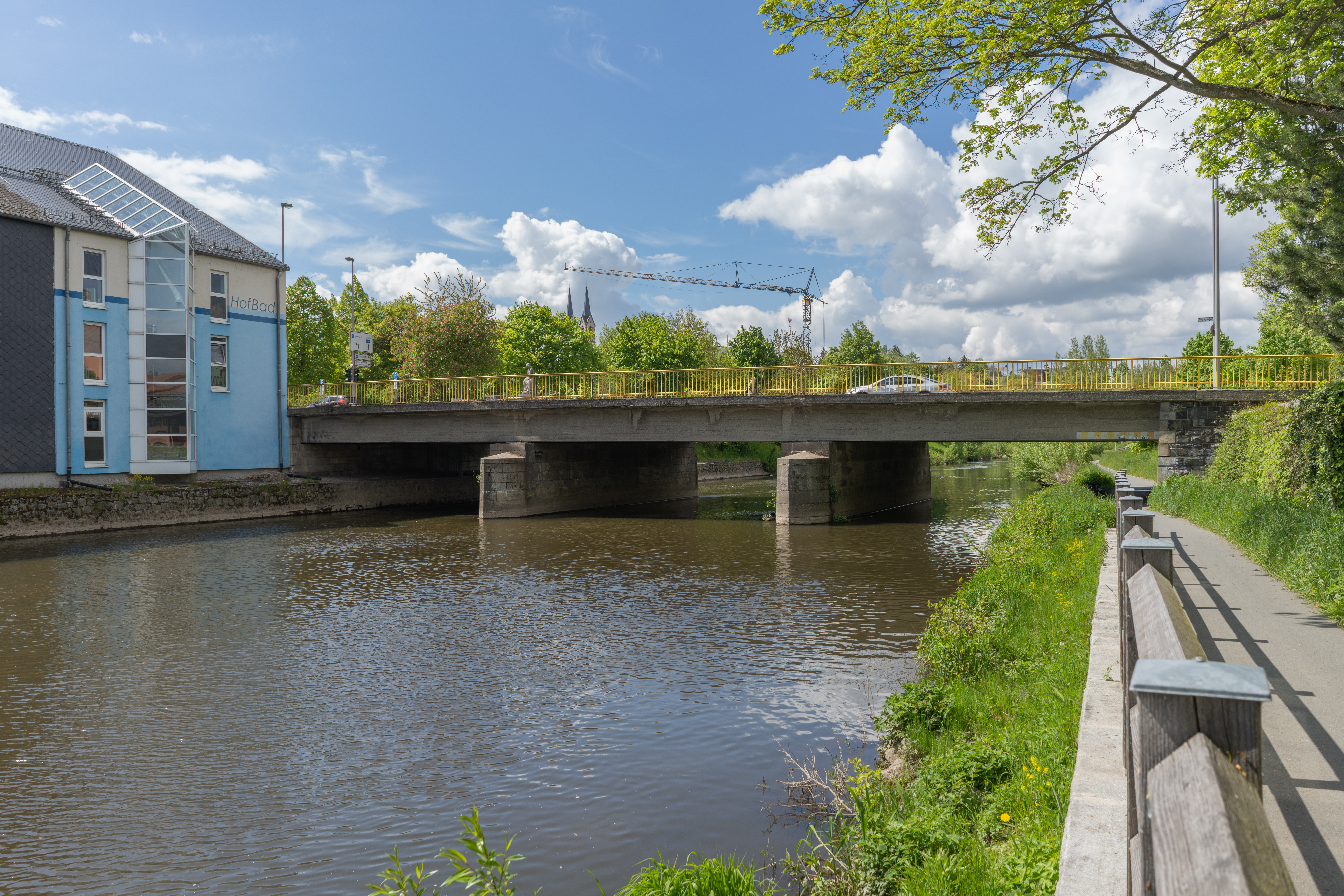
Saale an der Friedrich-Ebert-Brücke

Hof hat 87 Grünanlagen ausgewiesen. Darunter sind der Theresienstein, die Saaleauen und der Untreusee. In Hof gibt es 4500 Straßenbäume. Manche Baumarten sind ab einer gewissen Größe durch eine Verordnung geschützt.
Die Saale ist der größte Fluss in Hof. Sie durchfließt die Stadt von Süden nach Norden mit zwei Biegungen in der unteren Vorstadt auf Höhe des Theresiensteins. Zwischen der Friedrich-Ebert-Brücke und der Unteren Steinernen Brücke ist die Saale aufgestaut. Im Norden des Stadtgebiets mündet die Nördliche Regnitz in die Saale. Der Untreusee ist ein Stausee im Süden der Stadt.

### Flächennutzung und Schutzgebiete
| Nutzung                             | Fläche in ha |
| ----------------------------------- | ------------ |
| Siedlungs- und Verkehrsfläche       | 2.122        |
| Landwirtschaftlich genutzte Fläche  | 2.527        |
| Forstwirtschaftlich genutzte Fläche | 0.731        |
| Grünfläche                          | 0.290        |
| Wasserfläche                        | 0.132        |
| Gesamt                              | [0]5.802     |

In Hof sind vom Bayerischen Landesamt für Umwelt fünf Landschaftsschutzgebiete und sechs Geotope ausgewiesen (Stand 2016).

### Umland und Ballungsraum
Hof ist vom Landkreis Hof umgeben. Im Uhrzeigersinn – beginnend im Norden – grenzt die Stadt an die Nachbargemeinden Feilitzsch (G3), Trogen (G12), Gattendorf (G4), Döhlau (G2), Oberkotzau (M2), Konradsreuth (G8), Leupoldsgrün (G9) und Köditz (G7).
Im Landesentwicklungsprogramm ist Hof zusammen mit den Nachbargemeinden Oberkotzau und Döhlau als Ländlicher Raum mit Verdichtungsansätzen mit 55.821 auf einer Fläche von 94,78 km² ausgezeichnet.
Zusammen mit dem Stadtumland leben 70.000 Menschen in der Region.
Hof ist Mitglied im Sächsisch-Bayerischen Städtenetz (Bayreuth, Chemnitz, Hof, Marktredwitz, Plauen, Zwickau).

### Stadtgliederung

Stadtplan von Hof

Es gibt 33 amtlich benannte Gemeindeteile.
Die Stadtverwaltung hat 27 Stadtteile definiert, die sie zu fünf statistischen Kategorien gruppiert.

### Klima
|                        | Jan  | Feb  | Mär  | Apr  | Mai  | Jun  | Jul  | Aug  | Sep  | Okt  | Nov  | Dez  |   |       |
| Mittl. Temperatur (°C) | −1,0 | −0,1 | 3,4  | 7,8  | 12,1 | 16,0 | 17,6 | 17,4 | 13,2 | 8,9  | 3,8  | −0,2 | ⌀ | 8,3   |
| Mittl. Tagesmax. (°C)  | 0,7  | 2,5  | 7,0  | 12,6 | 16,9 | 21,1 | 22,6 | 22,4 | 17,7 | 12,2 | 5,9  | 1,9  | ⌀ | 12    |
| Mittl. Tagesmin. (°C)  | −2,8 | −2,7 | −0,3 | 3,1  | 7,4  | 10,9 | 12,6 | 12,4 | 8,8  | 5,6  | 1,8  | −1,4 | ⌀ | 4,7   |
|                        |      |      |      |      |      |      |      |      |      |      |      |      |   |       |
| Niederschlag (mm)      | 50,5 | 43,2 | 45,5 | 37,9 | 61,2 | 58,6 | 75,9 | 73,5 | 58,4 | 49,6 | 52,8 | 52,5 | Σ | 659,6 |
|                        |      |      |      |      |      |      |      |      |      |      |      |      |   |       |
| Sonnenstunden (h/d)    | 1,3  | 2,6  | 4,0  | 6,0  | 6,6  | 7,4  | 7,2  | 6,5  | 5,4  | 3,4  | 1,7  | 1,2  | ⌀ | 4,4   |

| −2,8 |

| −2,7 |

| −0,3 |

| 3,1 |

| 7,4 |

| 10,9 |

| 12,6 |

| 12,4 |

| 8,8 |

| 5,6 |

| 1,8 |

| −1,4 |

| −2,8 |

| −2,7 |

| −0,3 |

| 3,1 |

| 7,4 |

| 10,9 |

| 12,6 |

| 12,4 |

| 8,8 |

| 5,6 |

| 1,8 |

| −1,4 |

## Geschichte

### Name der Stadt
Die um 1230 nördlich einer bereits vorhandenen Bauernsiedlung angelegte Stadt erhielt von der Bevölkerung zunächst Bezeichnungen wie „Regnitzhof“ oder „Hof Regnitz“, die sich später zu „am Hof“ oder „zum Hof“ und schließlich zu „Hof“ verkürzten. In Hof wird die mittelalterliche Stadt mit ihren Mauern und Toren als Neustadt, die ältere bäuerliche Ansiedlung vor den Toren als Altstadt bezeichnet. Weiter gebräuchliche Namen waren „Hof im Vogtlande“ (im 18. Jahrhundert) und „Hof in Bayern“ (im 19. Jahrhundert).
Für eine Unterscheidung zu anderen Orten mit dem Namen Hof sind Formulierungen mit geographischen Zusätzen wie Hof an der Saale (bzw. Hof/Saale oder Hof (Saale)) oder Hof in Bayern gebräuchlich. In Medienberichten wird oftmals auch von der Saalestadt gesprochen.

### Frühgeschichte
In der Region siedelten bayerische Slawen. Nach der Völkerwanderungszeit begann die mit urkundlichen Quellen belegbare Geschichte des östlichen Frankens. Aus diesen Quellen lassen sich die Ereignisse jener Zeit in dem Gebiet, zu dem die heutige Oberpfalz, Unter-, Mittel- und Oberfranken gehören, annähernd nachvollziehen. Der Nordgau entwickelte sich in dem „Francōnia orientālis“ genannten Gebiet nördlich der Donau und der Castra Regina bis an den Main und reichte bis in den Böhmerwald nach Osten. Einer der alten mit Namen bekannten Volksstämme, die dort siedelten, waren die Varisker.

### Stadtrecht und Aufschwung im Mittelalter

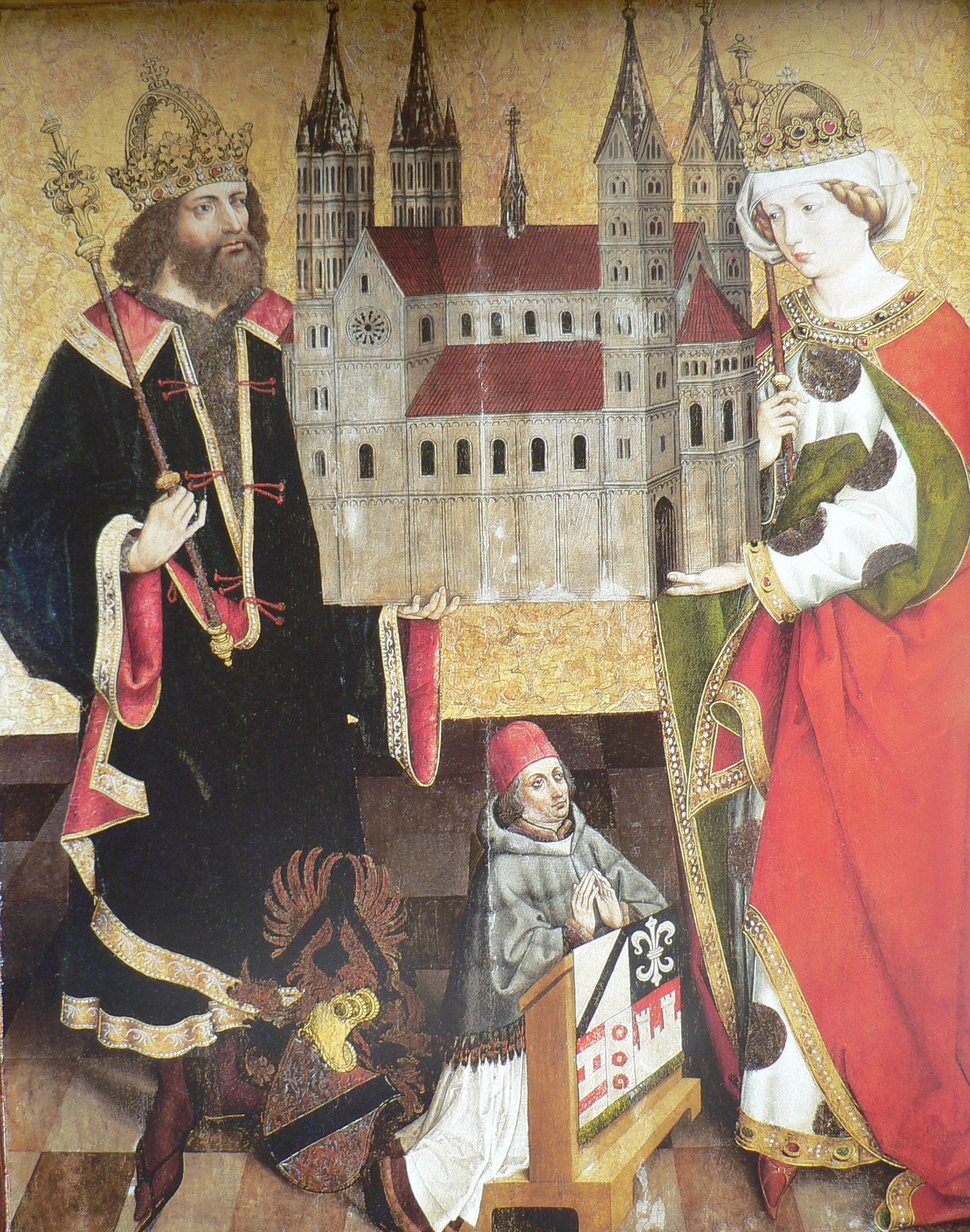
Hertnid-Altar in der St.-Lorenz-Kirche, der Mutterkirche Hochfrankens. Dargestellt ist das heilige Kaiserpaar Heinrich und Kunigunde, mit ihrer Stiftung dem Kaiserdom zu Bamberg als Symbol für das neue Bistum

Im Bereich der Stadt trafen im Frühmittelalter die Bistümer Naumburg, Regensburg und Würzburg aufeinander. Karl der Große hatte den Würzburger Bischöfen aufgetragen, „im Gebiet der Slaven, die zwischen den Flüssen Main und Rednitz siedeln, Kirchen zu errichten.“ Durch territoriale Neuordnung entstand auf Wunsch von König Heinrich II. im November 1007 das Bistum Bamberg, das direkt Rom unterstellt wurde. Im Nordosten des neuen Bistums wurde die Großpfarrei Hof gegründet, die das gesamte Gebiet des heutigen Landkreises Hof umfasste. Die erste Kirche wurde an der Stelle der heutigen Lorenzkirche errichtet.
Um das Jahr 1080 befand sich im heutigen Stadtgebiet eine Ansiedlung von Bauern mit der Ortsbezeichnung „Rekkenze“, vermutlich entstanden aus der Lage an dem Flüsschen Regnitz. In der Nähe der Mündung in die Saale standen die ersten Siedlungshäuser. Sie wurden 1214 urkundlich erwähnt, erstreckten sich auf den angrenzenden Hügel und bildeten die sogenannte Altstadt in der späteren Stadt Hof. Diese Urkunde nennt auch die Lorenzkirche, die älteste Kirche von Hof.
Um 1230 wurde unter der Regierung von Otto I. von Andechs nördlich der Bauernsiedlung eine neue, mit Mauer und Toren befestigte Stadt angelegt – die sogenannte Neustadt. Die Hauptstraße durch die Neustadt – die heutige Ludwigstraße – war eine bedeutende Straßenverbindung ins Vogtland. Gegen Ende des 13. Jahrhunderts sind in der Neustadt zwei Klöster nachweisbar, das Franziskanerkloster wurde 1292 erbaut.
Am 15. Mai 1318 belehnte Burggraf Friedrich IV. von Nürnberg aus dem Hause Hohenzollern den Heinrich (XII.), Vogt von Weida mit der Stadt Hof und dem Regnitzland.
Im März 1319 ließ dieser Heinrich eine Urkunde, das sog. Stadtprivileg, erstellen, in der die in Hof geltenden Rechtsvorschriften zusammengefasst wurden. Es ist allerdings nicht klar, welche dieser Vorschriften schon vorher gültig waren und welche neu erlassen wurden. 1361/62 verpfändeten die Vögte von Weida Hof und das Regnitzland an die Burggrafen von Nürnberg. 1367 konnte Heinrich (XIV.) der Rote, Vogt von Weida, dieses Pfand auslösen, so dass ihm die Stadt Hof und das Regnitzland nochmals verliehen wurde. 1373 verkaufte er Hof und sein Umland endgültig an die Burggrafen. Ab 1302 ist nach Daten der Gesellschaft für Leprakunde in Hof ein mittelalterliches Leprosorium nachweisbar, das sich 700 Meter „vor der unteren steinernen Brücke“ befand.

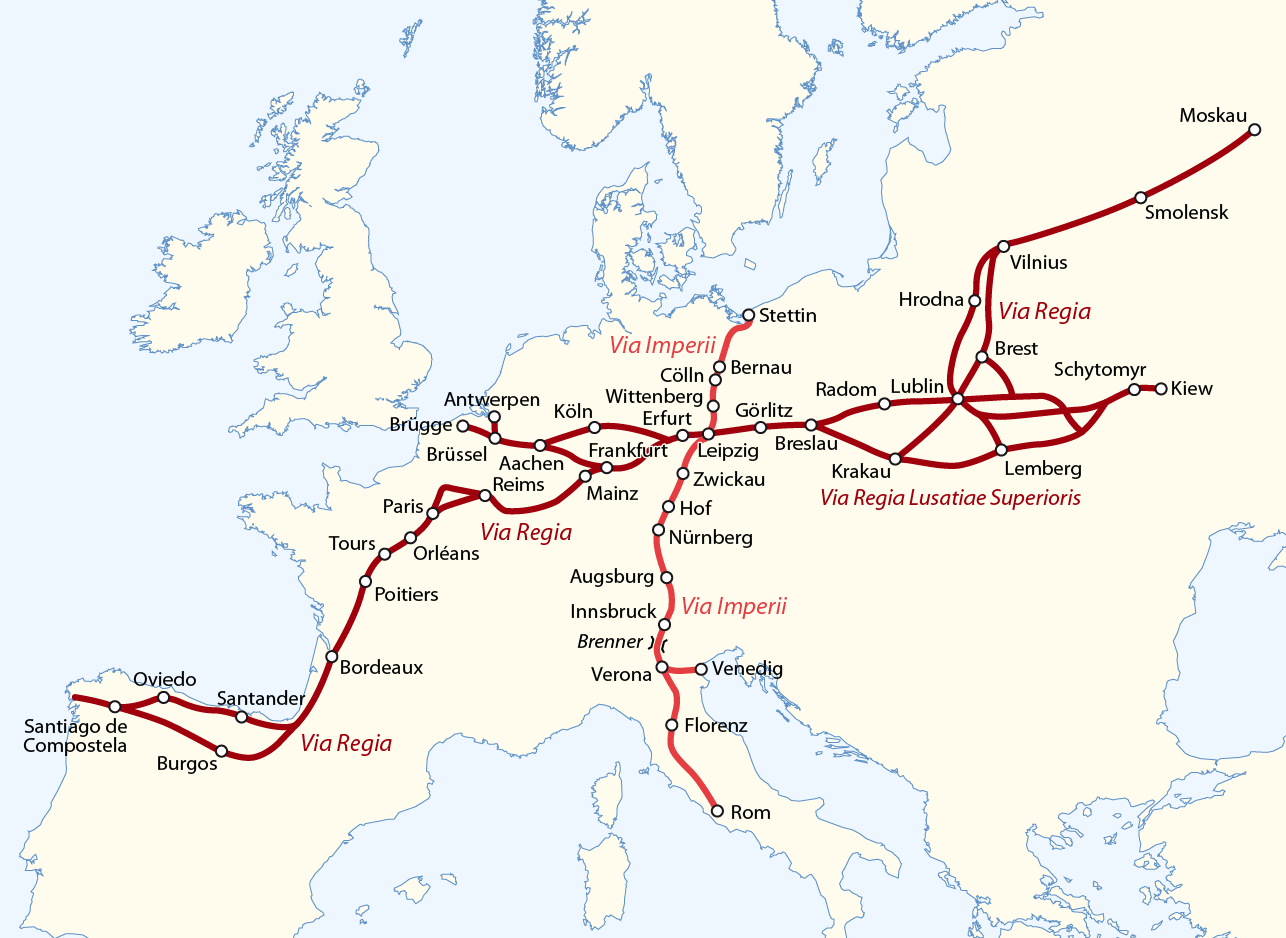
Lage der Stadt an der Via Imperii

### Markgrafenzeit und Reformation
Die Stadt wurde als Landeshauptmannschaft Hof Teil des hohenzollerischen Markgraftums Brandenburg-Kulmbach. Nach der Verlegung der Residenzstadt hieß das Fürstentum Markgraftum Brandenburg-Bayreuth. In dieser Zeit wurde die Stadt als „Hochfürstlich-Brandenburgische Hauptstadt Hoff im Voigtlande“ bezeichnet. Eine Heeresgruppe der Hussiten eroberte 1430 die Stadt und zerstörte sie schwer. Um gegen Angriffe besser geschützt zu sein, wurde 1432 eine Schützengilde gegründet. Aus den jährlichen Schießübungen der Gilde entwickelte sich ein Volksfest, der Schlappentag. 1465 entstand der Hofer Altar.
Im Jahr 1529 zu Beginn der Reformation wurde Hof evangelisch-lutherisch. So wurde auch etwa die Klosterkirche zu einer evangelischen Predigtkirche und 1545 umgeweiht. Markgraf Albrecht Alcibiades von Brandenburg-Kulmbach gründete 1546 das Hofer Gymnasium, das heutige Jean-Paul-Gymnasium, welches eines der ältesten Gymnasien in Oberfranken ist. 1553 wurde Hof im Zweiten Markgrafenkrieg von nürnbergischen und königlich-böhmischen Truppen unter Heinrich IV. von Plauen belagert und eingenommen (siehe Belagerung von Hof). Georg Wolf von Kotzau war kurzzeitig Statthalter Hofs. Hans Glaser fertigte 1553 einen Holzschnitt von der Belagerung der Stadt. Im Jahr 1557 wurde in Hof die erste Buchdruckerei gegründet. Von 1563 bis 1566 wurde das Rathaus in seiner heutigen Form erbaut. Der Hofer Chronist Enoch Widman stellte im Jahr 1592 seine Stadtchronik vor. Zu wirtschaftlicher Bedeutung kam Hof im Mittelalter auch durch die Lage an der Via Imperii. Damit konnte die Handelsstadt schon damals zu Wohlstand kommen.

### Dreißigjähriger Krieg, Preußen und Bayern
1625 brannte die Stadt zum vierten Mal. Im Dreißigjährigen Krieg kam 1632 Wallensteins General Holk nach Hof, im gleichen Jahr zog auch Wallenstein mit seiner Hauptarmee durch die Stadt. Nach dem Krieg wurden die Schäden beseitigt und das Rathaus wieder aufgebaut, Hof wurde Zufluchtsort für vertriebene Protestanten vor allem aus Österreich und Böhmen. Eine erste Postverbindung gab es seit 1683 wöchentlich zweimal von Leipzig über Hof nach Nürnberg. Weitere Postverbindungen nach Regensburg (1692) und Dresden (1693) folgten. 1690 kam es erneut zu einem großen Stadtbrand.
Im 18. Jahrhundert wüteten erneut zwei Stadtbrände. 1743 brannte das Hofer Schloss nieder. Es war in dieser Zeit der Sitz des vom Markgrafen von Brandenburg-Bayreuth eingesetzten Verwalters der Landeshauptmannschaft Hof und wurde nicht wieder aufgebaut. 1783 erschien die erste Zeitung der Stadt; das Höfer Intelligenzblatt gilt als Vorläufer der heutigen Zeitung. 1792 kam Hof mit der Markgrafschaft Brandenburg-Bayreuth zum Königreich Preußen. 1806 besetzten französische Truppen die Stadt. 1810 verkaufte Frankreich das Fürstentum Bayreuth mit der Stadt Hof an das Königreich Bayern. Am 4. September 1823 zerstörte ein verheerender Brand den Großteil der Neustadt mit der heutigen Ludwigstraße und den umliegenden Gassen. Der Wiederaufbau der Neustadt erfolgte dann im Stil des Biedermeier.

### Industrialisierung und Wirtschaftskrise

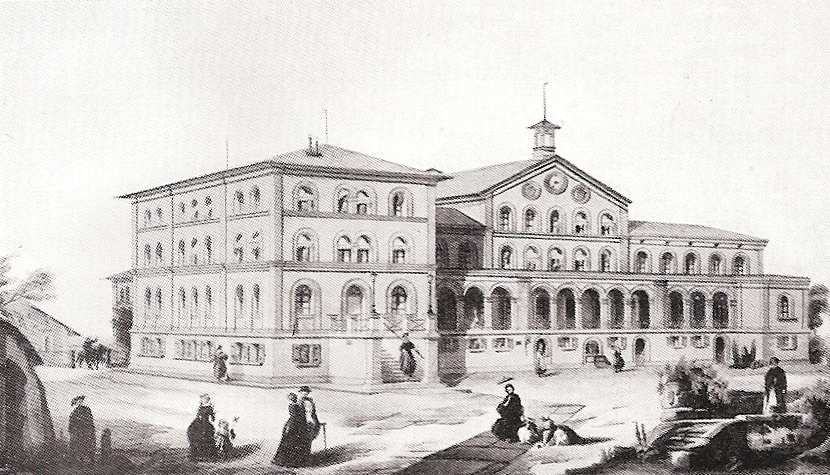
Alter Bahnhof

1848 zur Zeit der Bauernbefreiungen wurde Hof an die bayerische Ludwig-Süd-Nord-Bahn und die Sächsisch-Bayerische Eisenbahn angeschlossen. Der erste Hofer Bahnhof, ein Kopfbahnhof, lag in der Nähe des Oberen Tores an der Stelle der heutigen Stadtpost. Die Personenzüge hielten in einer viergleisigen, gemauerten Bahnsteighalle, die zum großen Teil erhalten ist.
1880 wurde wegen des wachsenden Verkehrsaufkommens einen Kilometer vor den Toren der Stadt der neue Hofer Hauptbahnhof als Durchgangsbahnhof an der Grenze zwischen Bayern und Sachsen mit beachtlichen technischen Anlagen errichtet. Die Stadt wuchs so rasant, dass sich die Einwohnerzahl zwischen 1850 und 1900 verfünffachte. Der Hauptgrund hierfür lag vor allem bei der wachsenden Textilindustrie. 1853 war die Mechanische Baumwollspinnerei gegründet worden, sie war das erste große Textilunternehmen in der Stadt. Neuen Wohnraum, der für die Arbeiter benötigt wurde, errichtete man schnell, es entstanden viele Gründerzeitviertel, wie etwa das Bahnhofsviertel, Westend, die Fabrikvorstadt sowie große Teile des Münsterviertels, des Studentenbergs, Hofecks und Moschendorfs. Ende des 19. Jahrhunderts wurde die Altstadt weitgehend neu bebaut und wirkt daher neuer als die Neustadt.
Von 1901 bis zum Anfang der 1920er Jahre fuhr die Hofer Straßenbahn zwischen Stadt und Hauptbahnhof und wurde später durch Stadtbusse ersetzt. 1902 riss man die 1545 geweihte Klosterkirche ab. 1910 wurde im Bahnhofsviertel der Wittelsbacher Park aus Dankbarkeit zur Wittelsbacher Königsfamilie auf dem Gelände des Sophienberger Friedhofs angelegt.
Nach dem Ersten Weltkrieg schwächelte die wirtschaftliche Entwicklung bereits, die Beschäftigungszahlen waren aber immer noch sehr hoch. Der Aufwärtstrend wurde schließlich durch die Weltwirtschaftskrise weiter geschwächt. Hinzu kam, dass die Textilbranche generell nicht mehr wuchs. In den Jahren 1914–1915 wurde der Bismarckturm auf dem Rosenbühl (597 m ü. NHN) gebaut. 1928 wurde der Flugbetrieb auf dem ersten Flugplatz der Stadt auf der Hohen Saas aufgenommen. Flugzeuge verkehrten auf der Linie Fürth-Hof-Leipzig. 
 1931 wurde das neue, von Johann Ernst Schmidt (1880–1941) geleitete, Stadtkrankenhaus an der Eppenreuther Straße eröffnet, bis dahin hatte diese Funktion das Hospital Hof in der Unteren Vorstadt übernommen.

### Nationalsozialismus und Nachkriegszeit
In der Zeit des Nationalsozialismus existierte vom September 1944 bis zum 14. April 1945 im Ort Hof-Moschendorf ein Außenlager des KZ Flossenbürg, Lager Moschendorf, dessen 100 Häftlinge Zwangsarbeit für das SS-Hauptzeugamt verrichten mussten.
Die Luftangriffe auf Hof zwischen Februar und April 1945 forderten zahlreiche Todesopfer und hatten bauliche Beschädigungen zur Folge. US-amerikanische Truppen besetzten die Stadt am 15. April 1945 auf ihrem Vormarsch nach Eger und Westböhmen. Hof gehörte bis zum Inkrafttreten des Deutschlandvertrages im Jahr 1955 zur amerikanischen Besatzungszone. Durch die Gebietsaufteilungen des vormaligen Deutschen Reiches nach dem Zweiten Weltkrieg und den Eisernen Vorhang geriet Hof geografisch in eine extreme Randlage (Zonenrandgebiet). Die Verbindungen nach Norden und Osten, nach Thüringen, Sachsen und Böhmen waren unterbrochen. Im Stadtteil Moschendorf wurde nach Ende des Krieges von 1945 bis 1962 das Auffanglager Moschendorf als erste Zufluchtsstätte für Heimatvertriebene eingerichtet, vor allem für die Menschen aus dem benachbarten Egerland. Die Einwohnerzahl von Hof und der Umgebung wuchs dadurch stark an. In Hof und Umgebung entstanden neue Wohnsiedlungen und Firmengründungen und schufen neue Arbeitsplätze.

### Deutsche Teilung bis 1989
In Hof wurden in der zweiten Hälfte des 20. Jahrhunderts einige große Gebäude errichtet, darunter das Gotha-Hochhaus und das Justizgebäude. Das Kaufhof-Gebäude wurde im Oktober 1959 eröffnet. Von 1948 bis 1993 wurde der RIAS-Sender Hof auf dem erhöhten ehemaligen Kasernengelände am westlichen Stadtrand betrieben.
Eine Besonderheit war das Grenzpostamt Hof der Deutschen Bundespost während der Teilung Deutschlands. Es hatte rund um die Uhr geöffnet. 
Der historisch Vorläufer war im Jahr 1810 entstanden, als die Königlich-Bayerische Poststation mit dem Sächsischen Grenzpostamt zusammengelegt wurde. Zwischen 1871 und 1945 aufgelöst, wurde es nach dem Zweiten Weltkrieg reaktiviert und in einem Neubau neben dem Hauptbahnhof, am Bahnhofsplatz 2, angesiedelt. Dort bestand es bis zur Wiedervereinigung, als seine Sonderfunktion überflüssig wurde.
1960 wurde die Hofer Berufsschule eröffnet, 1970 folgte die Staatliche Fachoberschule und Berufsoberschule Hof. 1968 bzw. 1969 wurde der damalige Regionalflughafen im Stadtteil Pirk eröffnet.
Im Jahr 1971 übernahm die Bundeswehr die Kaserne von den US-Streitkräften und Hof wurde Bundeswehrstandort. In Krötenbruck wurde die Sternwarte Hof eröffnet und die Fachakademie für Sozialpädagogik wurde eröffnet. 1974 wurde die neue Freiheitshalle eingeweiht, das neue Gebäude des Hauptzollamts und die Kunsteisbahn am Eisteich eröffnet. 1975 wurden der Neubau des Johann-Christian-Reinhart-Gymnasiums und die Jahn-Sporthalle eröffnet. Seit 1981 ist der Untreusee ein stadtnahes Erholungsgebiet.

### Deutsche Wiedervereinigung bis heute

Skulptur 9 NOV. 1989 zum Mauerfall am Hauptbahnhof

Die Ereignisse des Jahres 1989 in der DDR betrafen Hof durch seine grenznahe Lage zu Thüringen und Sachsen besonders. Im Herbst des Jahres 1989 kamen zunächst 13.600 DDR-Flüchtlinge, u. a. aus der Botschaft, in 14 Sonderzügen aus Prag über Dresden nach Hof. Bürger, Ehrenamtliche und Beamte leisteten dabei enorme Hilfen. Am 1. Oktober 1989 traf um 6.14 Uhr der erste Zug aus Prag über Dresden, Freiberg, Karl-Marx-Stadt und Plauen in Hof ein, nachdem er den nahen Grenzbahnhof Gutenfürst passiert hatte. Die eigentliche Grenzöffnung am 9. November 1989 stellte Stadt und Bürger vor gewaltige Herausforderungen und sorgte für ein großes Verkehrschaos. Nach der Grenzöffnung kamen innerhalb von drei Tagen 330.000 Besucher in über 90.000 PKW in die Stadt, um zu schauen und das Begrüßungsgeld zu empfangen. Im November und Dezember 1989 kamen täglich bis zu 40.000 Reisende am Hofer Hauptbahnhof an. In Hof-Stadt wurden bis zum 31. Dezember 1989 in 20 Zahlstellen (einschließlich der Postämter) über 91 Millionen DM Begrüßungsgeld ausgezahlt. In Folge der Grenzöffnungen 1989 von Tschechien nach der Samtenen Revolution und der deutschen Wiedervereinigung im Jahr 1990 wurden alte Verkehrsverbindungen in veränderter Form wiederhergestellt.
1991 erfolgte die Grundsteinlegung des neuen Hofer Theaters, das 1994 eröffnet wurde. 1995 fanden in Hof die bayerischen Theatertage statt. 1992 entschloss man sich zu einem Ausbau des Flughafens. 1994 war Hof Ausrichter der bayerischen Landesgartenschau. Einbezogen wurden unter anderem der Theresienstein und die Saaleauen. Im gleichen Jahr nahm die Hochschule für Angewandte Wissenschaften ihren Lehrbetrieb auf. Sie war bereits die zweite Studieneinrichtung in der Stadt. 1997 lehnten die Einwohner in einem Bürgerbegehren den Ausbau der Frauenlobstraße ab.
1998 wurde die neue Synagoge der israelitischen Kultusgemeinde in Hof eingeweiht. Im selben Jahr war Hof Etappenziel der Friedensfahrt. 2014 feierte die Hospitalstiftung Hof ihr 750-jähriges Bestehen. Teile der Stadt und vor allem das Stadtumland waren vom Hochwasser 2021 betroffen.
Nachdem 2017 der ehemalige Zentralkauf im Süden der Innenstadt abgerissen worden war, sollte auf dem Gelände ein neues Einkaufszentrum, die Hof-Galerie, gebaut werden. Nach mehreren Verzögerungen, Neuplanungen und Investorenwechsel wurde das Projekt jedoch 2021 verworfen. Seit 2022 ist geplant, auf dem Gelände ein neues Viertel, das Schiller-Quartier mit medizinischen Einrichtungen, Büroräumen und Aufenthaltsflächen zu errichten. Ab 2023 wird diese Fläche als Parkplatz genutzt; im Juli wird jeweils eine Bühne aufgebaut, auf der Vorführungen unter dem Namen „Bühne raus“ präsentiert werden.
Auch auf dem Hoftex-Areal im Nordwesten der Innenstadt soll ein neues Viertel entstehen, mit 469 Wohnungen, Produktion und Dienstleistungen auf dem Gelände einer ehemaligen Spinnerei.

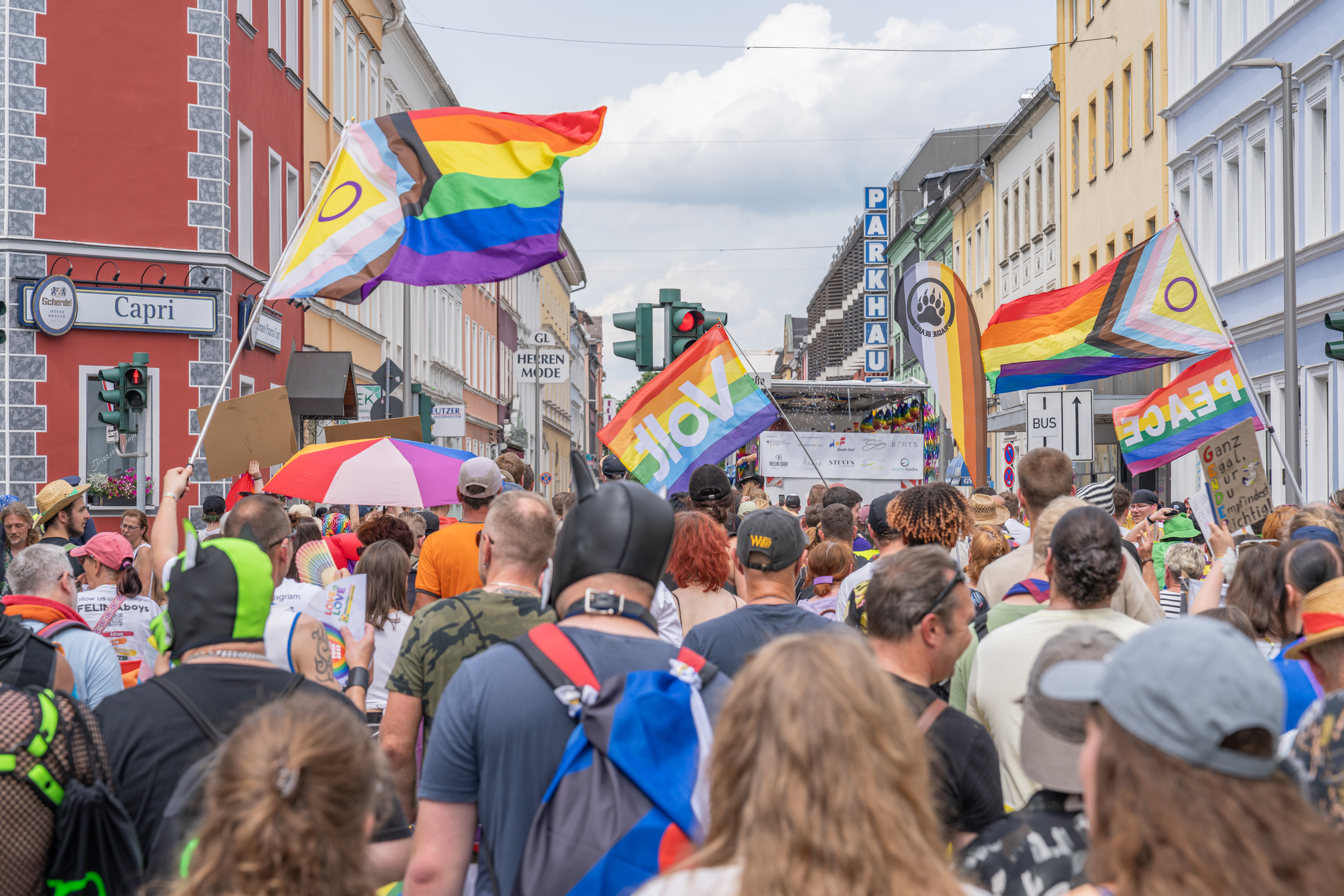
Ansicht des CSDs in der Marienstraße

Im Jahr 2022 beschloss die Stadt Hof eine Kooperation mit der Großstadt Jena in Thüringen. Im Jahr 2024 fand erstmals ein Christopher Street Day in Hof mit Straßenfest in der Hofer Altstadt statt.

### Eingemeindungen
Am 1. April 1906 wurden die Gemeinden Hofeck und Moschendorf eingegliedert. 1960 wurde Petersziegelei aus der damaligen Gemeinde Leimitz nach Hof umgegliedert. Am 1. Juli 1972 kam die Gemeinde Unterkotzau hinzu und aus der aufgelösten Gemeinde Martinsreuth die Gemeindeteile Eppenreuth, Lausenhof, Pirk und Stein sowie aus der Gemeinde Wölbattendorf die Orte Geigen, Haag, Hohensaas, Osseck, Quetschen und Rosenbühl. Es folgte die Gemeinde Leimitz (ohne Döberlitz) am 1. Januar 1977, Haidt aus der aufgelösten Gemeinde Haidt und das Restgebiet der Gemeinde Wölbattendorf am 1. Mai 1978.
Rund um das Stadtzentrum haben sich im Laufe der Zeit drei Vorstädte entwickelt: die Untere Vorstadt, genannt Vorstadt, im Norden, die Fabrikvorstadt östlich der Saale und die Vorstadt Rauschenbach bzw. Bahnhofsviertel im Süden.

## Bevölkerung

### Einwohnerentwicklung
Um das Jahr 1800 lebten in Hof etwa 4600 Personen. Während der Industrialisierung stieg die Einwohnerzahl auf über 30.000 an. Bis in die 1930er Jahre gab es vor allem in den Baumwollspinnereien nahezu Vollbeschäftigung. Zum Ende des Zweiten Weltkriegs lebten in Hof 55.000 Personen. Ihren bisherigen Höchststand hatte die Hofer Bevölkerung um 1950 mit fast 64.000 Einwohnern. Seitdem sank die Einwohnerzahl wieder kontinuierlich. Der Fall des Eisernen Vorhangs brachte zwar einen erneuten Anstieg, der sich dann um das Jahr 2000 aber wieder abschwächte. Der Tiefpunkt war 2014 bei etwa 44.000 Personen erreicht, seitdem wächst die Stadt wieder. Die Geburtenzahl stieg 2017 um 23 % gegenüber dem Vorjahr, es war der größte Anstieg von Geburten in Oberfranken. Auch konnte beobachtet werden, dass manche Umlandsgemeinden wie Speckgürtel bei Großstädten wuchsen, als die Stadt immer mehr Einwohner verlor. So fiel die Einwohnerzahl der Stadt von 2011 auf 2019 um 770 Einwohner, während der gesamte Ballungsraum in dieser Zeit um 700 Einwohner wuchs. 2023 bezifferte das Bürgeramt die Einwohnerzahl auf 48.101 Hauptwohnsitze. Laut dem Landesamt für Statistik wurde im April 2024 mit 47.201 Einwohnern ein Höchststand erreicht.

### Sprache
Das Hoferische (Huuferisch (Betonung auf dem langen u)), die Hofer Mundart, gehört zu den oberfränkischen Dialekten in der Gruppe der ostfränkischen Dialekte. Diese werden als Fränkisch bezeichnet. Als Besonderheit existiert in Hof und der unmittelbaren Umgebung das Wort hoa (o und a werden zusammen als ein mittellanger Vokal, der zwischen o und a liegt, ein im Hochdeutschen nicht verwendetes Phon), das von Einheimischen als Synonym zu Ja oder als affirmative Modalpartikel verwendet wird und den Sprecher auch außerhalb der Hofer Umgebung anderen Hofern gegenüber zu erkennen gibt. Entsprechende Texte werden unter anderem im Hofer Spaziergänger, einer Kolumne der lokalen Tageszeitung Frankenpost, veröffentlicht und zeigen Lautverwandtschaft mit den Mundarten des Egerlandes und des benachbarten historischen Ascher Ländchens als gemeinsames Erbe aus der Zeit des Nordgaus. Bedingt durch die Nähe zum Vogtland sind auch Variationen des Ostfränkischen (Oberdeutsch), wie Vogtländisch, zu hören.

### Religionen

#### Konfessionsstatistik
Im Jahr 2018 waren etwa 45 % evangelische Christen, 20 % Katholiken und 35 % Sonstige (einer anderen oder keiner Konfession oder Religion zugehörig). Der Anteil der Katholiken und Protestanten ist seitdem zurückgegangen. Gemäß dem Zensus 2022 waren (Stand 2022) 40,6 % der Einwohner evangelisch, 15,5 % katholisch und 43,9 % waren konfessionslos, gehörten einer anderen Glaubensgemeinschaft an oder machten keine Angabe.

#### Allgemeines
Die Siebenten-Tags-Adventisten haben eine Gemeinde in Hof, im Westen der Stadt gibt es eine Neuapostolische Kirche, zudem befindet sich in der Paulus-Kapelle eine evangelisch-methodistische Kirche in der Innenstadt.
Mit der Kardia Church existiert auch eine evangelikale Freikirche, welche der pfingstlich-charismatischen Bewegung zuzuordnen ist, die für ihre Glaubenspraxis kritisiert wird, da die Lehre u. a. auf fundamentalistischen Ansichten und Kreationismus beruht.

#### Jüdische Gemeinde

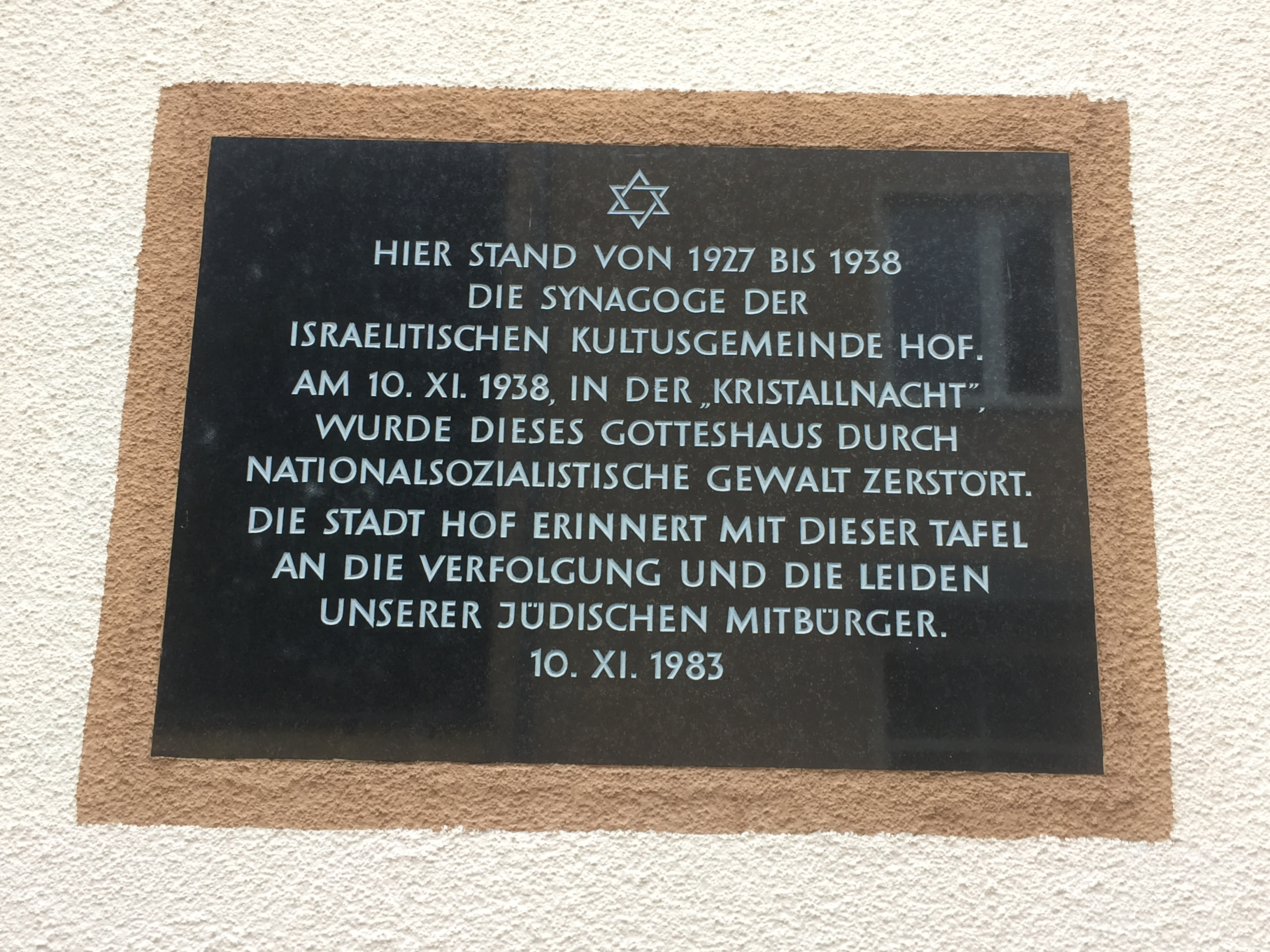
Gedenktafel am Hallplatz

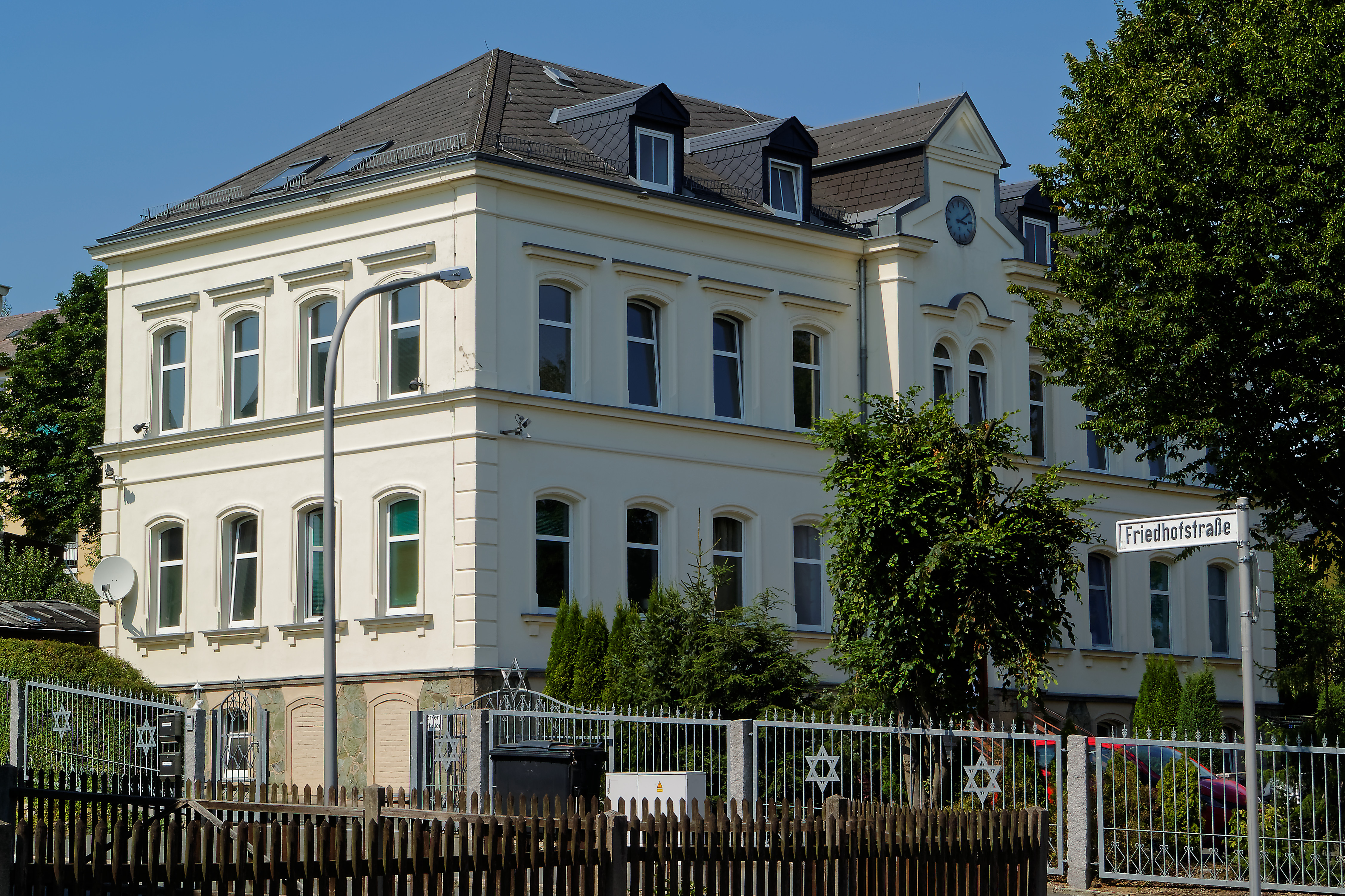
Synagoge Hof

Solidaritätskundgebung auf dem Gelände der ehemaligen Synagoge zum Gedenken an die Opfer des Terrorangriffs der Hamas auf Israel 2023

Eine erstmalige Erwähnung von Juden in Hof datiert auf das Jahr 1319 und bereits 1373 wurde eine Synagoge, „Judenschul“ genannt, errichtet. 100 Jahre später gab es in der Stadt mindestens fünf jüdische Familien, die hauptsächlich vom Geldhandel lebten. Dies endete abrupt nach einem Pogrom im Jahr 1515, nachdem die jüdischen Familien sich geweigert hatten, die ihnen auferlegte Karfreitags-Abgabe als „Sühne für die Tötung Christi“ zu bezahlen. Die überlebenden Juden verließen die Stadt. Nach diversen Niederlassungs-Verboten, die noch bis ins 18. Jahrhundert erlassen wurden, siedelten sich Ende des 19. Jahrhunderts in der Zeit der jüdischen Emanzipation erneut jüdische Familien in der Stadt an. Sie bildeten eine neue jüdische Gemeinde, die in den folgenden Jahrzehnten bis auf knapp 100 Personen anwuchs. 1911 entstand der jüdische Friedhof in Wölbattendorf und im Jahre 1927 wurde am Hallplatz in der Nähe des alten Bahnhofs erneut eine Synagoge errichtet, die jedoch schon in den folgenden Jahren Ziel von Übergriffen wurde. Diese Synagoge wurde beim Novemberpogrom 1938 komplett zerstört; das Inventar wurde verbrannt.
An den Pogromen in Hof, die in den frühen Morgenstunden des 10. November begannen, waren hauptsächlich Beamte der Hofer Polizeidirektion, die Allgemeine SS und SA-Männer beteiligt. Neben der Synagoge waren vor allem Einzelhändler und Privatwohnungen Ziel der Attacken; von den damals ca. 80 Hofer Juden wurden 12 verhaftet. Wieder verließen die meisten Juden die Stadt, so dass 1939 nur noch sieben jüdische Einwohner gezählt wurden.
Nach dem Zweiten Weltkrieg kehrte kein ehemaliger Hofer Jude zurück, aber durch Vertreibung strandeten ca. 1400 Juden in Hof (Auffanglager Moschendorf). Nach der Gründung des Staates Israel (1948) blieb davon nur eine kleine Gemeinde von 40 bis 50 Personen übrig. Diese wuchs in den 1990er Jahren durch den Zuzug jüdischer Kontingentflüchtlinge aus den Nachfolgestaaten der Sowjetunion bis 2010 auf ca. 400 an. Nach mehreren Zwischenlösungen wurde 1997 ein ehemaliges Schulgebäude in Moschendorf als Gemeindezentrum erworben und 1998 als neue Synagoge eingeweiht. Seit 1999 hat die Gemeinde einen eigenen Rabbiner und gehört der Israelitischen Kultusgemeinde Hof an.
Seit 1983 erinnert eine Gedenktafel am Standort der alten Synagoge an die damalige jüdische Gemeinde und die Verfolgung der jüdischen Einwohner in der Shoa.

## Politik

### Erste Bürgermeister und Oberbürgermeister
Liste der Ersten Bürgermeister bzw. Oberbürgermeister seit der Einführung der bayerischen Gemeindeordnung 1818:
- 1818–1846: Georg Friedrich Samuel von Oerthel, 28 Jahre
- 1847: Johann Adam Laubmann, 1 Jahr
- 1848–1849: Christoph Theodor Schroen, 1 Jahr
- 1849–1857: Moritz Ernst Freiherr von Waldenfels, 8 Jahre
- 1857–1882: Hermann von Münch, 25 Jahre
- 1883–1903: Carl von Mann, 20 Jahre
- 1904–1916: Paul Bräuninger, 12 Jahre
- 1916–1919: Heinrich Neupert, 3 Jahre
- 1919–1933: Karl Buhl, 14 Jahre
- 1933–1941: Richard Wendler, (NSDAP), 8 Jahre
- 1941–1945: Friedrich Rammensee (NSDAP), 4 Jahre
- 1945–1946: Oskar Weinauer, 1 Jahr
- 1946–1948: Hans Bechert, 2 Jahre
- 1948–1949: Kurt Schröter, 1 Jahr
- 1950–1970: Hans Högn (SPD), 20 Jahre
- 1970–1988: Hans Heun (CSU), 18 Jahre
- 1988–2006: Dieter Döhla (SPD), 18 Jahre
- 2006–2020: Harald Fichtner (CSU), 14 Jahre
- seit 2020: Eva Döhla (SPD)[56], seit 5 Jahren

### Stadtrat
Die Kommunalwahlen am 15. März 2020 führten zum rechts dargestellten Ergebnis und der daraus folgenden Sitzverteilung im Stadtrat (mit Vergleichszahlen früherer Wahlen; n. k. = nicht kandidiert):
| Partei / Liste            | 2002  | 2008  | 2014  | 2020  |
| CSU                       | 21    | 20    | 17    | 14    |
| SPD                       | 15    | 11    | 11    | 10    |
| Grüne                     | 01    | 01    | 02    | 05    |
| Freie Aktive Bürger (FAB) | 06    | 10    | 07    | 05    |
| Linke                     | n. k. | 01    | 01    | 01    |
| FDP                       | n. k. | n. k. | 0     | 01    |
| Partei für Franken        | n. k. | n. k. | 02    | 01    |
| Die Republikaner          | 01    | n. k. | n. k. | n. k. |
| AfD                       | n. k. | n. k. | n. k. | 02    |
| Piratenpartei             | n. k. | n. k. | n. k. | 01    |
| Parteilose                | 0     | 01    | 0     | 0     |
| Summe                     | 44    | 44    | 40    | 40    |

### Klimaschutz in der Stadt
2019 wurde ein Klimaschutzmanagement in der Stadt neu eingeführt. Ute Fischer ist die erste Klimaschutzmanagerin in Hof. Im Frühjahr 2021 wurde das Klimaschutzkonzept der Stadt beschlossen. Es sieht vor, dass Hof bis 2040 klimaneutral wird.

### Politische Gipfel und Besuche
2007 fand der EU-Gipfel zum Thema regionale Strukturförderung in Hof statt. Dabei wurden Fördermittel in Höhe von 350 Milliarden Euro bewilligt. Anlässlich des 20. Jahrestages der Grenzöffnung hielt das Bayerische Kabinett 2009 eine Sitzung in Hof ab. 2013 wurde Altbundeskanzler Helmut Kohl für seine Verdienste zur Deutschen Einheit in der Freiheitshalle und in Mödlareuth geehrt. Ein Jahr später besuchten Bundeskanzlerin Angela Merkel und der bayerische Ministerpräsident Horst Seehofer die Stadt. Auch trafen sich der bayerische Ministerpräsident Markus Söder und sein sächsischer Amtskollege Michael Kretschmer in Hof 2018 und 2020. 2022 wurde in Hof im Rahmen des Sudetendeutschen Tages der Europäische Karlspreis des Jahres 2022 an den ukrainischen Präsidenten Wolodymyr Selenskyj und nachträglich für das Jahr 2020 an den rumänischen Präsidenten Klaus Johannis verliehen. Im gleichen Jahr besuchte Bundesaußenministerin Annalena Baerbock für einen Workshop zum Thema Nationale Sicherheitsstrategie Hof.

### In Hof verliehene Auszeichnungen und Ehrungen
- Die Goldene Bürgermedaille wird an Menschen verliehen, die sich in besonderem Maße um das Ansehen der Stadt oder ihrer Bürger verdient gemacht haben. Die Ausgezeichneten müssen in Hof wohnhaft sein.[65]
- Der Goldene Ehrenring wird aus denselben Gründen verliehen, jedoch müssen die Träger nicht Einwohner der Stadt sein.[66]
- Die Ehrenmedaille wird an Personen verliehen, die langjährige Verdienste für die Stadt oder ihre Bürger geleistet haben. Die Träger müssen nicht Hofer Bürger sein.[67]
- Die Johann-Christian-Reinhart-Plakette  ist die höchste Auszeichnung der Stadt Hof für besondere kulturelle Leistungen. Sie wird an Personen verliehen, durch deren Wirken das künstlerische, schriftstellerische, heimatgeschichtliche und denkmalpflegerische Leben der Stadt auf besondere Weise gefördert wird.[68]
- Die Dank- und Ehrenurkunde für soziale Verdienste wird an Menschen verliehen, die sich ehrenamtlich für die Gesellschaft oder für Wohlfahrtsverbände engagieren. Dazu wird auch noch eine Ehrennadel verliehen.[69]
- Der Filmpreis der Stadt Hof wird bei den Internationalen Hofer Filmtagen an Filmschaffende verliehen, die mit Hof und dem Festival eng verbunden sind. Die Preisträger sind im Verleihungsjahr gewöhnlich nicht mit Arbeiten im offiziellen Programm vertreten.

### Mitgliedschaften der Stadt
Seit 1993 ist Hof Mitglied der Europaregion Euregio Egrensis und seit 2005 der Metropolregion Nürnberg. Zudem ist Hof das Zentrum der Region Hochfranken. Hof liegt in der Planungsregion Oberfranken-Ost, deren Verwaltungssitz die Stadt ist.

### Städtepartnerschaften
(Quelle:)
Städtepartnerschaften
- Ogden, Vereinigte Staaten, seit 1954
- Joensuu, Finnland, seit 1969
- Villeneuve-la-Garenne, Frankreich, seit 1980
- Plauen, Deutschland, seit 1987
- Cheb (deutsch Eger), Tschechien, seit 2004

Städtefreundschaften
- Hof bei Salzburg, Österreich
- Berliner Bezirk Neukölln, Deutschland
- Karlovy Vary (deutsch Karlsbad), Tschechien

Umwelt- und Wasserpartnerschaft (Know-how-Transfer und Studentenaustausch):
- Caruaru in Pernambuco, Brasilien

### Lebensqualität
Die Studie Ungleiches Deutschland – Sozioökonomischer Disparitätenbericht 2019 der Friedrich-Ebert-Stiftung untersuchte im Jahr 2019 die Lebensqualität und die Bedingungen in deutschen Städten und Landkreisen. Dabei wurde Hof in die höchste Kategorie Dynamische Groß- und Mittelstädte mit Exklusionsgefahr eingestuft.
Im Regionalranking des Institut der Deutschen Wirtschaft aus dem Jahr 2024 lag Hof auf dem 256. Platz, damit verbesserte sich die Stadt um 119 Plätze im Vergleich zu 2022. Im Dynamikranking belegte die Saalestadt hier Rang sechs, in der Kategorie Lebensqualität konnte Hof demnach den ersten Platz erreichen.

## Kultur und Sehenswürdigkeiten

### Bauwerke

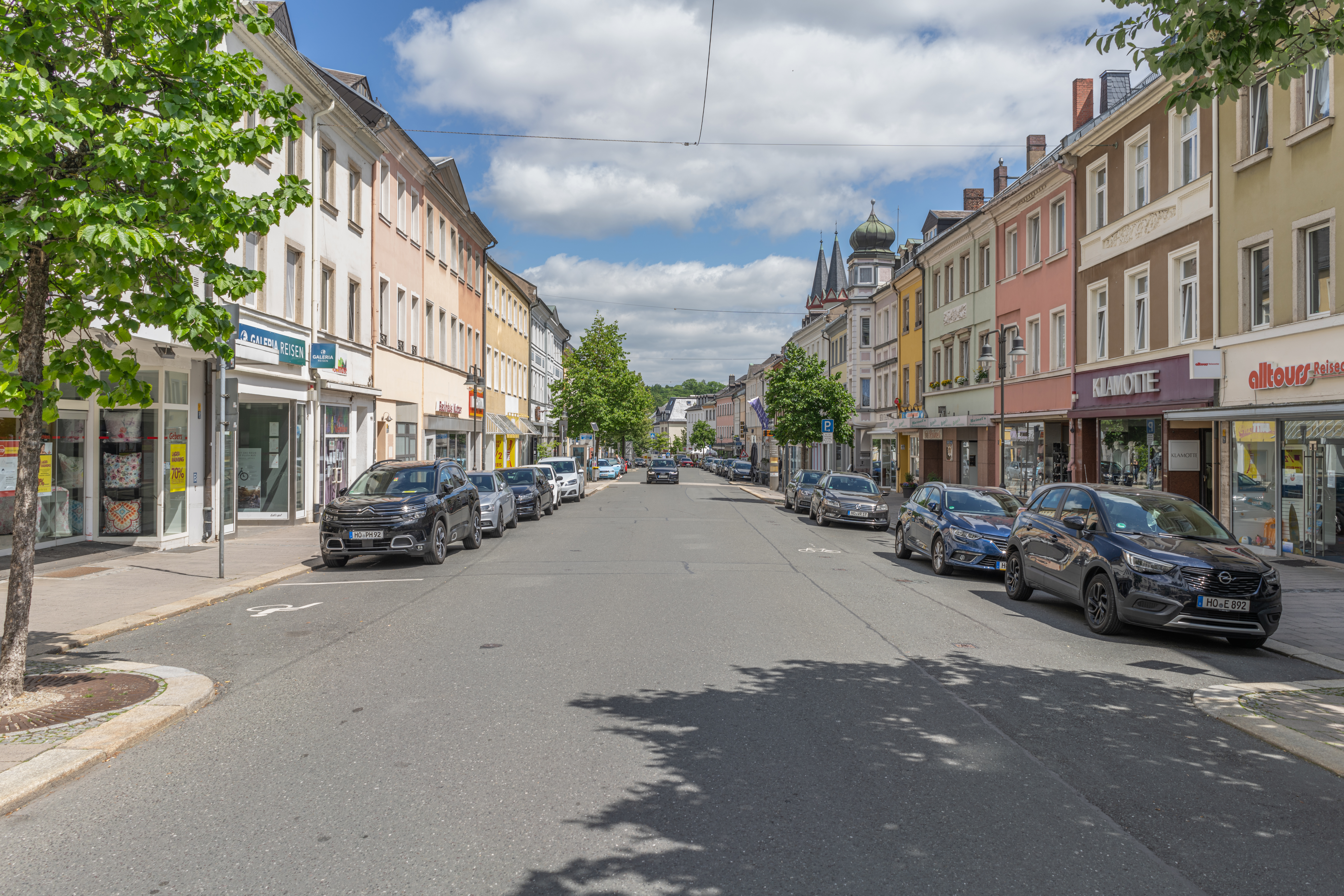
Bürgerhäuser aus dem Biedermeier säumen die Ludwigstraße

Hof ist eine organisch gewachsenene Stadt. Trotz der Zerstörungen im Bahnhofsviertel und in der Fabrikvorstadt während des Zweiten Weltkriegs blieb die Innenstadt relativ unzerstört. Der Hofer Stadtkern ist in der Liste der 300 bedeutsamsten historischen Stadtkerne Deutschlands des Zeit-Magazins enthalten. Einem mittelalterlichen Straßenmarkt (Altstadt) schloss sich eine spätmittelalterliche Gründungsstadt (Neustadt mit der Ludwigstraße) an. Diese hatte einen planmäßigen Grundriss und wurde nach einem schweren Brand im Jahr 1823 biedermeierlich wieder aufgebaut. Entstanden ist eine bedeutende, geschlossene Biedermeierstadt von kunsthistorischer Bedeutung, die nahezu vollständig erhalten ist.
Ende des 19. Jahrhunderts entstand im Zuge der Industrialisierung ein großes Gründerzeitviertel um Marien- und Bahnhofstraße sowie der Bürgerpark Theresienstein mit dem Jugendstil-Wirtschaftsgebäude im Landhausambiente und der künstlichen Ruine mit dem 16 m hohen Aussichtsturm am Labyrinthberg.
Weitere bauliche Dominanten im Stadtbild sind das Rathaus mit seinem besteigbaren achteckigen Turm, der Wartturm als Teil eines Alarmsystems im Spätmittelalter, die Einsteighalle des Alten Bahnhofs (zweitälteste erhaltene Bahnhalle in Deutschland), der Hauptbahnhof und der Bismarckturm am Rosenbühl.
In den letzten Jahrhunderten wurden viele vormals eigenständige Gemeinden eingegliedert. Diese haben größtenteils erhaltene Ortskerne. Durch Bebauung sind diese seit dem frühen 20. Jahrhundert zu einem zusammenhängenden Gebiet gewachsen. Deshalb ist im Stadtgebiet neben der Innenstadt viele andere altstädtische Bebauung vorhanden. Die eingegliederten Orte waren größtenteils vor ihrer Eingemeindung organisch gewachsen; manche haben auch während der Industrialisierung entstandene Gründerzeit-Areale. Während dieser Zeit wurde auch die Industriekultur der Stadt begründet, Textilien waren für die Region von großer Bedeutung, noch heute gibt es einige Webereien und Spinnereien, Hof liegt außerdem an der bayerischen Porzellanstraße.
Einen Kontrast bilden das Ende des 20. Jahrhunderts neu erbaute Theater sowie die gegenüberliegende Freiheitshalle, die Anfang des 21. Jahrhunderts generalsaniert und umgebaut wurde. 
Das wohl größte Projekt zur Stadtentwicklung ist die geplante Errichtung des Schiller-Quartiers zwischen der Altstadt und dem Bahnhofsviertel. Das neue Stadtviertel soll Wohnen, Arbeiten und Einkaufen kombinieren, Herzstück der Planungen ist dabei ein Ärztezentrum. Auf einer Fläche von 10.000 m² planen die Investoren insgesamt sechs Gebäude, zwei Hochhäuser mit bis zu 40 Metern Höhe sollen Schiller-Quartier dominieren. Die Projektkosten belaufen sich demnach auf 80 bis 100 Millionen Euro.

#### Profanbauwerke

Hofer Rathaus

Das Hofer Rathaus wurde am 23. Dezember 1566 eingeweiht. Es ist eines der ältesten Gebäude der Stadt. In seiner Geschichte wurde es oft durch Kriege und Brände zerstört, sodass es 1823 im Stil der Neugotik auf den alten Grundmauern neu aufgebaut wurde. Bei der Erbauung diente es dem Weimarer Rathaus als Vorbild. Der 32 Meter hohe Rathausturm ist begehbar. Im Untergrund des Gebäudes befinden sich noch Arkaden, Zellen und ein Geheimgang, die aber für die Öffentlichkeit nicht zugänglich sind. 2016 wurde das 450. Jubiläum des Rathauses gefeiert.
Das Hospital wurde 1268 als Alten- und Armenhaus am unteren Tor außerhalb der Stadtmauern gegründet. Hinter dem Bau gab es bis ins frühe 20. Jahrhundert einen Graben, der den hinteren Teil der Unteren Vorstadt zur Insel machte. Später wurde er zugeschüttet. In den 1960er Jahren wurde auf dem Hospitalgelände ein neues Altenheim erbaut. Zudem befindet sich dort das Museum Bayerisches Vogtland. Von den Gebäuden stehen noch das Kellerhaus, das Pfründnerhaus, die Konventstube und das Beamtenhaus auf der Nordseite des Hofes. Zum Hospital gehört die Hospitalkirche.
Die Untere Steinerne Brücke ist die älteste Brücke in Hof. Sie wurde 1706 erbaut und führte seit jeher in der Unteren Vorstadt über die Saale. Die Brücke überführt den Fluss mit drei Bögen und besitzt an den Stützen Eisbrecher. Mitte 2017 begann die Sanierung der Brücke. Diese verzögerte sich jedoch erheblich, da bei den Arbeiten Mauerreste aus dem 13. Jahrhundert gefunden wurden. 2018 war die Sanierung abgeschlossen.
In der Innenstadt sind nur noch wenige Häuser aus der Zeit vor dem Stadtbrand von 1823 erhalten. Das Inkurabel ist ein denkmalgeschütztes Haus an der Ecke Pfarr/Lorenzstraße, das um 1716 für unheilbar Kranke entstand. In der neueren Vergangenheit war darin eine Bar untergebracht, zusätzlich wurde es als Veranstaltungsraum genutzt. Auch das im Jahr 1700 erbaute Kantoratshaus der Lorenzkirche, ein Fachwerkhaus, ist vom Stadtbrand verschont geblieben.
Die Münch-Ferber-Villa liegt im Hofer Westend, am nordwestlichen Rand der Hofer Neustadt. Erbaut wurde das Gebäude vom Textilfabrikanten Walther Münch-Ferber im Jahr 1889. Die Villa repräsentiert den Baustil des italienischen Klassizismus. Nach seinem Verfall das Gebäude von der Stadt gekauft, 2012 wurde die Villa saniert, heute ist in ihr das Forum Gesundheit untergebracht.
Das Schloss Hofeck ist ein Schloss im Stadtteil Hofeck, im Nordwesten des Stadtgebiets. Das Schloss wurde im Mittelalter vom Vogt von Weida als wehrhafte Anlage erbaut, so besaß das Gebäude eine Schartenmauer und diente Hofeck somit als Vorwerk. Das Schloss wurde vielmals verkauft, unter den Käufern waren viele bedeutende Adelsfamilien der Region wie etwa die Familie von Waldenfels oder die Familie von Kotzau. Schließlich kaufte der Hofer Unternehmer Hans Vießmann das Gebäude und ließ es umfassend sanieren. Zum Schloss gehört auch ein großer Park. Heute ist das Schloss ein Gästehaus für Tagungen und kann angemietet werden.
Das Rittergut Sachs ist ein ehemaliges Rittergut im Stadtteil Krötenbruck, südwestlich im Stadtgebiet gelegen. Das Gebäude war im Mittelalter vermutlich ein Vorwerk des Sitzes der Adelsfamilie von Kotzau in Moschendorf, dessen Gemeindeteil Krötenbruck bis ins frühe 20. Jahrhundert war. Das Rittergut, das im 17. und 19. Jahrhundert umgebaut wurde, ist heute ein gut erhaltenes, zweigeschossiges Gebäude und verfügt über eine Altane und einen Treppenhausturm.

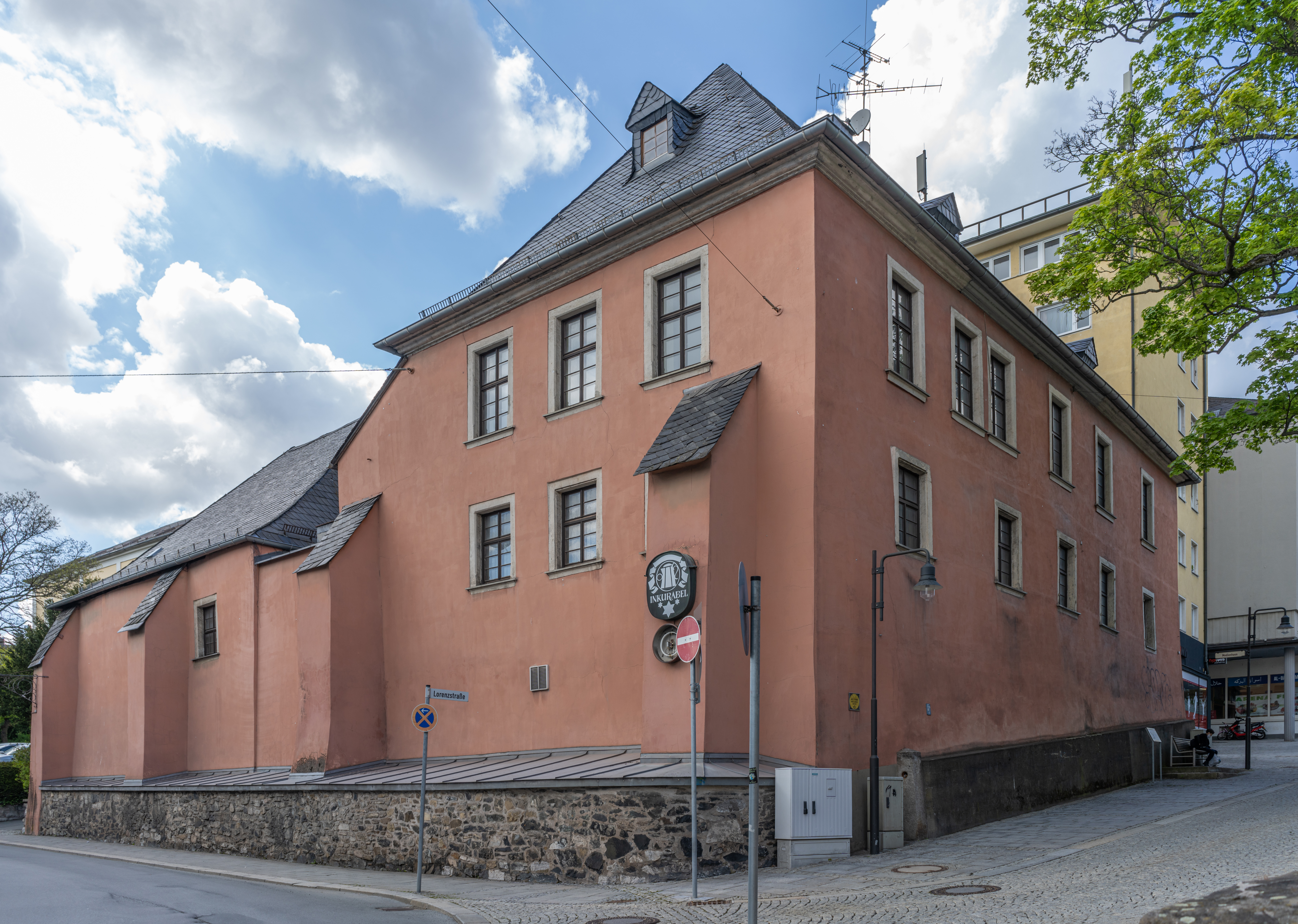
Inkurabel
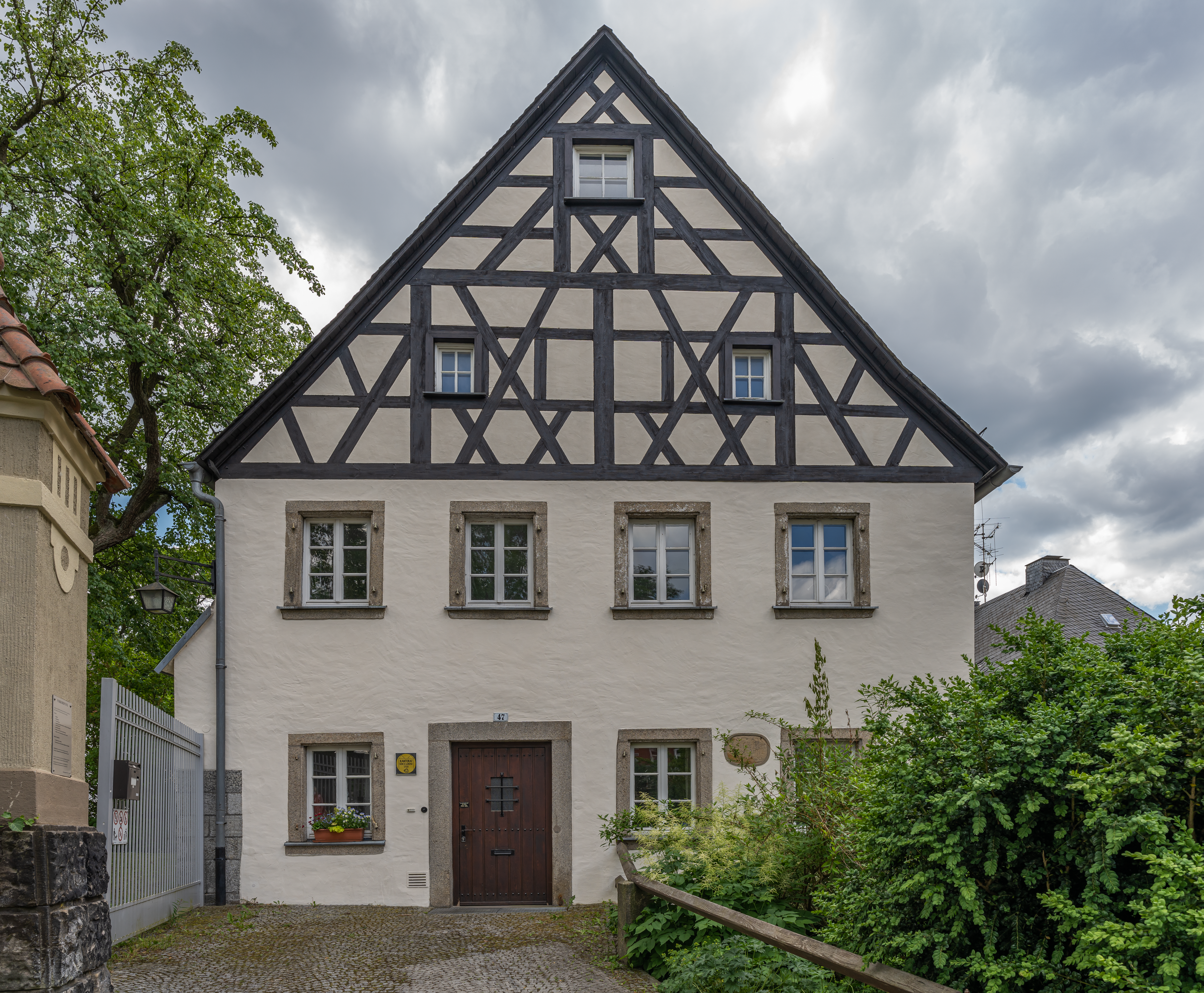
Kantoratshaus
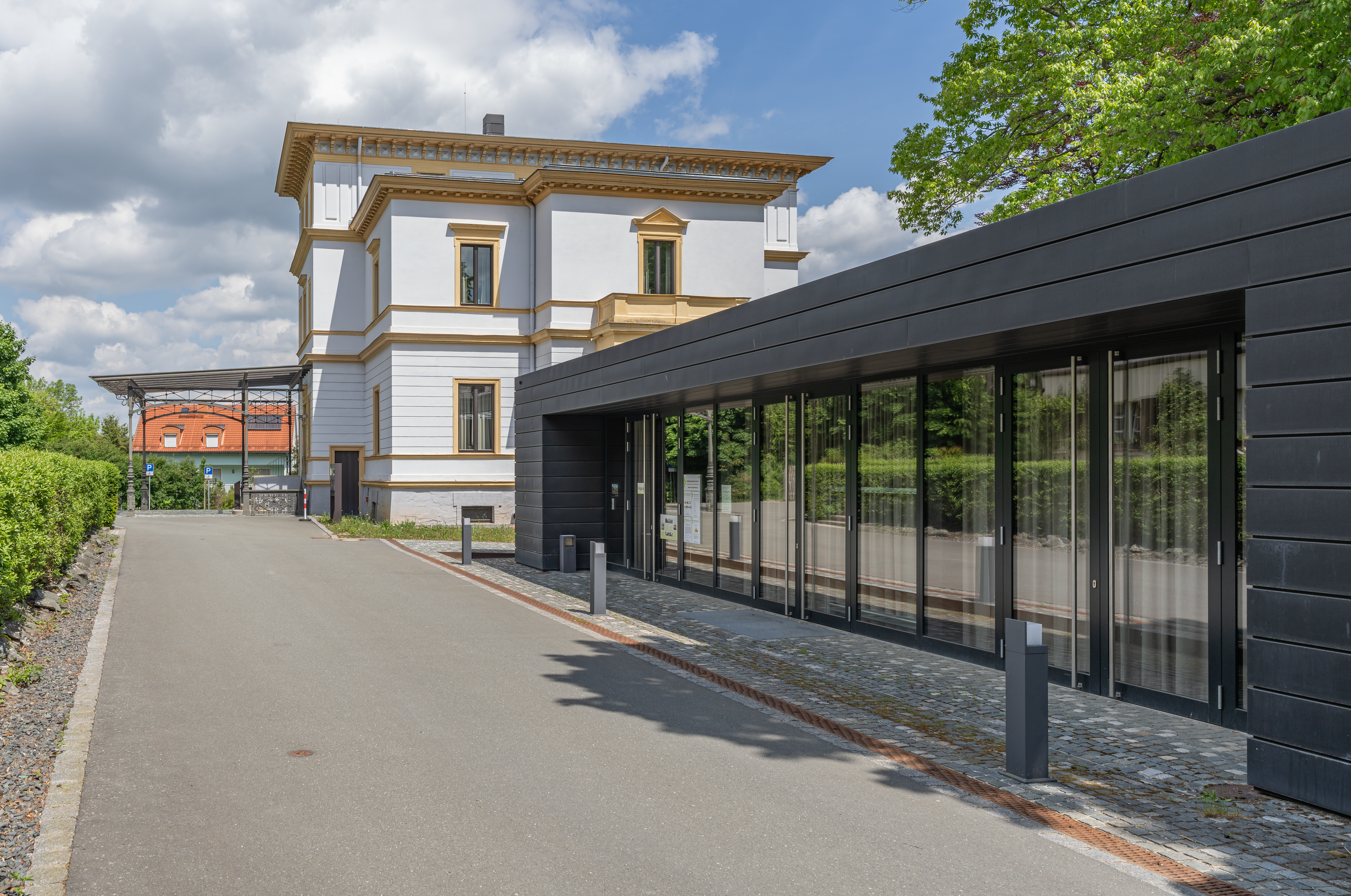
Münch-Ferber-Villa
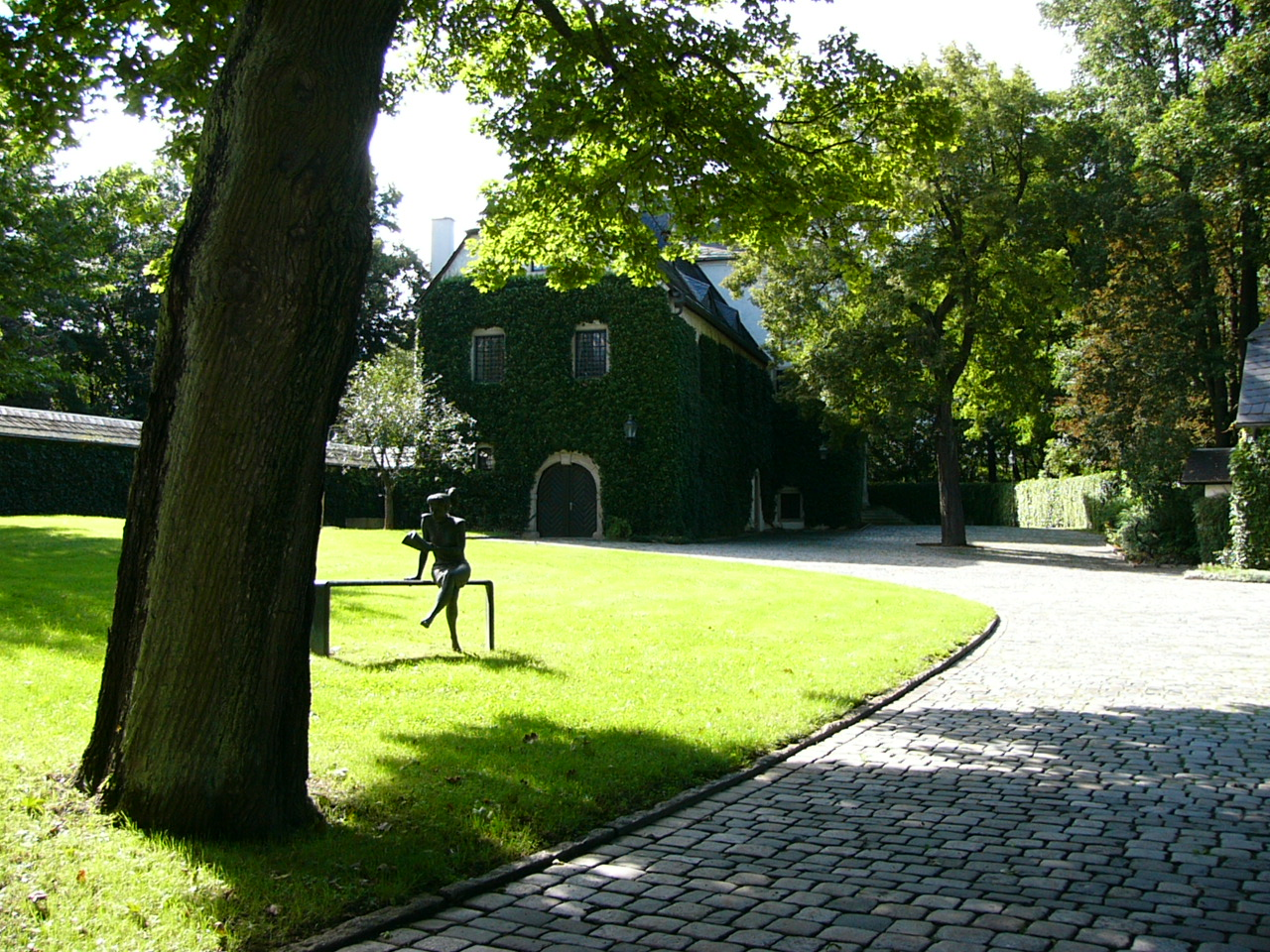
Schloss Hofeck
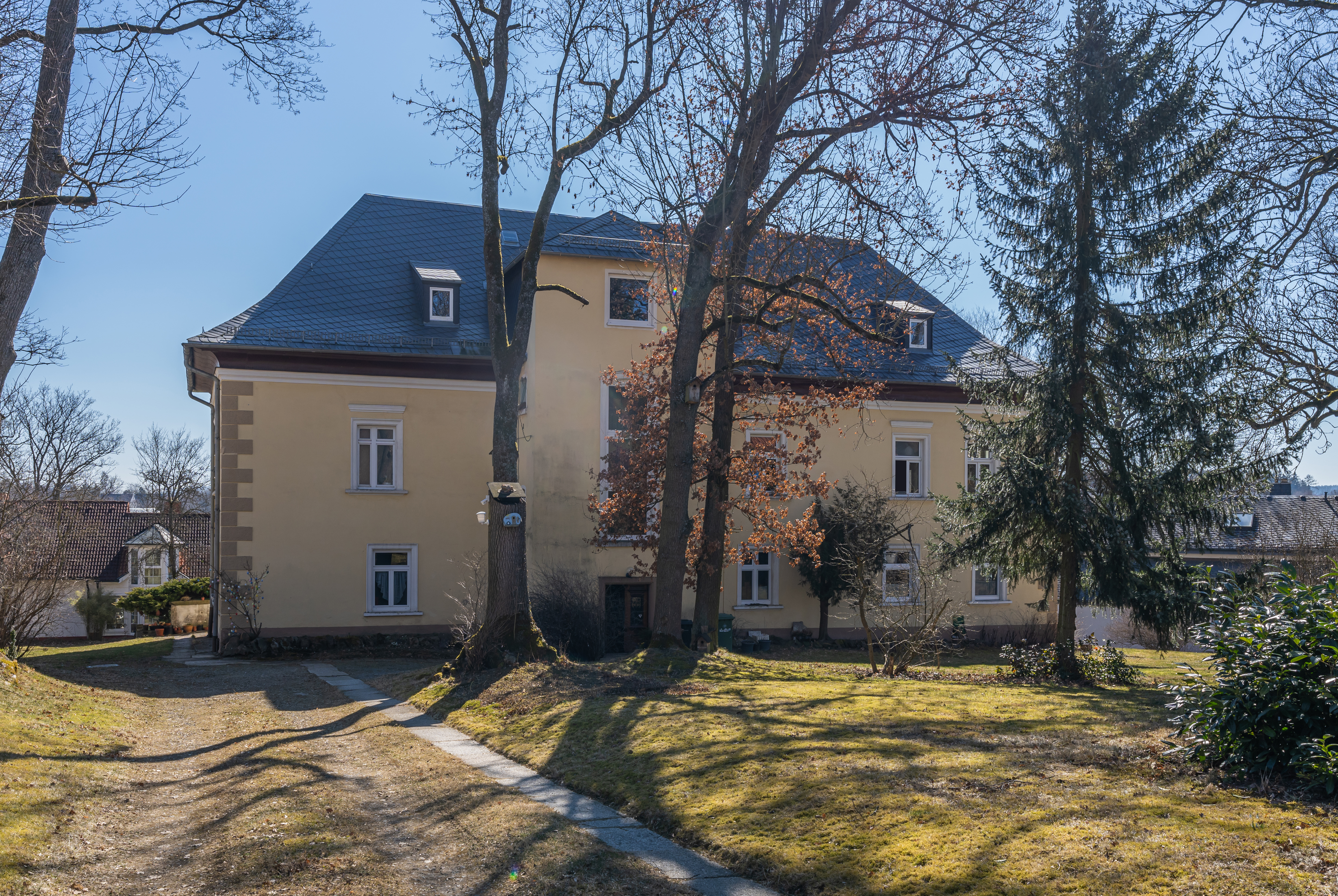
Rittergut Sachs

#### Sakralbauten
Die Stadtkirche St. Marien wurde 1864 erbaut. Sie ist die katholische Hauptkirche in der Altstadt und Sitz des nordöstlichsten katholischen Dekanates des Erzbistums Bamberg. Die evangelisch-lutherische Stadtkirche St. Michaelis entstand als Kapellenbau um das Jahr 1230 und ist die evangelische Hauptkirche und Sitz des evangelischen Dekans.
Die evangelische St.-Lorenz-Kirche ist die älteste Kirche in Hof. Erstmals schriftlich erwähnt wurde die „Großpfarrei Hof“ in einer Urkunde des Plebans Albertus am Fest der heiligen Katharina von Alexandrien 1214. Die Lorenzkirche wird als die „Mutterkirche Nordost-Oberfrankens“ bezeichnet. Die Hospitalkirche wurde als zweitälteste Hofer Kirche vor den Mauern der mittelalterlichen Stadt am Unteren Tor wurde zusammen mit dem Hospital (Armenspital) 1268 an der Saale erbaut.
Die Klosterkirche war die Kirche beider Hofer Klöster. Eine Kirche wurde an dieser Stelle bereits 1292 genannt. 1802 wurde sie, nachdem Hof preußisch geworden war, profaniert. Zwischenzeitlich diente sie unter anderem als Theater. 1902 wurde sie abgerissen und an gleicher Stelle die Neustädter Schule erbaut. Das Kloster Hof in der Neustadt war bis zur Reformationszeit Sitz eines Franziskaner- und eines Klarissenordens.

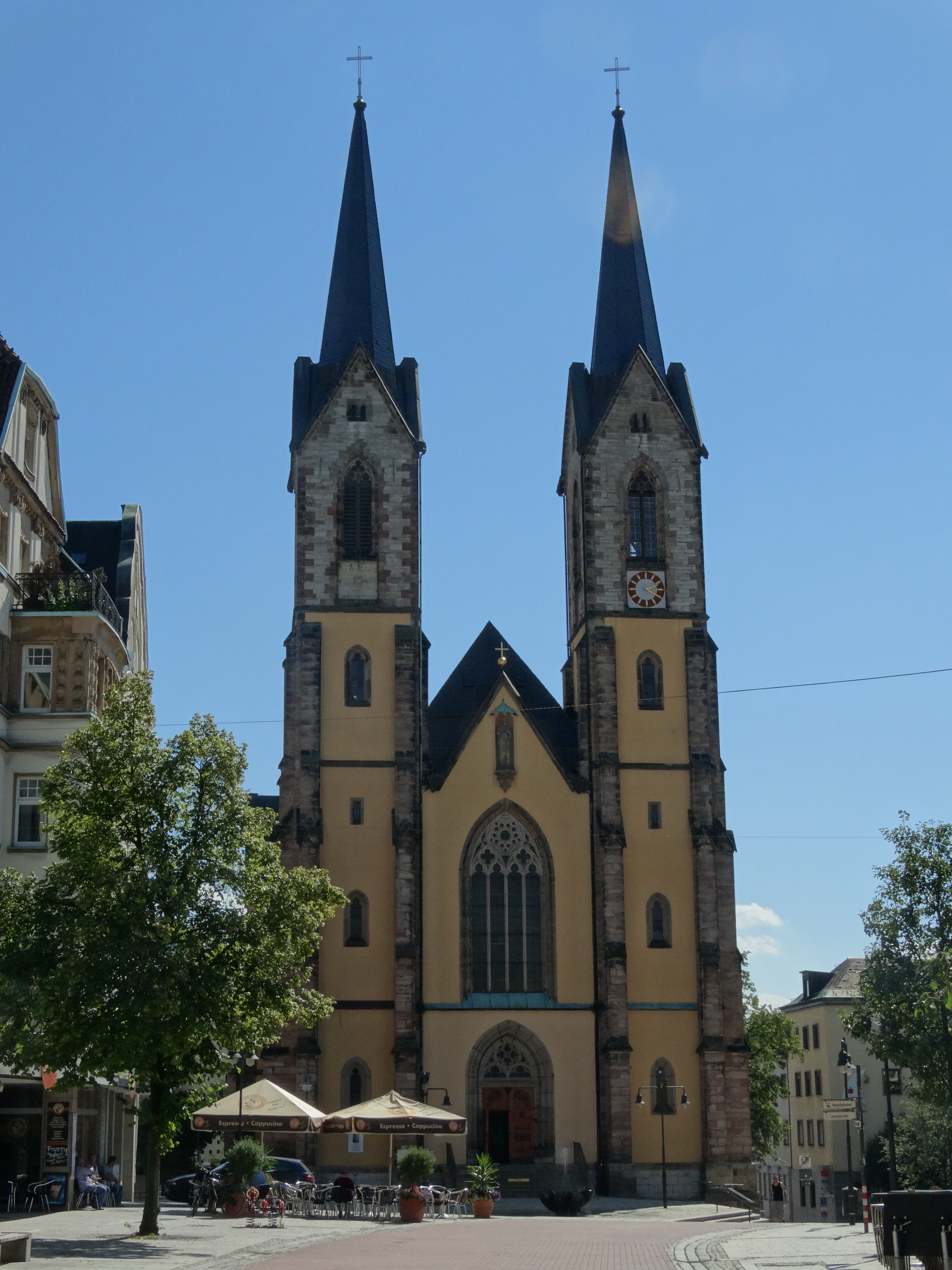
Katholische Marienkirche
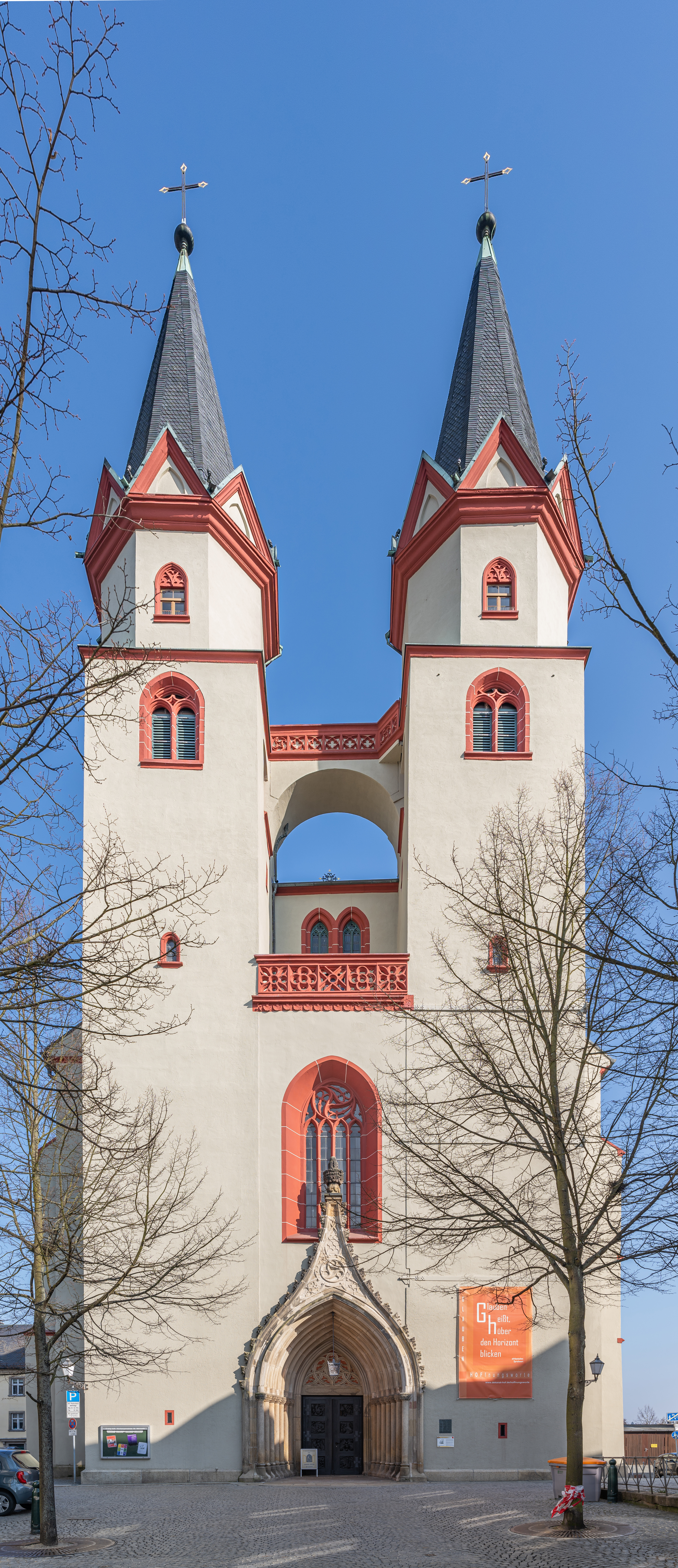
Evangelische Michaeliskirche
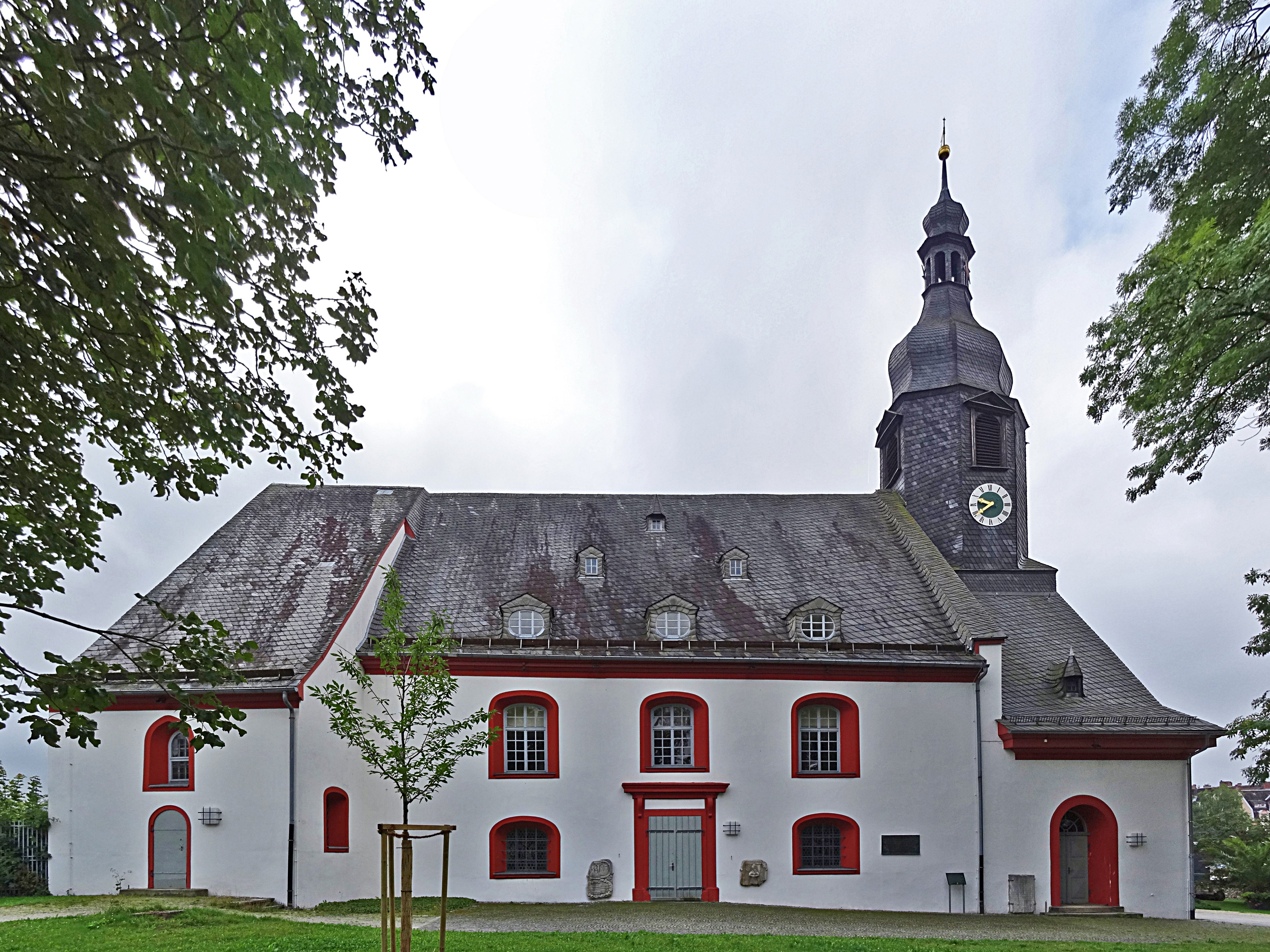
Evangelische Lorenzkirche
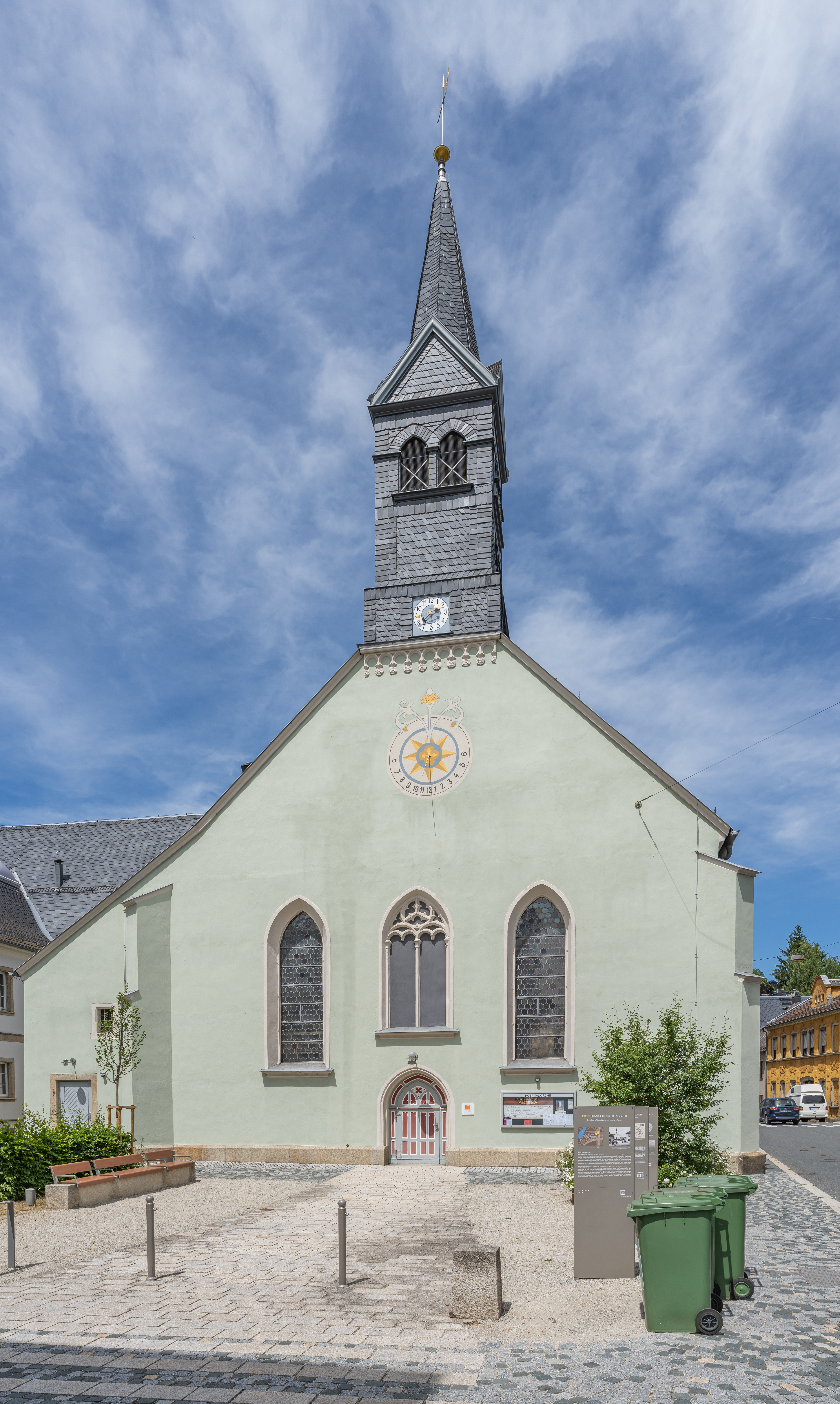
Evangelische Hospitalkirche
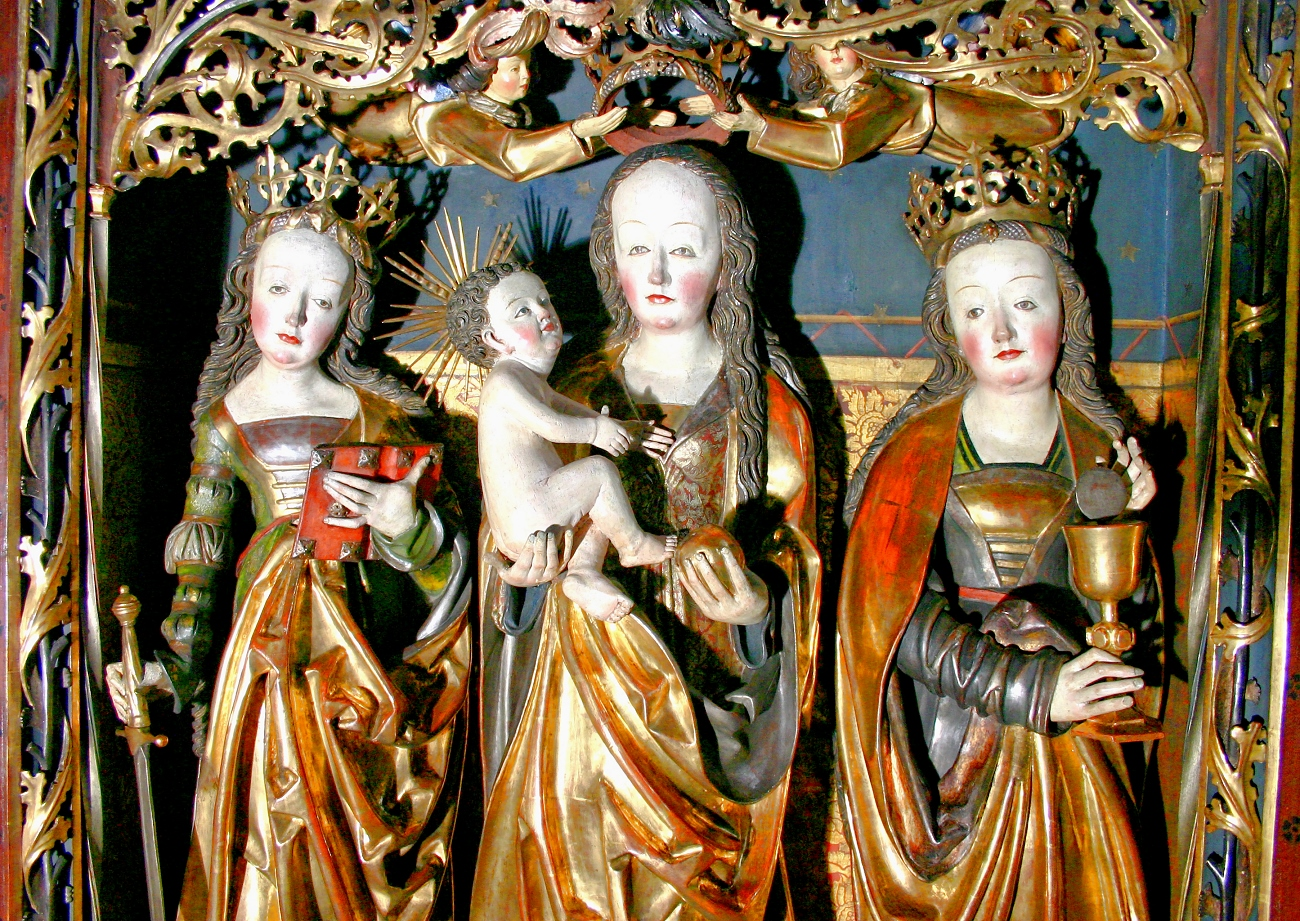
Mittelschrein des spätgotischen Marienaltars von 1511 in der Hospitalkirche
Franziskanerkloster
Klarissenkloster
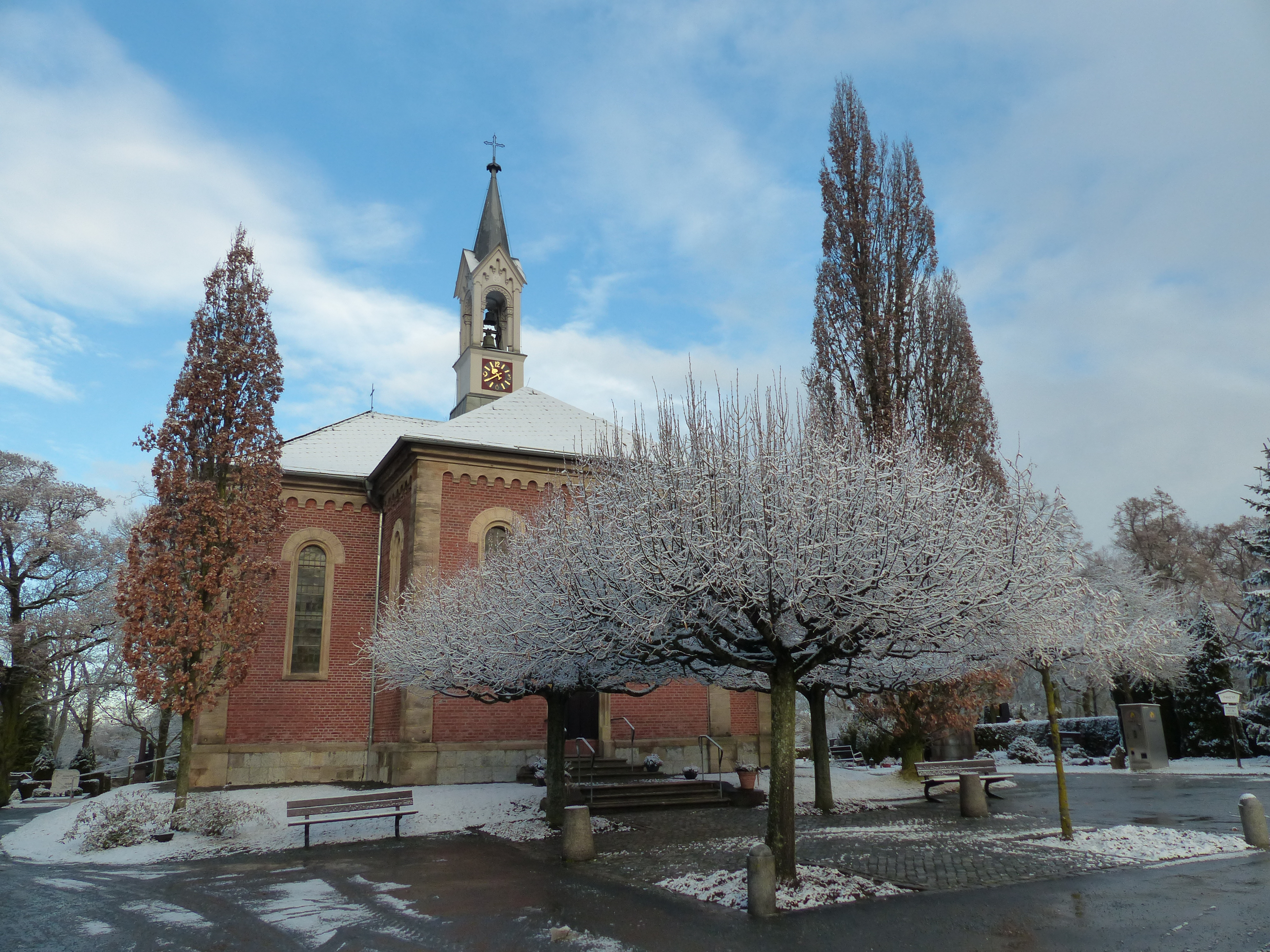
Friedhofskapelle

Weitere evangelische Kirchen sind die Auferstehungskirche, die im südlichen Stadtteil Moschendorf 1929 erbaut wurde. Sie ist die einzige der Hofer Kirchen, die noch einen eigenen Friedhof besitzt. Die St. Johannes-Kirche wurde 1937 im östlichen Stadtteil Gärtla erbaut. Die Christuskirche wurde 1939 im westlichen Stadtteil Münster errichtet, die Lutherkirche 1956 im nördlichen Stadtteil Hofeck errichtet. Die Dreieinigkeitskirche von 1961 befindet sich im südwestlichen Stadtteil Krötenbruck, die Kreuzkirche aus dem Jahr 1963 steht im Stadtteil Hohensaas.
Weitere römisch-katholisch Kirchen sind die St.-Otto-Kirche, erbaut 1963 im südlichen Stadtteil Moschendorf. Sie entstand 1945 zunächst als Notkirche nach dem Zweiten Weltkrieg im ehemaligen Durchgangs- und Flüchtlingslager Hof-Moschendorf und ist Filialkirche der St.-Marien-Kirche. Die St.-Pius-Kirche wurde 1977 als moderne zeltdachförmige Kirche im westlichen Stadtteil Münster erbaut. Sie ist eine Filialkirche der Hofer St.-Konrad-Kirche.

#### Türme

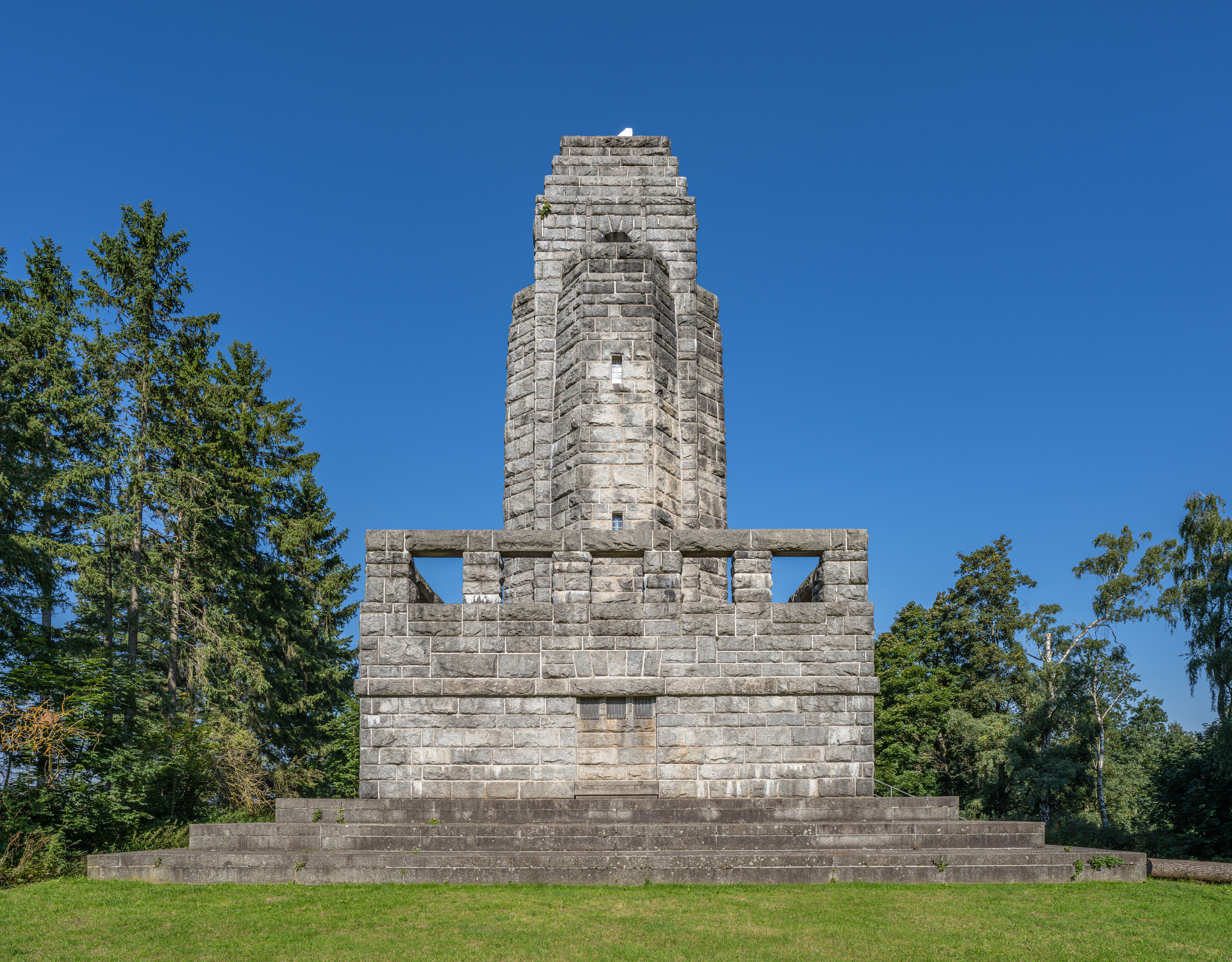
Bismarckturm

Die Labyrinth-Ruine ist eine künstlich geschaffene Ruine auf dem Theresienstein. Im 17. Jahrhundert gab es an dieser Stelle einen Irrgarten. In der Epoche der Romantik wurde die Ruine errichtet, auch mit Teilen des 1743 abgebrannten Hofer Schlosses. Die Labyrinth-Ruine besitzt einen 16 Meter hohen Turm, von diesem man, auch begünstigt durch die Lage auf dem Labyrinth-Berg, ins Hofer Umland und ins benachbarte sächsische Vogtland blicken kann.
Der Bismarckturm ist ein Aussichtsturm im Westen von Hof. Er wurde in den Jahren 1914 und 1915 im mittelalterlichen Stil erbaut. Der Turm besteht aus Granitquadern und besteht hauptsächlich aus einem Sockel mit einem Plateau und darüber dem eigentlichen, achteckigen Turm. Der Turm ist 25 Meter hoch, auf 20 Metern befindet sich die Aussichtsplattform, über die ersten zwölf Stufen gelangt man zum Sockelplateau, insgesamt sind es 118 Stufen bis zur Aussichtsplattform. Wegen Bauschäden ist der Turm zurzeit nicht begehbar.
Der Wartturm ist ein Turm aus dem Mittelalter im Osten des Stadtgebiets, in der Nähe der Stadtteile Leimitz-Jägersruh und Wartturmviertel. Der Turm ist ein Teil eines Verteidigungssystems aus dem 15. Jahrhundert, von dem nur der Wartturm erhalten geblieben ist. Der Turm ist 9,25 Meter hoch und besteht aus Bruchsteinen, die weiß verputzt sind. Der Wartturm ist der Öffentlichkeit nicht zugänglich, von der Anhöhe aus hat man einen guten Blick über das Stadtgebiet, insbesondere auf die Hofer Innenstadt.

#### Historisch bedeutende Straßen

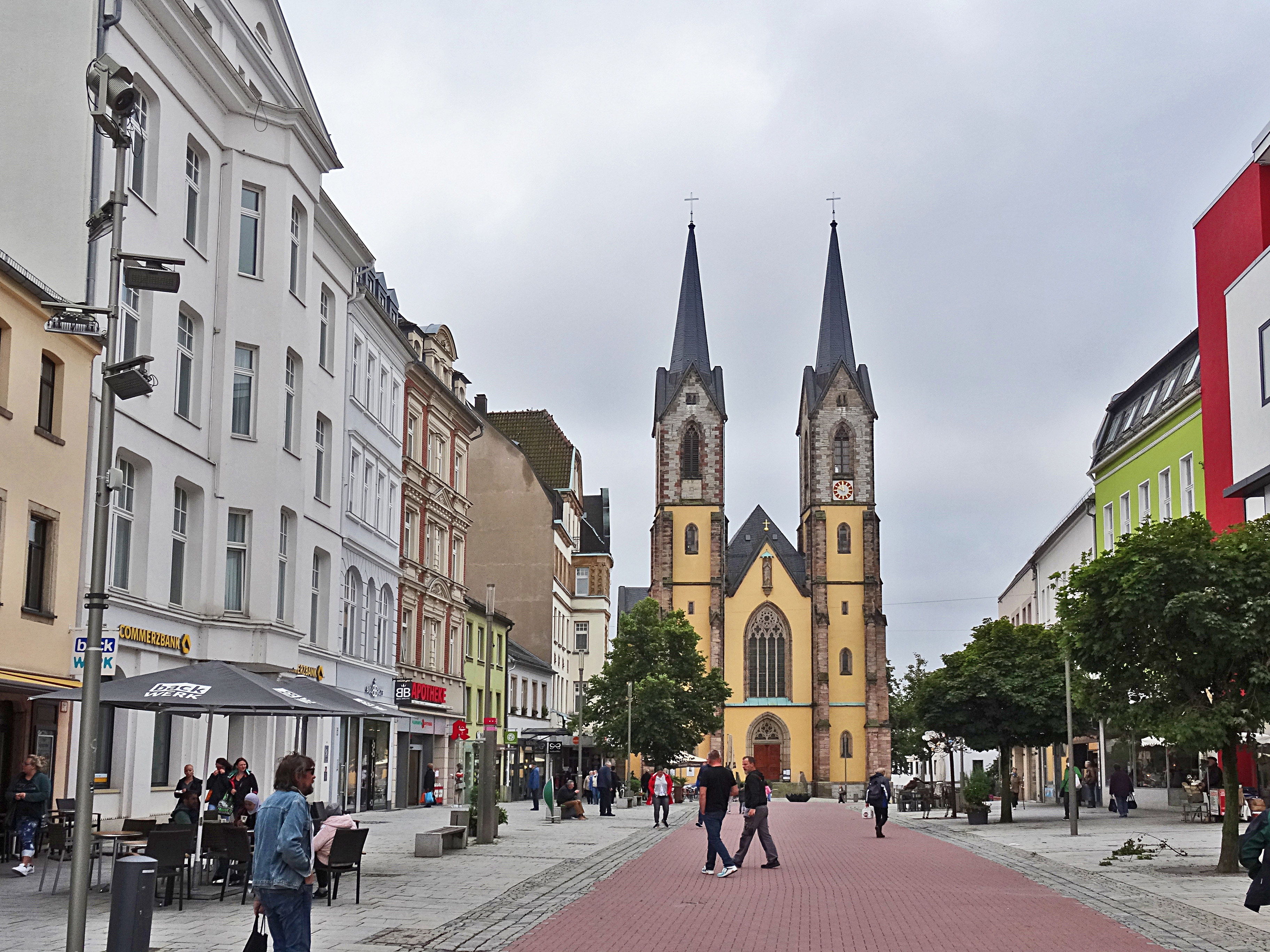
Hofer Altstadt

Die Altstadt ist die zentrale Straße im gleichnamigen Viertel in der Innenstadt. Durch Bebauung zur Jahrhundertwende und moderne urbane Bebauung hat sie heute allerdings weniger historischen Charakter und ist mehr eine moderne Einkaufsstraße. Dort befinden sich gut erhaltene Jugendstilfassaden. Die Altstadt ist durch die Straße Oberes Tor (diese ist bedingt durch ihre Enge heute eine Einbahnstraße) mit der Ludwigstraße verbunden.
Die Ludwigstraße ist die Hauptstraße der Hofer Neustadt. Sie führt am Hofer Rathaus und an der Michaeliskirche vorbei und zum Hospital im Norden. Durch die neue klassizistische Bebauung nach dem großen Stadtbrand im Jahr 1823 befindet sich dort ein Biedermeier-Ensemble.
Die Lorenzstraße verbindet die Altstadt mit der Lorenzkirche und dem Lorenzpark. An der Straße stehen Gebäude aus der Gründerzeit. Mit dem Ensemble des Lorenzhügels und der Inkurabel besteht noch eine deutlich ältere Bebauung.

### Denkmäler (Auswahl)

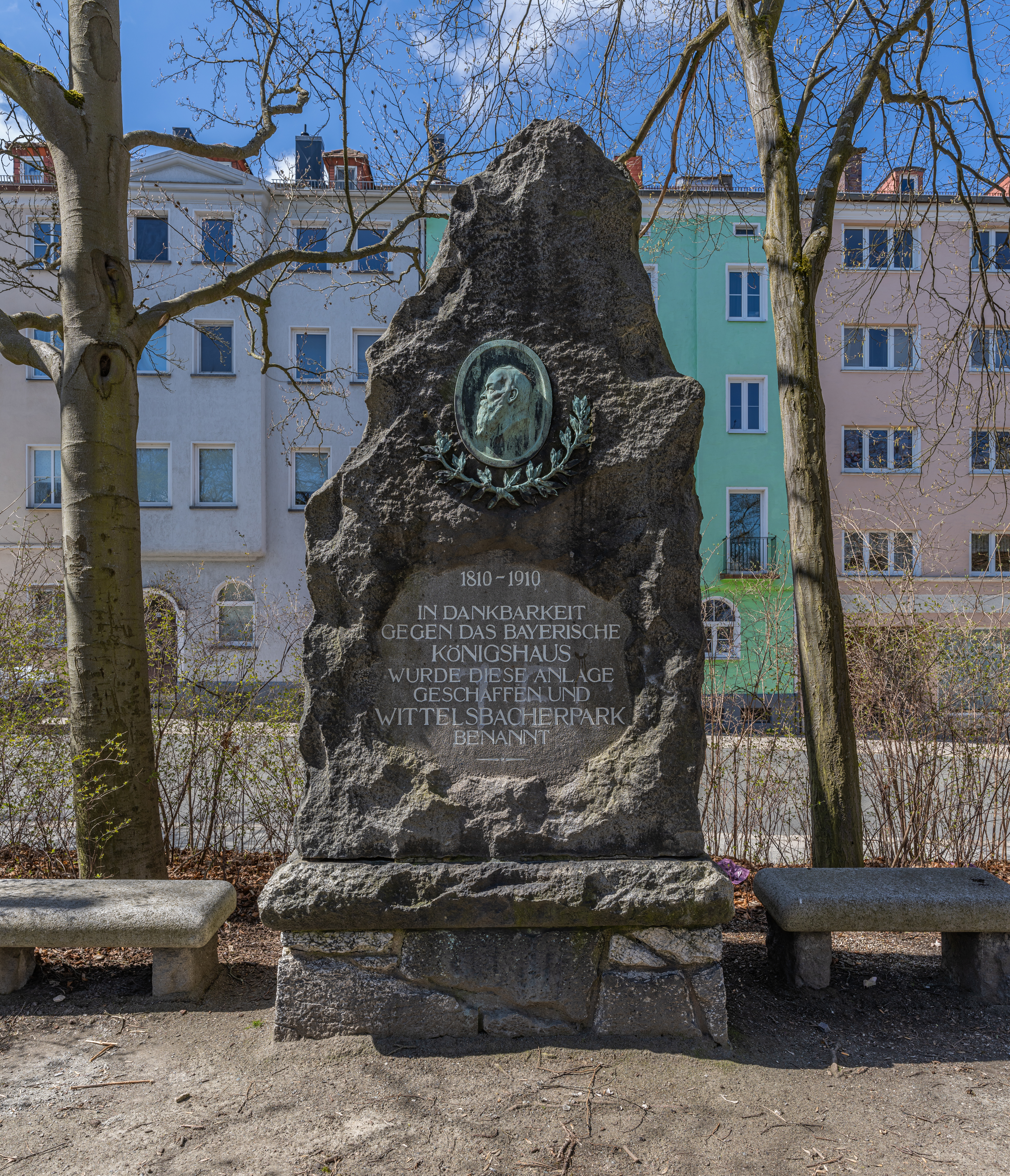
Denkmal zur Angliederung Hofs an Bayern im Wittelsbacherpark
Denkmal Lager Moschendorf Ecke Wunsiedler Straße und Ostpreußenstraße
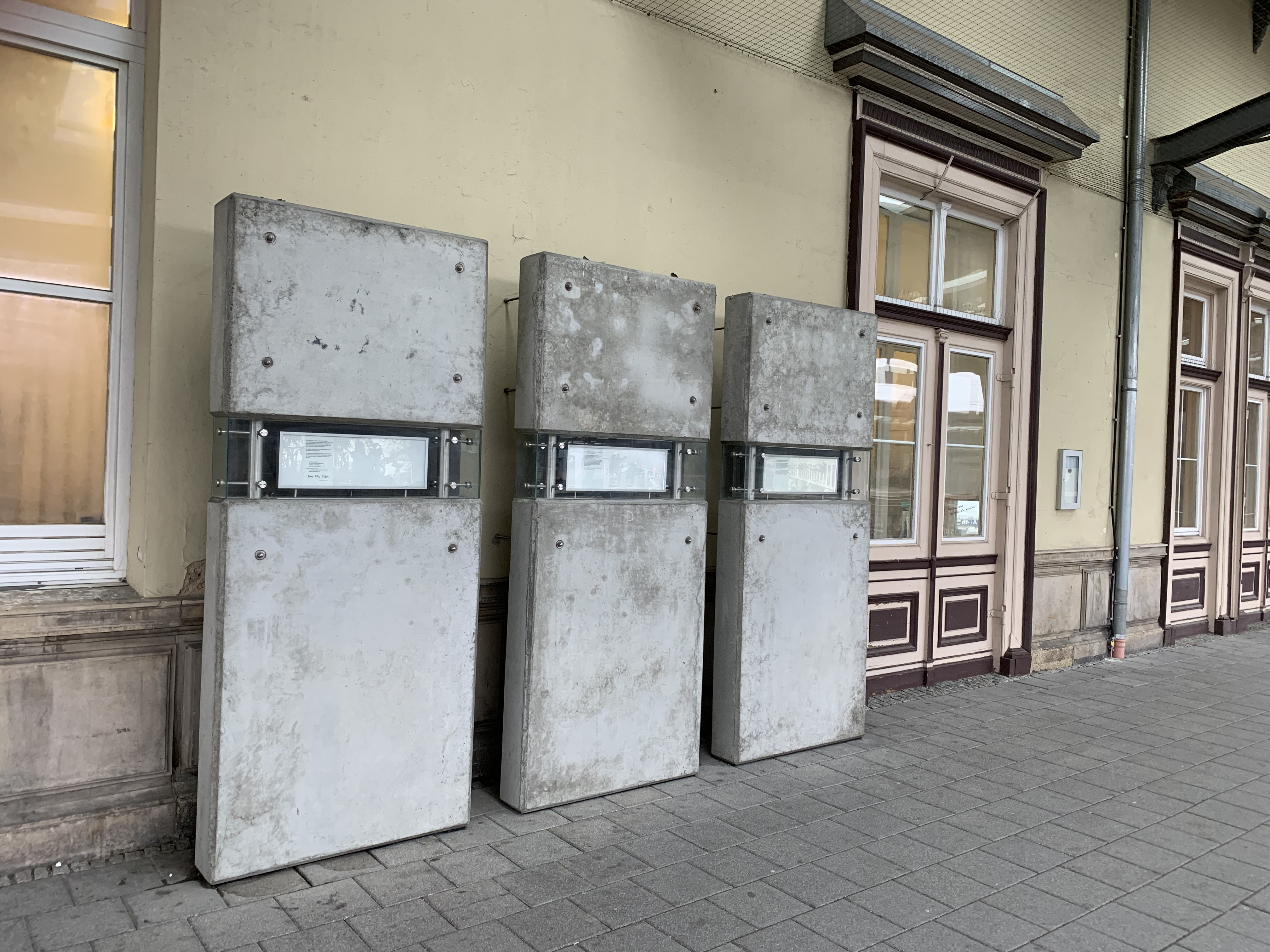
Denkmal für die Ankunft der Prager Botschaftsflüchtlinge
Denkmal für Heinrich Gerber und den Gerberträger an der Ernst-Reuter-Straße
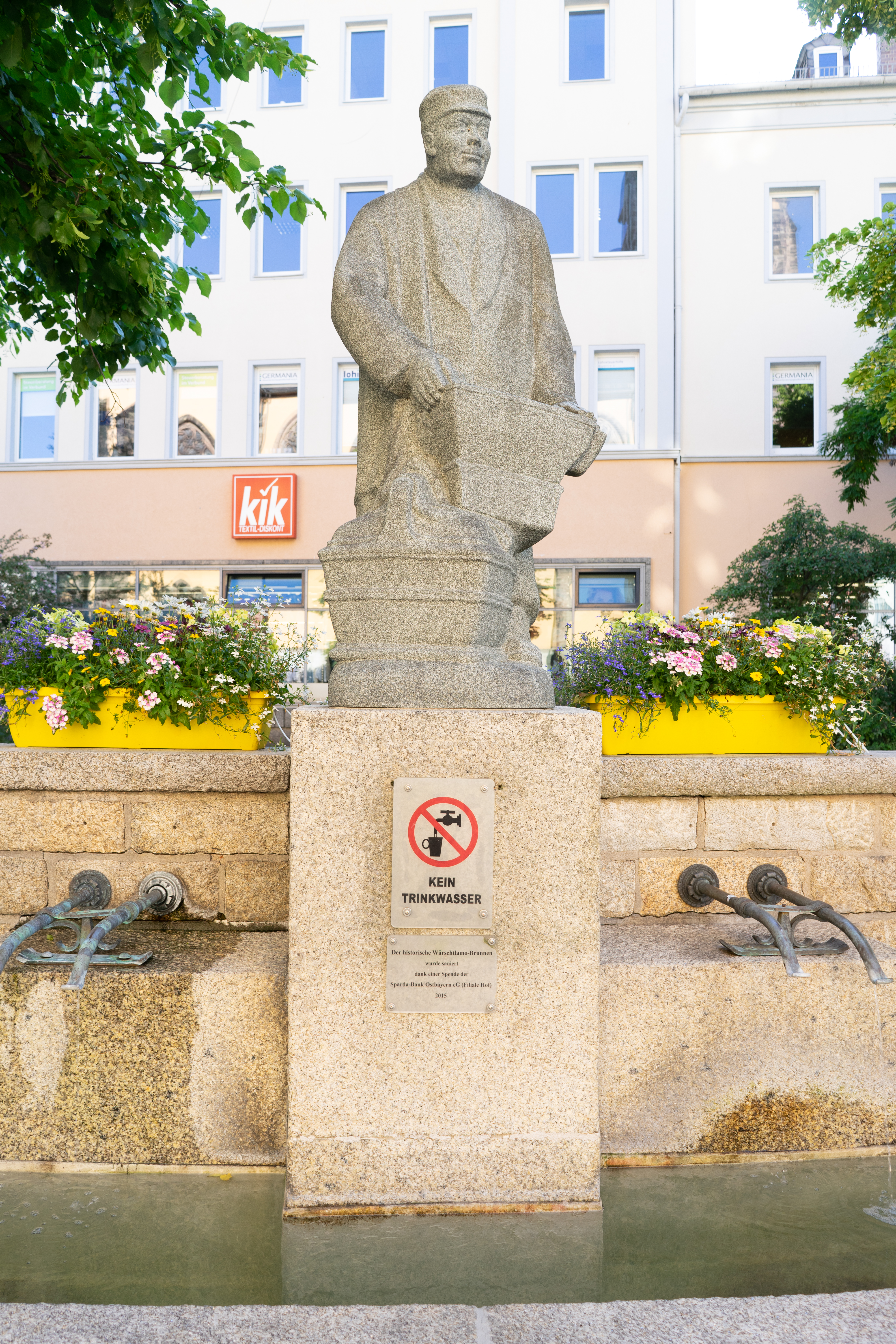
Wärschtlamo-Denkmal am Sonnenplatz
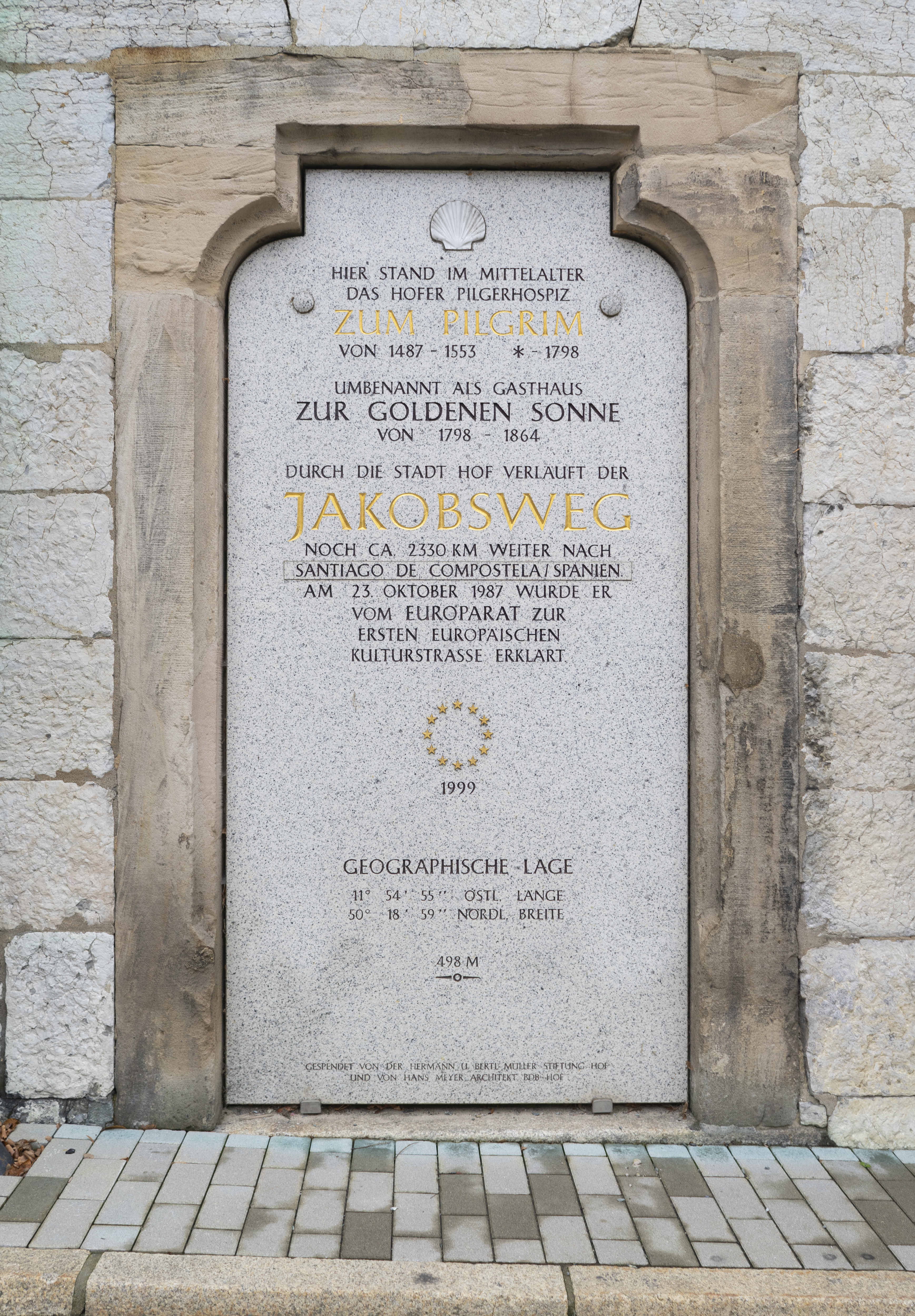
Jakobsweg-Denkmal an der Marienkirche

### Parks, Bäder und Landschaftsschutzgebiete
Der größte Park in Hof ist der Bürgerpark Theresienstein mit Botanischem und Zoologischem Garten. Seine Geschichte reicht bis zum Anfang des 19. Jahrhunderts zurück. Der Park war Teil der Landesgartenschau 1994 und wurde 2003 zum schönsten Park Deutschlands gewählt. Der Garten ist in zwei große Bereiche untergliedert, das geometrisch angelegte Rosarium mit unterschiedlich bepflanzten Rosenquartieren und den sich anschließenden, eher landschaftlich gestalteten Garten mit Alpinum, Seerosenteich, Schattenquartier und weitläufigen Prachtstaudenflächen.
Ebenfalls zur Landesgartenschau gehörten die Saaleauen. Der Park zieht sich an der linken Saaleseite entlang, verfügt über mehrere Liegewiesen, Sitzbänke und einen Pavillon.
Der Wittelsbacherpark mit dem Denkmal für die Angliederung Hofs an Bayern liegt im Bahnhofsviertel, zwischen Sophienstraße, Theresienstraße und Sophienschule.
Der Faunapark liegt im Westen der Stadt, im Park befindet sich der Bismarckturm.
Der Schellenbergpark liegt im Stadtteil Hofeck.
Bäder in Hof sind das HofBad, ein Hallenbad mit Wellnesseinrichtungen und der HofSauna, das Freibad an der Ascher Straße mit 100-m-Doppelrutsche und die Schwimmhalle Rosenbühl am Schulzentrum, die von Schülern und Vereinen genutzt wird. Der Untreusee im Ortsteil Moschendorf ist in ein Naherholungsgebiet eingebettet.

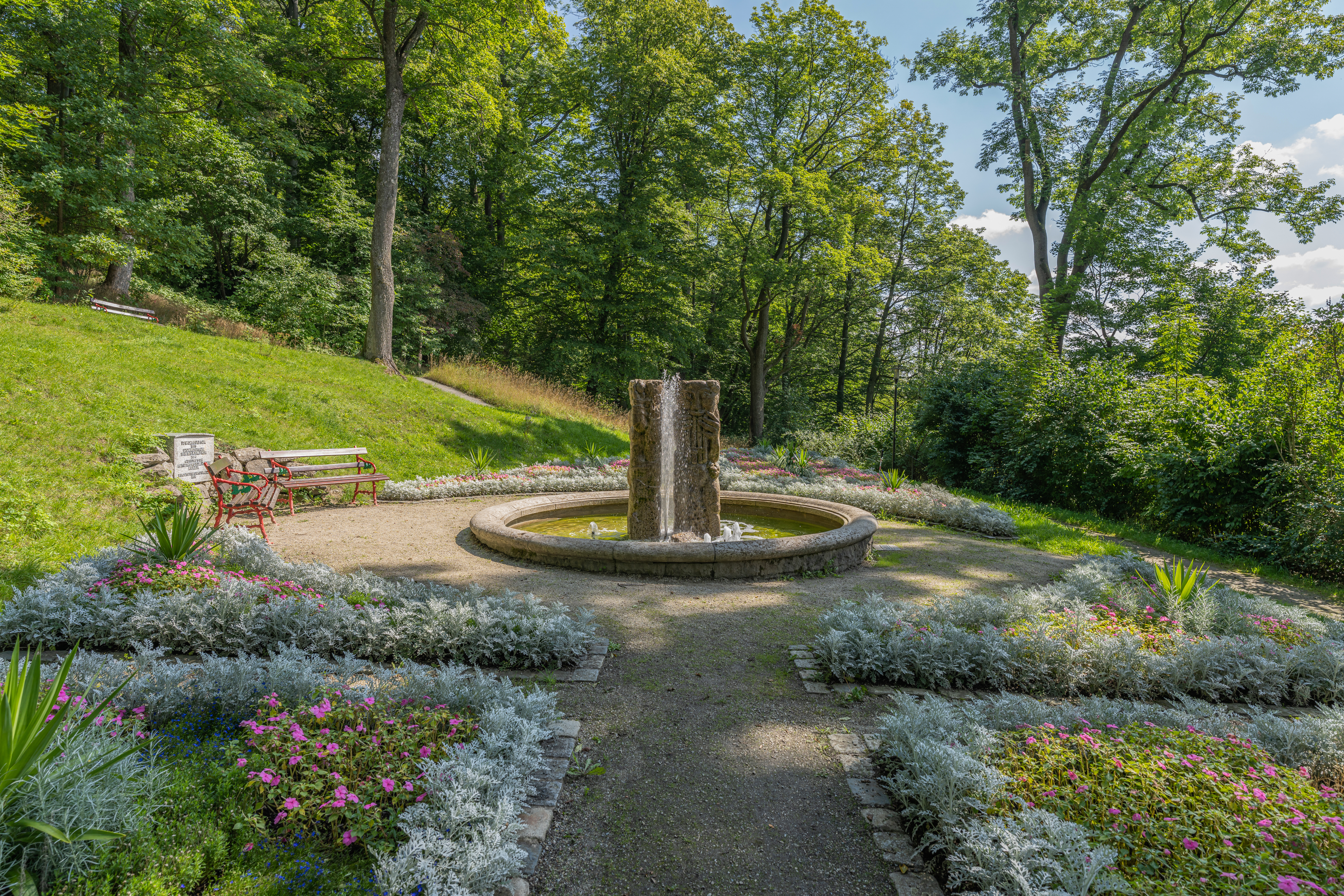
Hofer Theresienstein
Thomashöhe mit Pavillon
Hofer Saaleauen
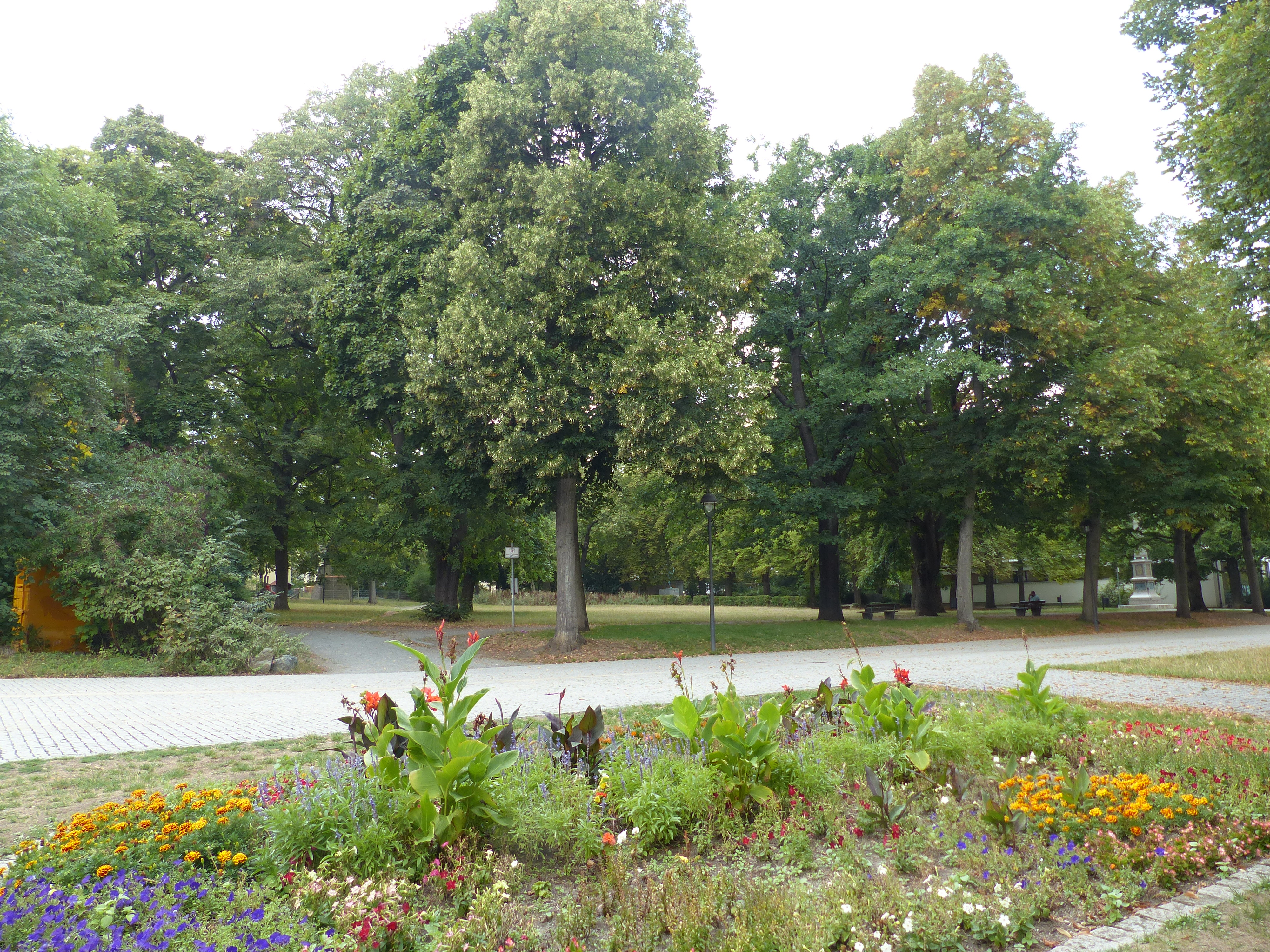
Wittelsbacherpark
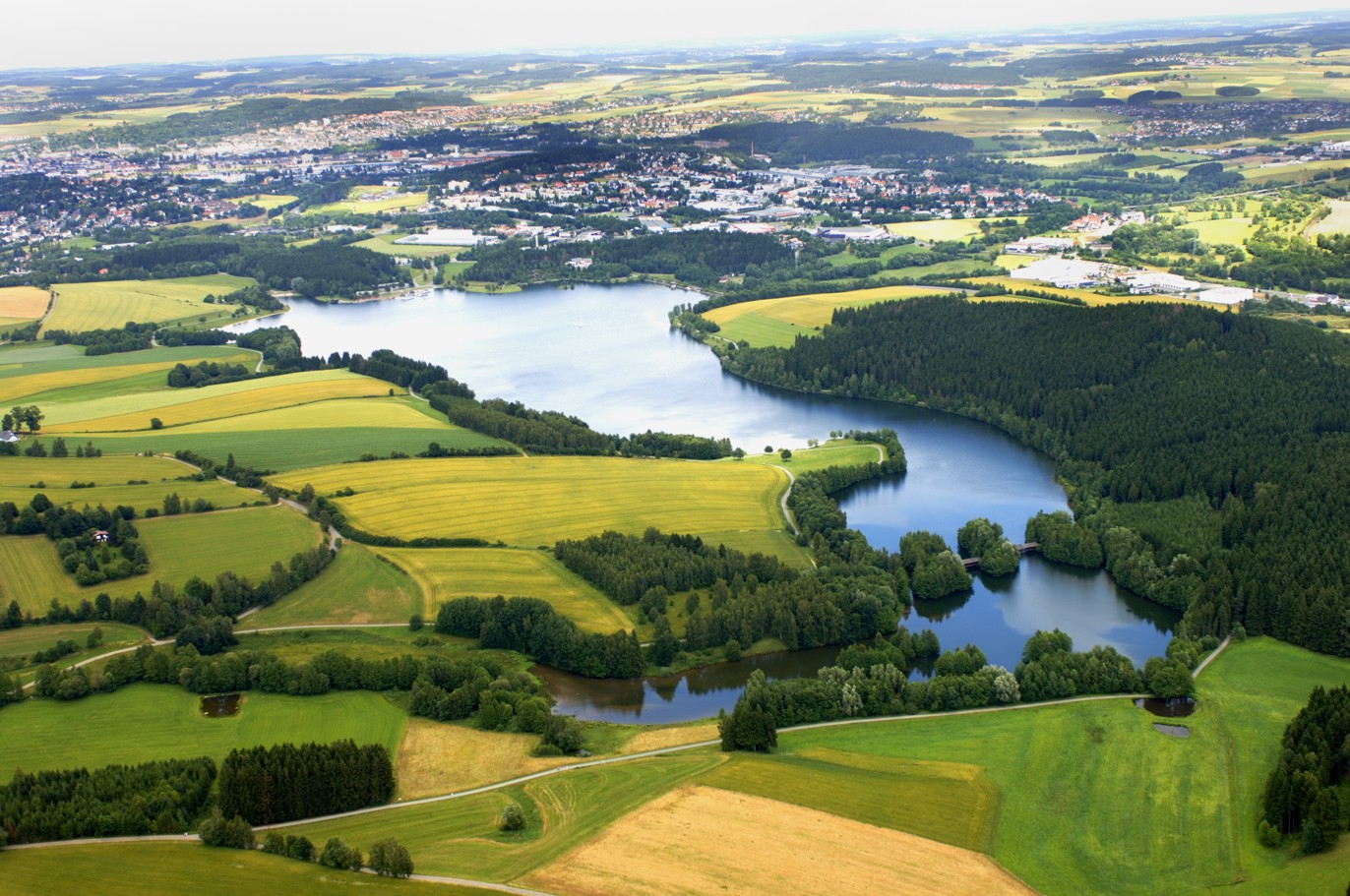
Untreusee

### Zoologischer und Botanischer Garten
Der Zoologische Garten Hof wurde 1954 gegründet. Auf rund zwei Hektar leben 605 Tiere, Bereiche im Zoo sind eine Voliere, ein Affenhaus, ein Erdschauhaus mit Höhlen, seltene Haustierrassen. Ein Schwerpunkt des Zoos ist Südamerika, das Savannenhaus mit 400 m² Fläche gibt es hier etwa ein Regenwaldbiotop, ein Landschaftsaquarium mit 7000 Litern Wasser sowie mehrere tropische Freiterrariern. 2018 konnte der Zoo einen Besucherrekord von rund 65.000 Besuchern vermelden.
Der seit 1929 bestehende Botanische Garten besteht aus 32 verschiedenen Quartieren mit landschaftlichen Nachbauten aus verschiedenen Kontinenten. Neben Blumenpflanzungen auch gibt es im Garten weitere Bereiche, etwa ein Rosarium, einen Steingarten sowie Heilpflanzen. Durch das Felsspaltengärten ist ein deutschlandweites Kompetenzzentrum.

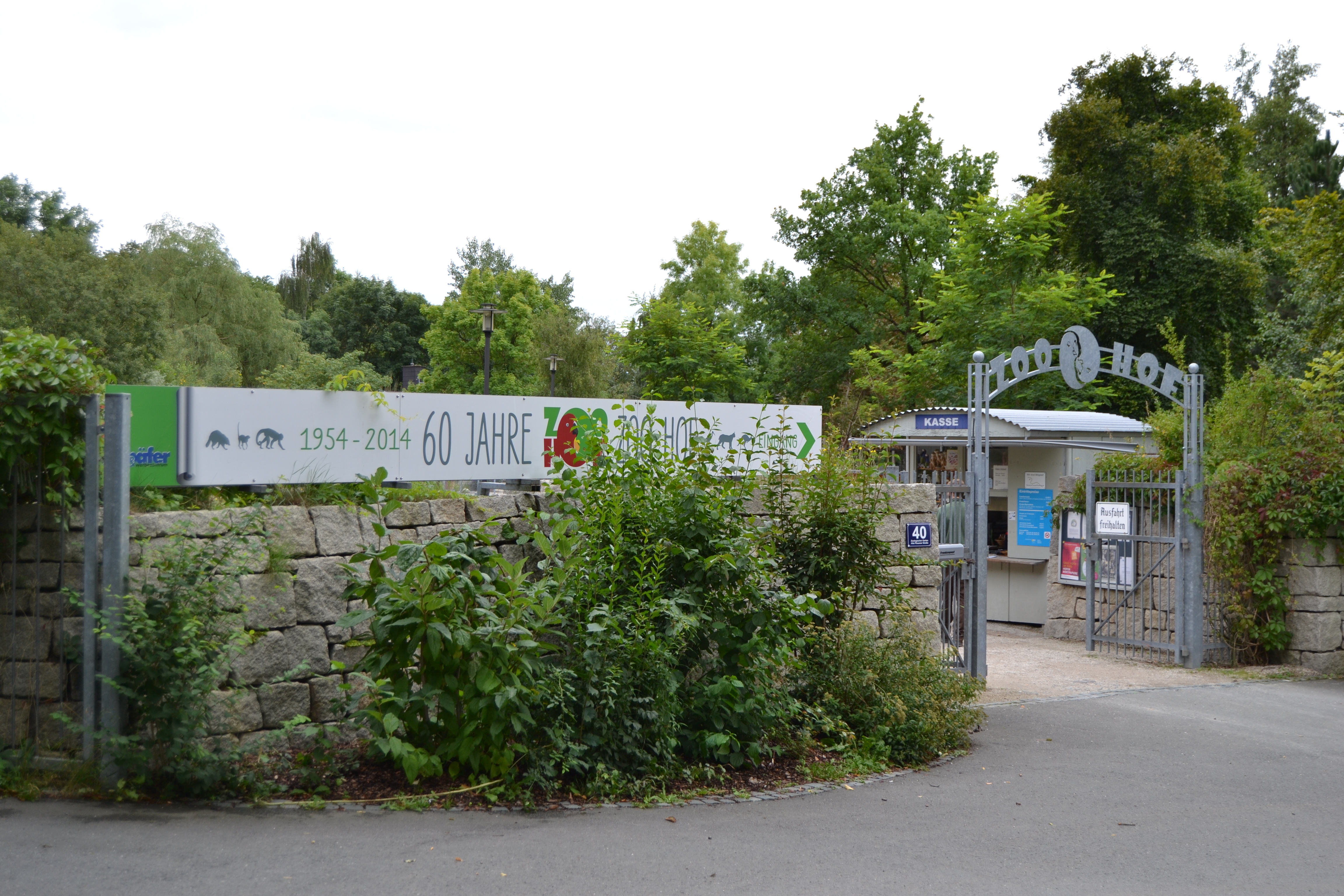
Zoologischer Garten Hof
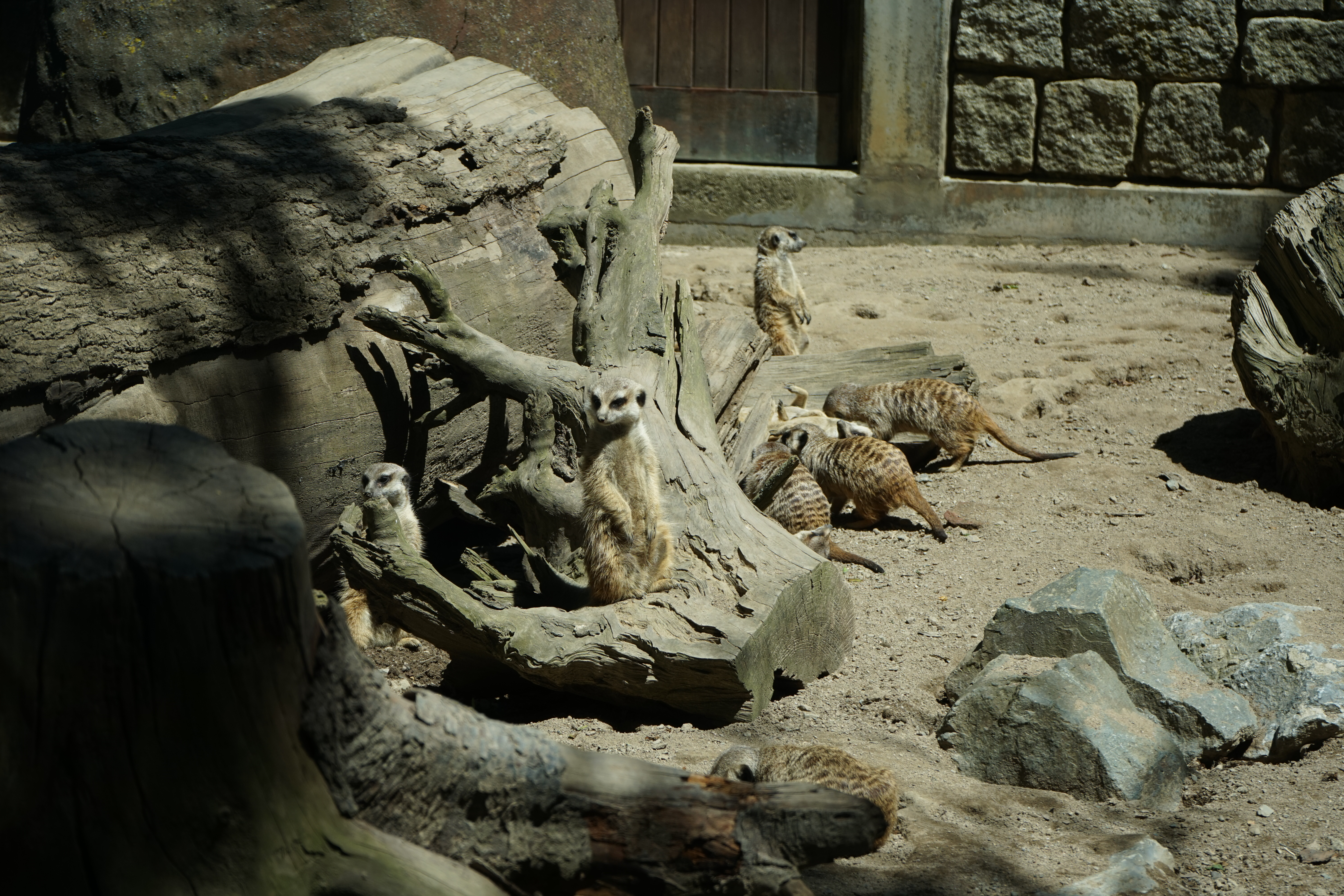
Erdmännchen im Erdschauhaus
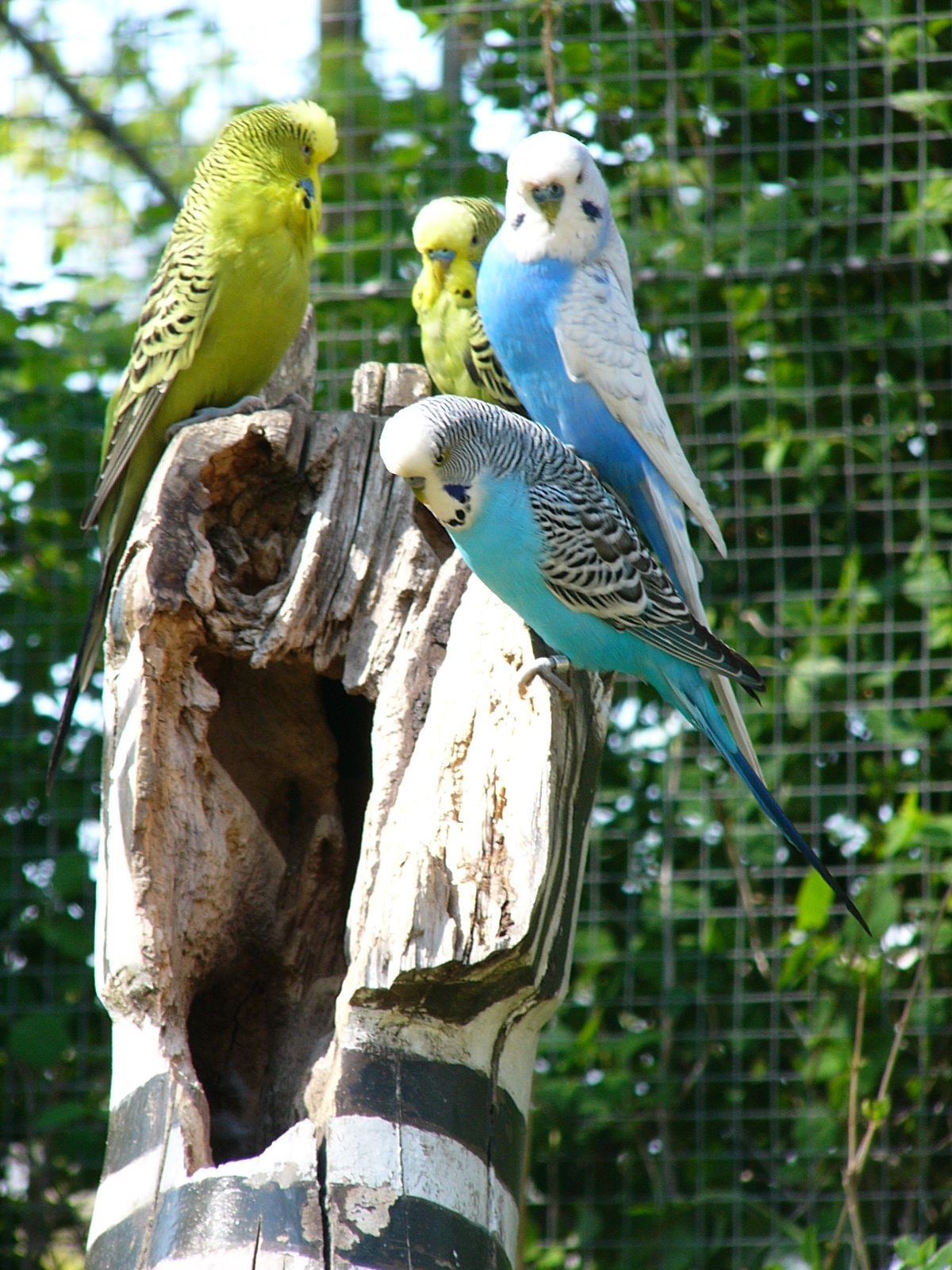
Wellensittiche in einer Voliere
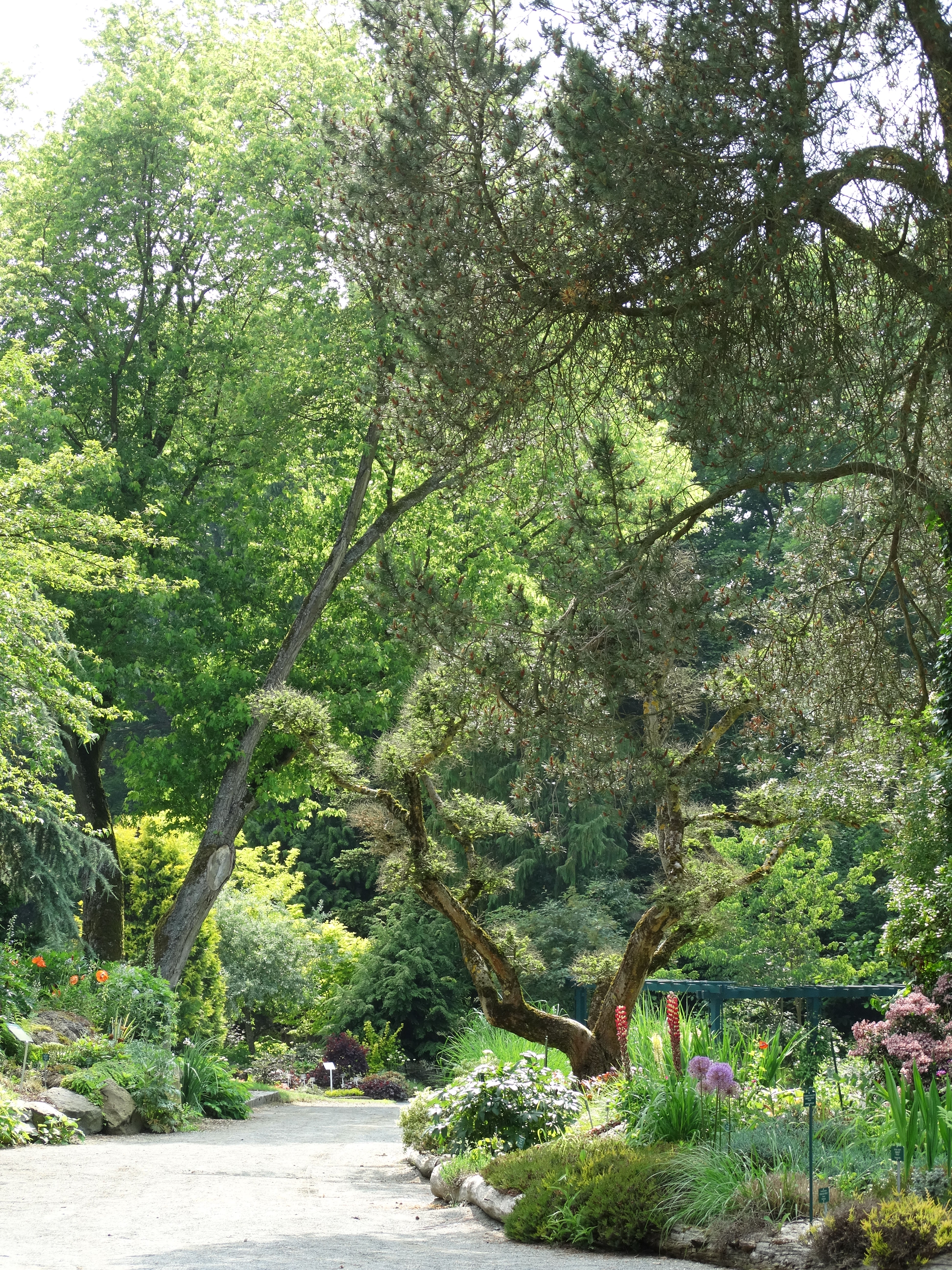
Botanischer Garten Hof
Rosarium

### Musik

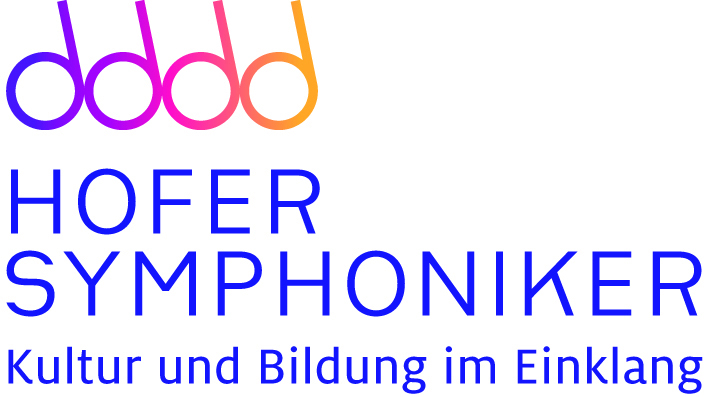
Logo der Hofer Symphoniker

Die älteste in Hof befindliche Musikhandschrift stammt aus dem 12. Jahrhundert. Seit 1360 ist das Amt des Stadtpfeifers und Türmers in Hof belegt. Die erste beschriebene Hofer Orgel war 1376 die Schwalbennestorgel der Klosterkirche. 1586 wurde das Convivium Musicum, eine Vereinigung von 12 Musikern gegründet, bei der auch der Bürgermeister mitspielte. Im 17. Jahrhundert wurden die Stadtpfeifer in Stadtmusiker umbenannt. Sie musizierten bei festlichen städtischen Anlässen und hatten bei der Sonn- und Festtagsmusik dem Stadtkantor (Stadtkantoren sind seit 1520 namentlich belegt) zur Verfügung zu stehen. 1822 entstand das erste Hofer Theater mit Schauspiel und Oper. 1871 wurde das Städtische Orchester gegründet. Es stand unter der Leitung des ersten städtischen Musikdirektors Carl Gottlieb Scharschmidt. Nach dem Zweiten Weltkrieg gründete Musikdirektor Karl F. Keller das Orchester 1945 neu, zunächst als Hofer Konzertorchester; später wurde es in Hofer Symphoniker umbenannt.
In Hof befinden sich zwei historisch wertvolle Orgeln, die unter Denkmalschutz stehen, in der evangelischen Stadtkirche St. Michaelis die Heidenreich-Orgel von 1828 mit 63 Registern und 3 Manualen, 2006/2007 restauriert von Karl Schuke Berliner Orgelbauwerkstatt und in der katholischen Stadtkirche St. Marien die Steinmeyer-Orgel von 1885 mit 24 Registern und 2 Manualen, restauriert 1994/1995 von Johannes Klais Orgelbau.

### Theater und Kultur

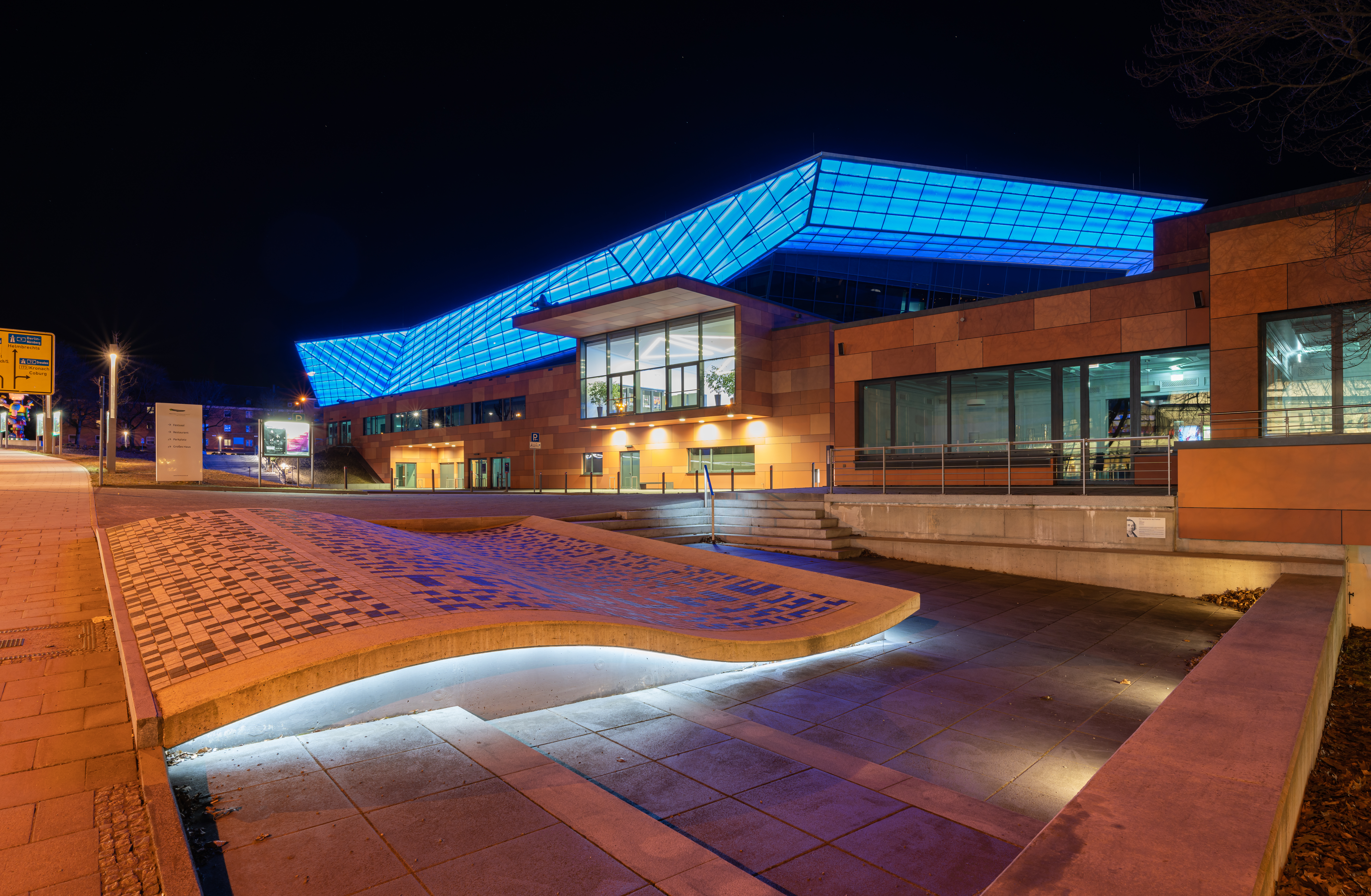
Freiheitshalle mit Denkmal „Deutsche Tribüne II“

Bereits seit dem Mittelalter ist in Hof die Tradition des Theaterspiels belegt. Zunächst waren es liturgische Spiele, Schultheater und Aufführungen fahrender Schauspieler. 1822 wurde im säkularisierten Kloster ein festes Theater untergebracht. Ende des 18. Jahrhunderts entstand mit „Pfaffs Kolosseum“ ein größeren Ansprüchen genügendes Haus. Es wurde 1994 durch einen Neubau in der Kulmbacher Straße ersetzt. Das Theater Hof ist ein Mehrspartentheater für die Bereiche Musiktheater, Schauspiel, Ballett sowie Kinder- und Jugendtheater.
Die Freiheitshalle ist die größte Veranstaltungshalle in Nordostbayern. Seit der Generalsanierung 2012 bietet sie in der unbestuhlten Variante Platz für 6100 Personen. In der Freiheitshalle finden vor allem große TV-Produktionen, Musicals sowie Messen und Ausstellungen statt.
Daneben gibt es in der Altstadt die Bürgergesellschaft Hof. Hier finden Feiern, Bälle, Konzerte und Seminare statt. Der alljährliche närrische Kehraus aus der Bürgergesellschaft wird im Bayerischen Rundfunk übertragen.
Seitdem im Jahr 2007 das erste IN.DIE.musik Festival stattfand hat sich in Hof auch eine freie Kulturszene entwickelt. In der Stadt gibt es mehrere Kleinkunstbühnen wie im Kunstkaufhaus und dem Galeriehaus, die etwa von der Off-Theatergruppe Die Pelle bespielt werden, auch Streetart konnte sich etwa in kreativen Stadtteilen wie dem Bahnhofsviertel auch wegen der Leerstände in der Stadt entwickeln. Das Kulturzentrum Alte Filzfabrik ist ein kreatives Zentrum für Musiker und Künstler sowie ein Veranstaltungs- und Ausstellungsort in einem ehemaligen Fabrikgebäude an der Saale.

### Museum und Kunstgalerien

Museum Bayerisches Vogtland

Das Museum Bayerisches Vogtland im historischen Hospitalgebäude beherbergt eine Sammlung zur Stadt- und Kunstgeschichte Hofs. 2012 entstand eine neue Abteilung zur Geschichte der Flüchtlinge und Vertriebenen in Hof.
Das Johann-Christian-Reinhart-Cabinett zeigt Werke des in Hof gebürtigen Malers Johann Christian Reinhart. In einer virtuellen Galerie, die auf das Museum Bayerisches Vogtland und das Johann-Christian-Reinhart-Cabinett aufgeteilt ist, macht die Stadt eine Kunstsammlung aus etwa 2400 Werken in digitalisierter Form der Öffentlichkeit zugänglich.
Der Kunstverein Hof führt im Jugendstilgebäude am Theresienstein regelmäßig Kunstausstellungen durch. In der KUNSTpassageHOF an der Freiheitshalle finden ebenfalls regelmäßig Kunstausstellungen statt.

### Film

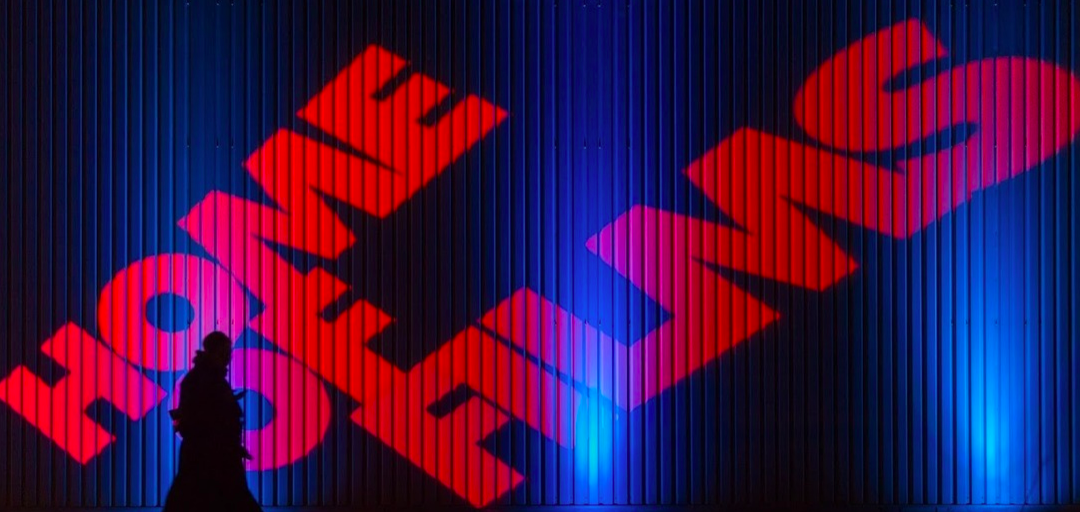
Logo der Internationalen Hofer Filmtage

Die Internationalen Hofer Filmtage finden jährlich im Oktober an sechs Tagen in zwei Kinos statt. Insgesamt werden rund 130 Filme gezeigt, dabei stehen vor allem deutsche Erstaufführungen und Weltpremieren im Vordergrund. Das 1967 vom Hofer Regisseur Heinz Badewitz gegründete Festival zählt jährlich rund 30.000 Besucher. „HOF“ sei die Abkürzung für „Home Of Films“, hat Wim Wenders über das Hofer Festival gesagt.
Die Deutsch-Deutschen Filmtage werden jedes Jahr im November gemeinsam mit der Stadt Plauen ausgerichtet, im Fokus stehen Dokumentar- und Spielfilme zu Themen jüngster deutscher Geschichte, wie etwa deutsche Teilung, Kalter Krieg, Friedliche Revolution, und deutsche Einheit. Anschließend an die Filmvorführungen gibt es Gesprächsrunden mit Zeitzeugen, Historikern und Filmschaffenden.
In Hof gibt es zwei Kinos, das Central-Kino in der Altstadt und das im Art-Deco-Stil gehaltene Scala Filmtheater im Bahnhofsviertel, beide Kinos sind Spielstätten der Internationalen Hofer Filmtage.

### Veranstaltungen (Auswahl)

Hofer Volksfest mit der Freiheitshalle

Hofer Weihnachtsmarkt

- Musikfestivals wie die InnenHofKonzerte u. a. für Jazz, Blues und Rock/Pop, die Promenadenkonzerte am Theresienstein für Klassik, Gesang und Folklore sowie das IN.DIE.musik Festival
- Wirtschaftsveranstaltungen wie die LebensArt Gartenmesse in den Hofer Saaleauen, die LFG Con, die einzige Messe für Computer- und Videospiele in Oberfranken, und das Hofer Wirtschaftsforum im Dezember
- Sportveranstaltungen wie etwa das Stabhochsprung-Meeting in der Hofer Altstadt, die Hofer Sportmesse, ein Wettbewerb der Hofer Sportvereine, die Drachenbootregatta auf dem Untreusee sowie der Städtelauf Hof-Plauen
- Stadtfeste wie der Schlappentag, der seit 1432 begangene Hofer Feiertag und immaterielles Kulturerbe Bayerns, das Hofer Volksfest, das größte Volksfest der Region, und das Saaleauenfest
- Märkte wie etwa handgemacht-Tage, der Herbstmarkt, der Hofer Weihnachtsmarkt sowie die Wochenmärkte und verkaufsoffenen Sonntage

### Kulinarische Spezialitäten
Als eines der Markenzeichen der Stadt gilt der Hofer Wärschtlamo (hochdeutsch: Würstchen-Mann), der traditionell in der Hofer Altstadt steht und direkt aus dem Kessel seine „Wienerla, Bauern und Weißen mit Sempft“ (Wiener Würstchen, Debrecziner und Weißwürste mit Senf) verkauft. Hof ist bekannt für verschiedene weitere Wurstspezialitäten: Hofer Brodwärschd (Hofer Bratwürste), Echter Hofer Leberkäse und die Hofer Rindfleischwurst. Ein typisches Gericht ist die Hofer Schnitz, ein Eintopf, der mit dem Pichelsteiner zu vergleichen ist. Die Schwammaschnitz ist eine Variante mit traditionell selbstgesuchten Schwamma (Pilzen).

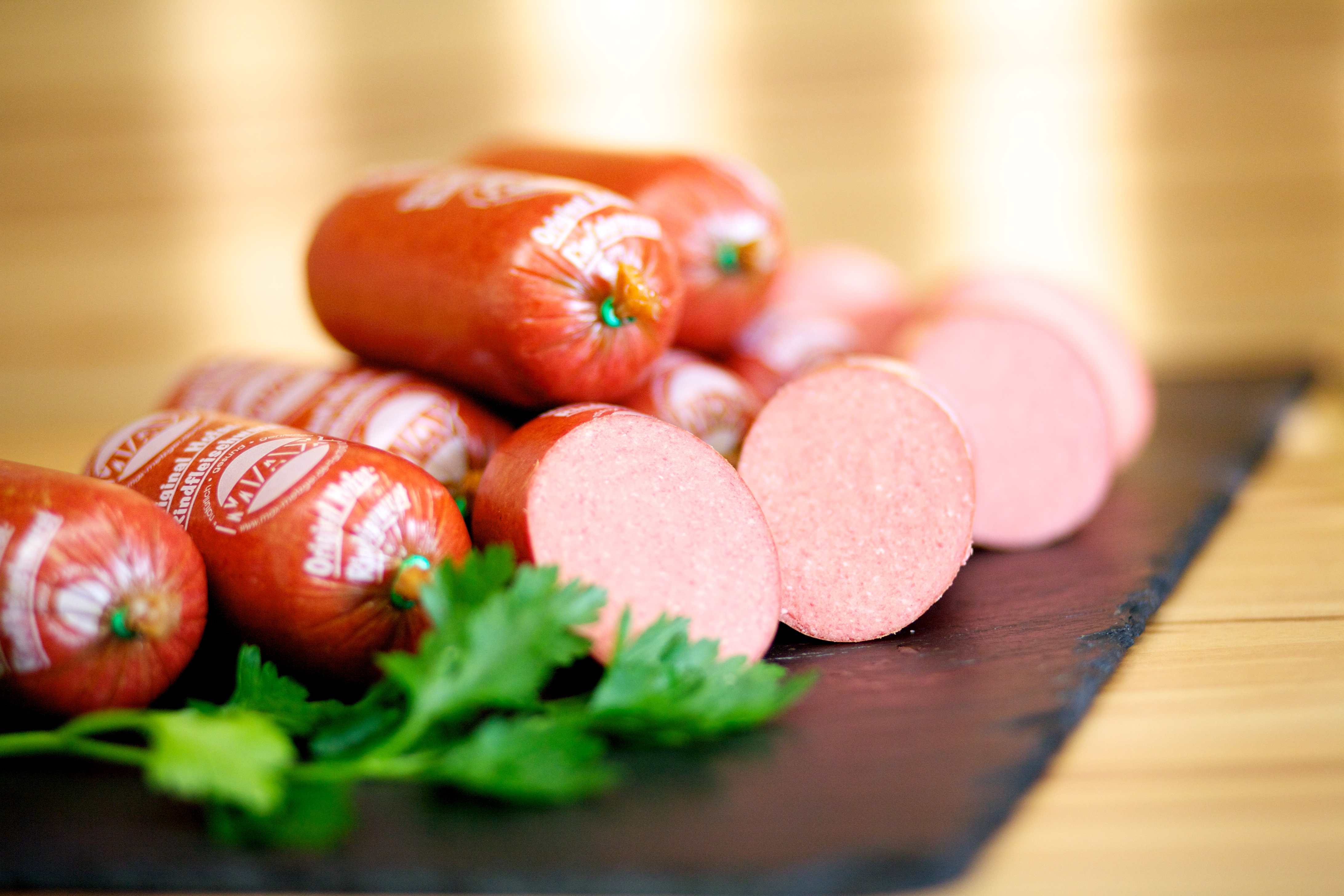
Hofer Rindfleischwurst g.g.A.

Die Hofer Rindfleischwurst g.g.A. ist eine streichfähige Rohwurst die ihren Geschmack durch das Kalträuchern erhält und sich durch ein kräftig fleischfarbenes Rot auszeichnet. Seit 2011 ist die Hofer Rindfleischwurst eine geschützte geographische Angabe und darf nur im Hofer Land hergestellt werden.
Seit dem 14. Jahrhundert wird in Hof Bier gebraut. Früher gab es zwölf Braustätten, seit den 2010er Jahren sind es nur noch zwei (Meinel-Bräu und Scherdel), die zum Teil noch auf Kommunbraurechte zurückgehen. Zu den stillgelegten Brauereien zählen Zeltbräu (2011 stillgelegt), Brauerei Falter (2008 stillgelegt) oder Bürgerbräu Hof (2007 stillgelegt). Besondere Biere, die über die Stadtgrenzen hinaus bekannt sind, sind das Hofer Schlappenbier, ein Bier, das anlässlich des Hofer Schlappentags gebraut wird, und das Absolvinator-Bier, ein Starkbier.

### Sport

Sport & Freizeitzentrum am Eisteich

Hof hat als Sportstadt eine lange Tradition. In Hof sind rund 12.000 Menschen, also etwa ein Viertel der Bevölkerung, in über 50 Sportvereinen. 70 % davon sind Erwachsene, 30 % sind Jugendliche und Kinder. Es wurden seit 1893 mehrere Fußballvereine gegründet, der bekannteste ist die SpVgg Bayern Hof, die ihre Heimspiele im Stadion Grüne Au austrägt. Das zweitgrößte Stadion an der Ossecker Straße hat 5000 Plätze und ist Spielstätte des 1. FFC Hof. Der Frauenfußballclub wurde 2008 gegründet. Außerdem gibt es mehrere Turnvereine.
Bis 1896 reichen die Wurzeln der Ringer des Athletik-Sportvereins (ASV Hof) zurück. Der SV Hof/Eishockey nahm von 1959 bis 1999 am Spielbetrieb des Bayerischen Eissportverbandes (BEV) teil. Die größten Erfolge waren damals 1970 der Aufstieg in die Bayerische Landesliga, die Meisterschaft 1982 in der Bayerischen Landesliga/Nord und der damit verbundene Aufstieg in die Bayernliga.
Die seit dem Ende des Jahrhunderts bis 1918 aus dem Boden schießenden Spezialsportvereine beschäftigten sich überwiegend mit Radsport oder Fechten. Die Schützen hatten mit der Schützengesellschaft eine Organisation, deren Gründung bis 1432 zurückreichte. Heute gibt es sieben Schützenvereine in Hof. Einer der bis heute bedeutendsten Hofer Sportvereine ist der 1911 gegründete Schwimmverein Hof.
Zu den ältesten Hofer Vereinen zählt auch der Schachklub Hof 1892 e. V., der v. a. in den 1980er- und 1990er-Jahren große Erfolge verzeichnen konnte – wie etwa 1984 den Gewinn der Deutschen Jugend-Mannschaftsmeisterschaft. Im Jahr 1992 verpasste die zu diesem Zeitpunkt in der 2. Bundesliga Ost spielende 1. Mannschaft nur knapp den Aufstieg in die 1. Bundesliga. Seit 2001 ist der Hofer Schachsport als eigene Abteilung integriert in den PTSV Hof. Der 1. Mannschaft gelang 2023 der Wiederaufstieg in die viertklassige Landesliga Nordbayern.
1969, noch vor dem Bau der Talsperren in Stadt (Untreusee) und im Landkreis Hof (Förmitztalsperre), gründete sich der Segelclub Förmitzspeicher Hof, heute größter Segelverein in Hochfranken mit Vereinsheimen in der Mühlstraße in Hof sowie in Schwarzenbach an der Saale. Sitz und Ausbildungsstandort des Vereins mit starker Jugendarbeit und aktiver Regattasegler- und Törnseglerszene ist Hof. Seit 1977 existiert die Marine-Jugend Hof als Segelsportverein. Hauptsächlich im Bereich Jugendarbeit wird im Sommer der Untreusee zum Trainieren und zum Austragen von Regatten genutzt. Im Jahr 2008 wurde die Bundesjugendsegelmeisterschaft des DMB organisiert. In den Wintermonaten beschäftigen sich die Jugendlichen mit Modellbau und Segeltheorie.
Im November 1992 gründete sich mit den Hof Jokers die erste American-Football-Mannschaft in der Stadt. Die Jokers sind eine Abteilung des Post- und Telekom-Sportvereins (PTSV). In der Spielzeit 2008 konnten die Hof Jokers zum ersten Mal Platz 1 in der Bayernliga belegen und spielten in der Saison 2009 in der Regionalliga Süd. Dort konnte mit Platz 5 in der ersten Spielzeit der Klassenerhalt gesichert werden. 2010 musste sich die Mannschaft vorzeitig vom Ligabetrieb zurückziehen. Die Heimspiele der Jokers werden im PTSV-Stadion in Hof ausgetragen.
2021 bewarb sich die Stadt als Host Town für die Gestaltung eines viertägigen Programms für eine internationale Delegation der Special Olympics World Summer Games 2023 in Berlin. 2022 wurde sie als Gastgeberin für Special Olympics Kap Verde ausgewählt. Damit wurde sie Teil des größten kommunalen Inklusionsprojekts in der Geschichte der Bundesrepublik mit mehr als 200 Host Towns.

## Wirtschaft und Infrastruktur
Hof war eine klassische Industrie- und Handelsstadt. Aufgrund der großen Betriebe war Hof eine eher wohlhabende Stadt. Wichtigster Arbeitgeber ist gemessen an der Zahl der sozialversicherungspflichtigen Beschäftigten der Einzelhandel, gefolgt vom Gesundheitswesen, von der Textilindustrie, der Logistiksparte und dem Kreditwesen.
Im Jahre 2016 erbrachte Hof, innerhalb der Stadtgrenzen, ein Bruttoinlandsprodukt (BIP) von 1,847 Milliarden Euro. Das BIP pro Kopf lag im selben Jahr bei 41.114 € (Bayern: 44.215 €, Deutschland 38.180 €) und damit über dem nationalen Durchschnitt. In der Stadt gab es 2016 ca. 34.000 erwerbstätige Personen. Die Stadt gehört zu den wichtigen Wirtschaftsstandorten in Nordbayern. Die Arbeitslosenquote lag im Dezember 2018 bei 5,3 % und damit deutlich über dem bayrischen Durchschnitt von 2,7 % (im Landkreis Hof beträgt sie ebenfalls 2,7 %).
Im Zukunftsatlas 2019 belegte Hof Platz 268 von 402 Landkreisen, Kommunalverbänden und kreisfreien Städten in Deutschland und zählt damit zu den Regionen mit „ausgeglichenem Chancen-Risiko Mix“ für die Zukunft.

### Größte Arbeitgeber
| Rang | Name                  | Hauptsitz                  | Mitarbeiter in Hof | Wirtschaftszweig     |
| ---- | --------------------- | -------------------------- | ------------------ | -------------------- |
| 01   | Sana Kliniken         | Ismaning                   | 1.000              | Gesundheit           |
| 02   | Hoftex Group          | Hof                        | .0800              | Textilindustrie      |
| 03   | Bundeswehr            | Bonn                       | .0550              | Öffentlicher Dienst  |
| 04   | Dachser               | Kempten                    | .0500              | Logistik             |
| 05   | Landratsamt Hof       | Hof                        | .0450              | Öffentlicher Dienst  |
| 06   | Sparkasse Hochfranken | Hof, Selb und Marktredwitz | .0370              | Finanzdienstleistung |
| 07   | Viessmann Group       | Allendorf                  | .0350              | Heiztechnik          |
| 08   | Schillerfleisch       | Hof                        | .0350              | Nahrungsmittel       |
| 09   | Landesamt für Umwelt  | Augsburg                   | .0300              | Öffentlicher Dienst  |
| 10   | Spinnerei Neuhof      | Hof                        | .0190              | Textilindustrie      |
| 11   | Güttler               | Hof                        | .0170              | Logistik             |

### Einzelhandel
Laut einer Studie der GfK (Gesellschaft für Konsumforschung) GeoMarketing zur GfK Einzelhandelszentralität aus 2015 belegte Hof den achten Platz unter den zehn Top-Städten und -Landkreisen mit Anziehungskraft auf das Einzugsgebiet einer Einkaufsstadt. Die Attraktivität liegt darin, dass eine Einkaufsstadt mehr Kaufkraft an sich binden kann, als ihre Einwohner alleine zur Verfügung haben. Der Wert 100 bedeutet, dass in einem Ort genauso viel Kaufkraft umgesetzt wird, wie vor Ort vorhanden ist. In der Stadt liegt der Wert bei 182,8.
Hof ist die zentrale Einkaufsstadt in einem Einzugsgebiet von 200.000 Menschen. Insgesamt erwirtschaften die insgesamt 540 Einzelhändler in Hof auf einer Verkaufsfläche von 187.000 m² 440 Mio. Euro Umsatz pro Jahr.

### Dienstleistungssektor und Banken
Auch der Finanzsektor ist in Hof von Bedeutung, so hatte die Schmidtbank bis zur Auflösung im Jahr 2007 ihren Sitz in der Stadt. 1994 gründete Karl Matthäus Schmidt die ConSors Discount-Broker GmbH, Tochtergesellschaft der Schmidtbank, als ersten funktionsfähigen Online-Broker in Deutschland. Nachdem die Schmidtbank wirtschaftliche Probleme bekommen hatte, wurde die ConSors Discount-Broker GmbH im Jahr 2002 von der französischen Großbank BNP Paribas übernommen und besteht seit 2014 als deren Direktbank unter der Marke Consorsbank mit Sitz in Nürnberg. 
Die von Schmidt im Jahr 2006 gegründete Honorarberatungsbank Quirin Privatbank AG ist mit einer Niederlassung in Hof vertreten. Die Fondsdepot Bank ist im Bereich der Abwicklung administrativer Aufgaben für Investmentfonds tätig, neben ihrem Hofer Sitz unterhält die Bank Büros in München und Frankfurt am Main. 
Hof ist neben Selb und Marktredwitz einer der Sitze der Sparkasse Hochfranken, die 2009 durch die Vereinigung der Kreis- und Stadtsparkasse Hof und der Sparkasse Fichtelgebirge entstand, außerdem befindet sich in der Stadt eine der beiden Hauptstellen der VR Bank Bayreuth-Hof eG.

### Industrie und produzierendes Gewerbe
Wegen der Textilindustrie und der dort verarbeiteten Baumwolle erhielt es den Spitznamen „bayerisches Manchester“. Der bedeutendste Industriezweig in Hof außerhalb des Dienstleistungssektors ist noch heute die Textil- und Bekleidungsindustrie. Mit dem benachbarten Landkreisen Hof, Kulmbach und Bayreuth zählt der Wirtschaftsraum zu den drei wichtigsten Textilstandorten in Deutschland. Wichtige Vertreter sind die Hoftex Group und die Spinnerei Neuhof.
Daneben war die Porzellanindustrie in der Stadt vertreten mit Moschendorf Porzellan als bekanntestem Hersteller. Mit ehemals 10 Braustätten war Hof seit dem 15. Jahrhundert nach Kulmbach der bedeutendste Brauereistandort in Oberfranken. Zu Beginn des 20. Jahrhunderts existierten in Hof zwölf Brauereien, von denen die Meinel-Bräu heute (Stand 2021) noch eigenständig und die Brauerei Scherdel unter dem Dach der Kulmbacher Brauerei arbeitet. 
Hof ist darüber hinaus Standort größerer Speditionsunternehmen, wie beispielsweise der Firma M&M Militzer & Münch. Seit der Wende 1990 siedelten sich weitere Logistikunternehmen an. Das teilweise auf dem Stadtgebiet liegende Gewerbegebiet Gewerbepark Hochfranken dient Automobilzulieferern und Logistikunternehmen als Standort, so betreibt Amazon dort seit 2021 ein Logistikzentrum.
Seit 1996 befindet sich der rechtliche Sitz des im DAX gelisteten Unternehmen Fresenius Medical Care in Hof.

### Messen und Ausstellungen

LFG-Con in der Freiheitshalle

Mit der LFG-Con fand in Hof 2024 die erste Messe für Computer- und Videospiele in Oberfranken statt, der Fokus lag dabei auf Virtual Reality, Retro-Gaming, Cosplaying sowie E-Sports. Die Lebensart Gartenmesse ist eine Ausstellung für die Bereiche Garten, Wohnen und Lifestyle in den Hofer Saaleauen. Bis zur Insolvenz des Betreibers Kinold Messen 2020 fand zweijährlich die Oberfranken-Ausstellung in der Freiheitshalle statt.

### Tourismus
Der Tourismus ist eine wachsende Branche in Hof. Ein historischer Höchststand wurde 2019 mit 93.867 Touristen und 160.675 Übernachtungen erreicht, der tiefste Wert lag bedingt durch die COVID-19-Pandemie im Jahr 2020 bei 48.086 Touristen und 91.340 Übernachtungen. Tagestouristen sind nicht in der Statistik aufgeführt.
| Jahr | Gäste  | Übernachtungen | Aufenthaltsdauer (in Tagen) |
| ---- | ------ | -------------- | --------------------------- |
| 1990 | 86.121 | 133.503        | 1,6                         |
| 2000 | 66.890 | 109.391        | 1,6                         |
| 2010 | 62.801 | 110.166        | 1,8                         |
| 2014 | 80.096 | 141.065        | 1,8                         |
| 2018 | 88.343 | 148.554        | 1,7                         |
| 2020 | 48.086 | 091.340        | 1,9                         |
| 2022 | 78.640 | 146.216        | 1,9                         |
| 2024 | 86.147 | 142.123        | 1,6                         |

### Medien

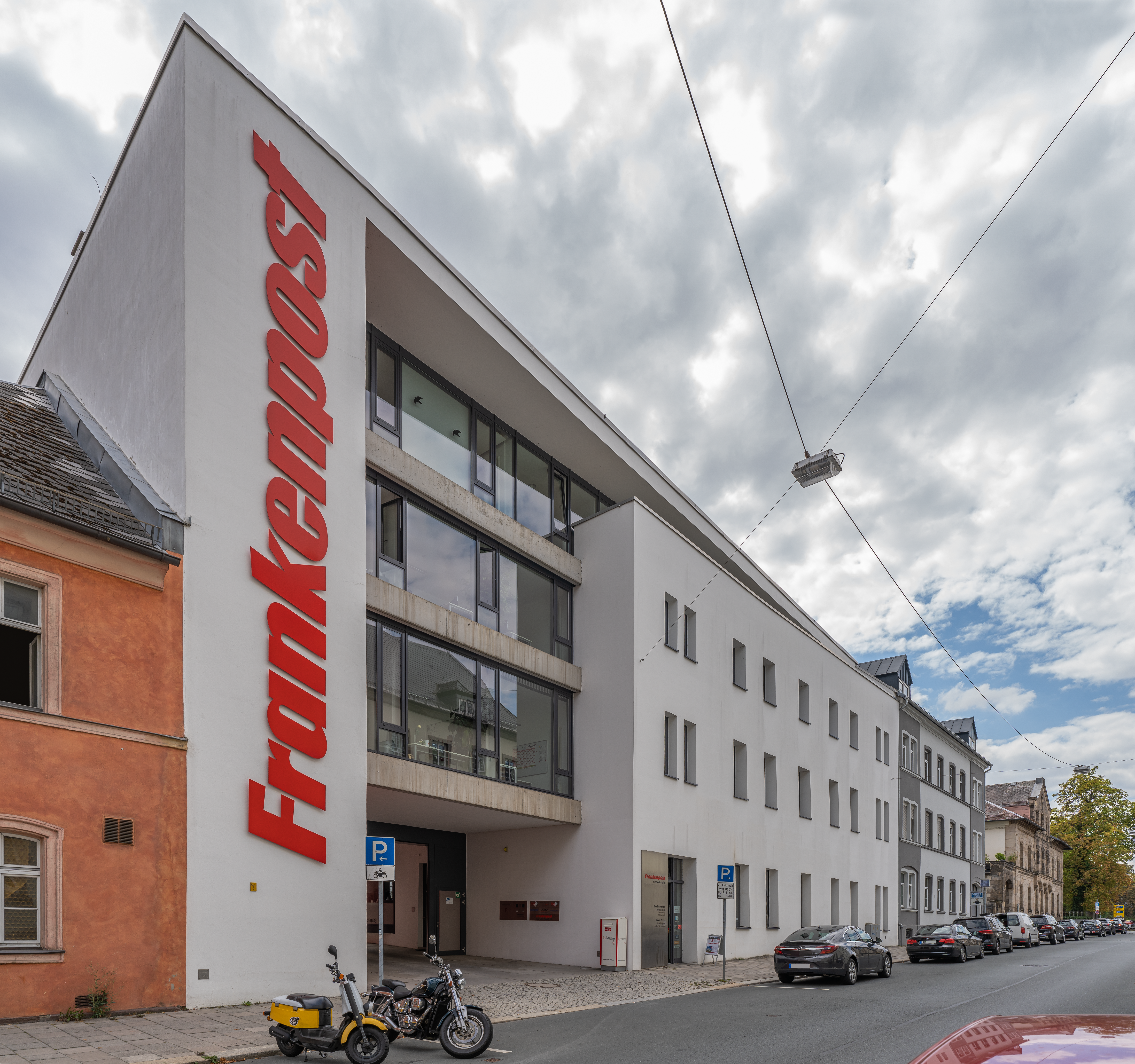
Sitz des Frankenpost-Verlags

In der Stadt sind Zeitungen, Radiosender und das Fernsehen ansässig. Dabei ist die Frankenpost die führende regionale Tageszeitung in Hof und Umland.
Das Online-Magazin infranken.de aus Bamberg behandelt Nachrichten, Themen und Hintergründe aus ganz Franken. Die Ausgabe für die Region Hof berichtet über Geschehnisse aus Stadt und Landkreis Hof.
Der Radiosender Extra-Radio hat sein Studio in der Kreuzsteinstraße, auch unterhält der Sender eine Webcam mit Blick in die Hofer Altstadt. Seit 2025 ist Extra Radio nur noch als Webradio verfügbar. Unter dem Dach des Funkhauses Hof arbeiten der Radiosender Radio Euroherz, die Verwaltung und das Zentralstudio des regionalen Fernsehsenders TV Oberfranken. Der Bayerische Rundfunk unterhält in der Ludwigstraße in Hof ein Regionalstudio. Der Zuständigkeitsbereich erstreckt sich über Stadt und Landkreis Hof. Bis 2018 hat der Bayerische Rundfunk den Sender Hof an der Hohensaas betrieben.
Von 1948 bis 1994 war Hof Standort eines Mittelwellensenders des RIAS, um die südlichen Teile der DDR besser mit dem Programm des RIAS zu versorgen.

### Verkehr

#### Straßenverkehr

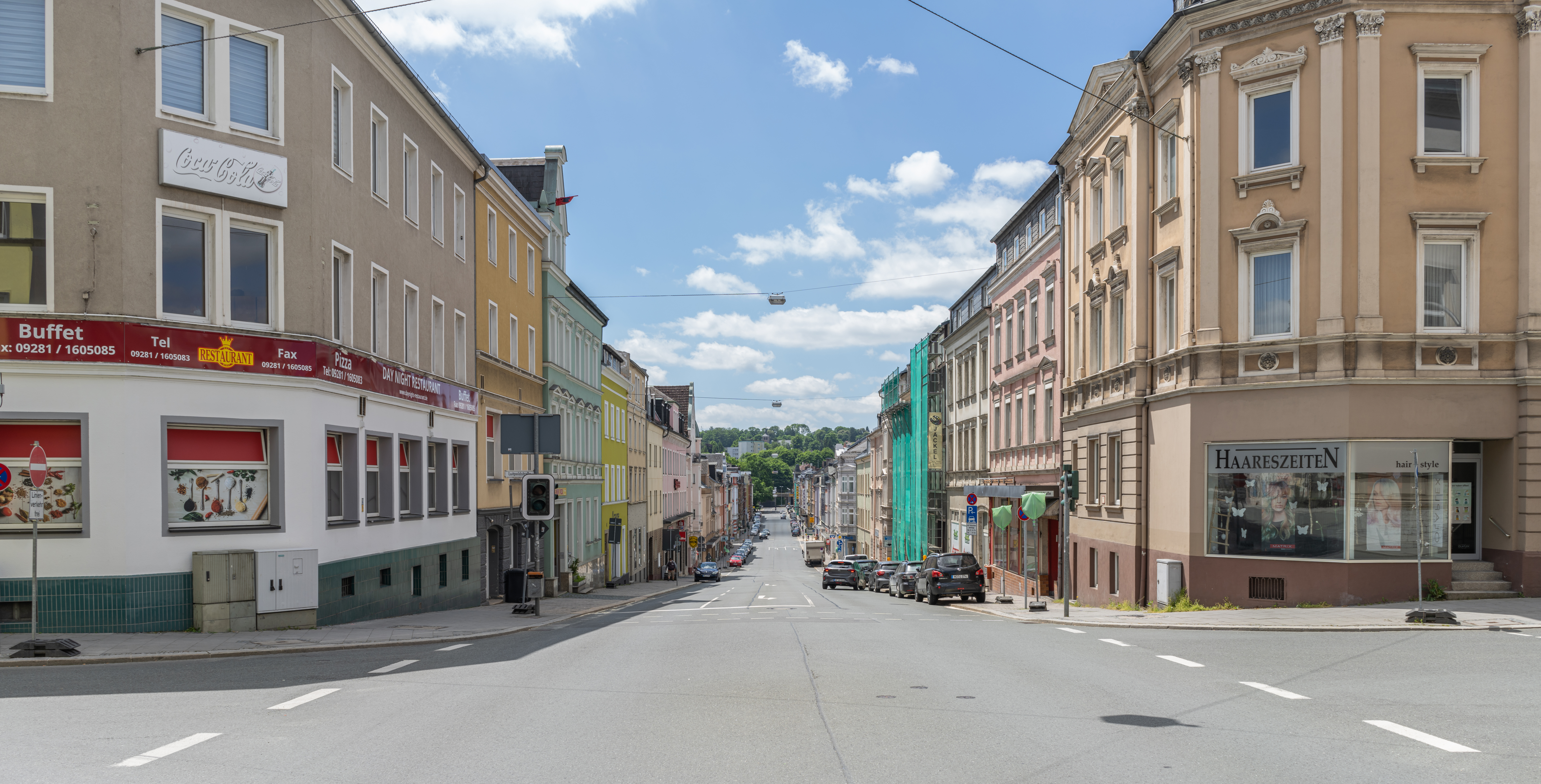
Die Marienstraße als Hauptverkehrsachse in der Innenstadt

Hof liegt an den drei Bundesautobahnen 9 im Westen, 93 im Osten und 72 im Norden. Sie bilden die Form eines Hufeisens um die Stadt, berühren das Stadtgebiet aber nicht.
Durch Hof führen die Bundesstraßen 2, 15 und 173. Alle drei sind im Stadtgebiet im Verlauf der Ernst-Reuter-Straße vierspurig ausgebaut. Weitere große Straßen sind die Kulmbacher Straße, die Marienstraße und die Oelsnitzer Straße. Die B 173 dient als Zubringer zu allen drei Autobahnen: im Nordwesten zur A 72 und A 9 und im Osten zur A 93. Die B 15 ist im Westen vierspurig an die A 9 angebunden und im Südosten an die A 93. Die B 2 hat im Nordosten eine Auffahrt zur A 72 und im Süden bei Münchberg eine zur A 9. Zudem führen drei Kreisstraßen durch Hof.
Hof hat 522 Straßen und 19 Plätze, siehe auch Liste der Straßennamen von Hof.
In der Stadt waren (Stand Februar 2018) 32.512 Kraftfahrzeuge zugelassen.
Radverkehr
In der Stadt wird ein Fahrradverleih durch die Kommune angeboten. Bei der Bewertung des ADFC zur Fahrradfreundlichkeit schnitt die Stadt eher schlecht ab.

#### Schienenverkehr

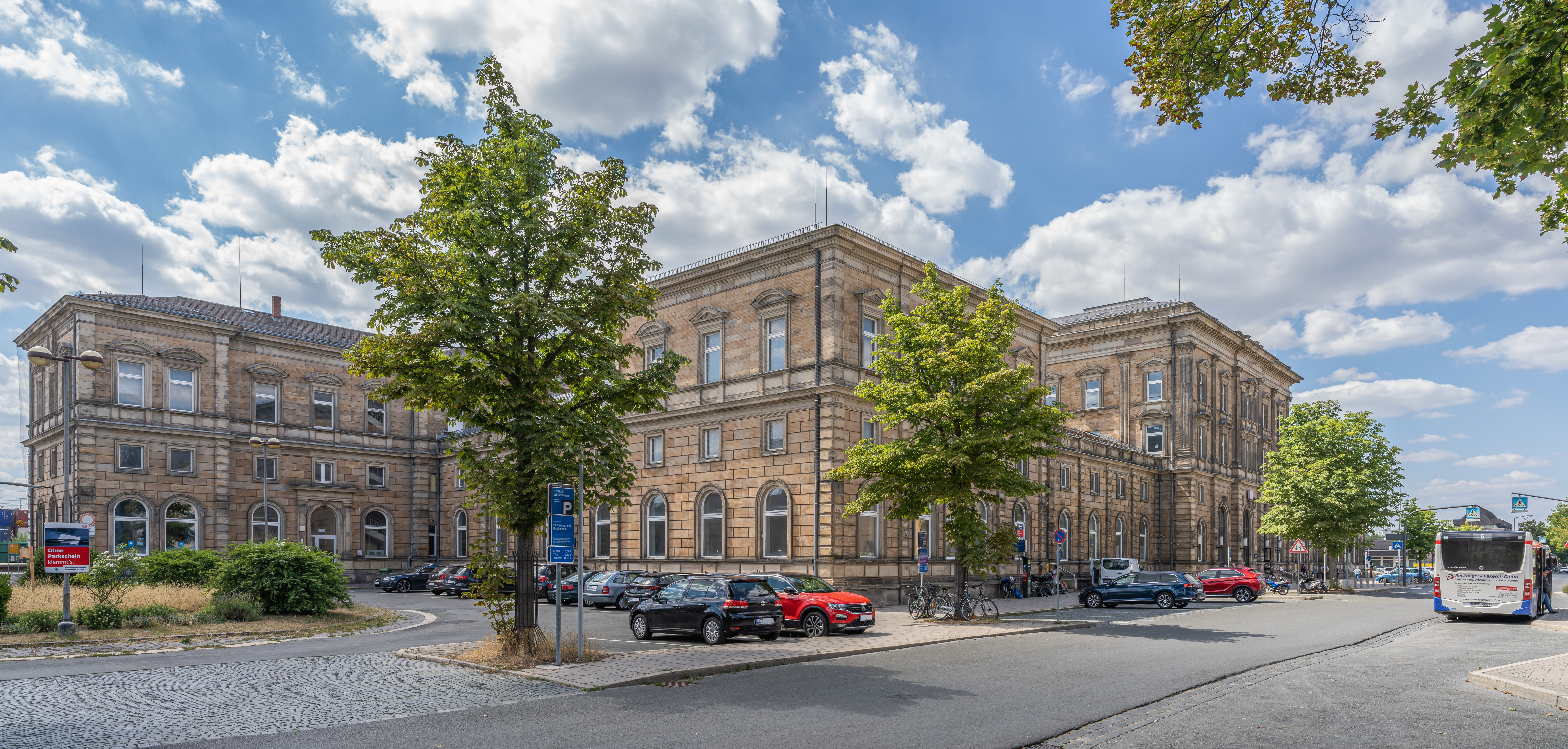
Hauptbahnhof in Hof

Hof verfügt über zwei Bahnhöfe, den Hauptbahnhof und den Bahnhof Hof-Neuhof.
Im Hauptbahnhof treffen sich die Hauptstrecken von Leipzig, von Bamberg, von Regensburg und von Eger in Tschechien (Cheb) bzw. die Sachsen-Franken-Magistrale von Dresden über Hof nach Nürnberg sowie die Nebenstrecke von Bad Steben.
Im Expressverkehr werden von der Deutschen Bahn sowie durch den alex der Länderbahn, die Mitteldeutsche Regiobahn und die Erfurter Bahn regelmäßige Verbindungen nach Leipzig, Dresden, Bamberg, Nürnberg, Regensburg und München angeboten. Die Nahverkehrsverbindungen etwa nach Bad Steben, Selb, Münchberg und Helmbrechts werden von Agilis bedient. Mit der Linie nach Marktredwitz über Cheb besteht eine internationale Verbindung, durch die den Reisenden auch die Weiterfahrt nach Prag ermöglicht wird. Auch die kleineren Bahnhöfe und Haltepunkte an den von Hof ausgehenden Hauptstrecken sowie die Strecke Münchberg–Helmbrechts werden mindestens stündlich mit Nahverkehrszügen bedient. Auch soll der Hofer Hauptbahnhof nach Fertigstellung des Bahnausbau Nordostbayern wieder Fernverkehrshalt werden.
Die Elektrifizierung der Strecke von Dresden bis zum Hofer Hauptbahnhof wurde bis Ende 2013 abgeschlossen. Im Rahmen des Projekts Bahnausbau Nordostbayern ist geplant, die Strecke bis nach Regensburg Hauptbahnhof auszubauen, vollständig zu elektrifizieren und mit ETCS auszustatten, um über den Ostkorridor die Strecke Hannover–Würzburg zu entlasten. Nach der Fertigstellung sollen dann mehr als 300 Züge pro Tag zwischen Hof und Marktredwitz verkehren, auch soll die Nutzlänge für Güterzüge mit bis zu 740 Meter Länge vergrößert werden. Mit dem Güterverkehrszentrum besteht an Südwestseite des Hauptbahnhofs eines der größten Containerterminals in Bayern u. a. mit zwei Großkranen.
Der Bahnhof Hof-Neuhof besteht seit 1886 an der Strecke nach Bad Steben und ist neben der Freiheitshalle, dem Theater und dem Volksfestplatz gelegen.
Ein um 2015 geplanter Bau einer zentrumsnahen und von allen Zügen über eine Schleife erreichbaren Bahnstation Hof Mitte an der Jahnbrücke wurde 2022 aus Kostengründen verworfen.

#### Öffentlicher Personennahverkehr

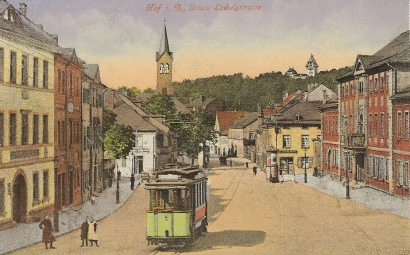
Ehemalige Hofer Straßenbahn

In der Stadt, die von 1901 bis 1922 eine Straßenbahn besaß, gibt es zwölf Stadtbuslinien, die von der HofBus GmbH betrieben werden. Die HofBus GmbH gehört zu 100 % den Stadtwerken Hof (Stadtwerke Hof Holding GmbH) und damit der Stadt Hof. Insgesamt werden im Jahr etwa 5 Millionen Personen befördert. Die Verkehrsgemeinschaft Hof ist Mitglied im EgroNet, einem länderübergreifenden Verkehrsverbund.
Daneben verlaufen von Hof aus 30 Regionalbuslinien, die von Regionalbus Ostbayern (RBO), den Verkehrsbetrieben Bachstein und KomBus sowie kleineren Busunternehmen der Region betrieben werden.
Seit Januar 2024 gehört Hof zum Verkehrsverbund Großraum Nürnberg.

#### Autonomer Bus
Im Rahmen des Projekts Shuttle Modellregion Oberfranken verkehren seit 2021 autonome fahrende Elektrobusse durch das Hofer Stadtgebiet auf der Linie vom Hauptbahnhof in die Hofer Altstadt. Die mit einer Geschwindigkeit von 18 km/h fahrenden autonomen Elektrobussen, beförderten bereits in den ersten drei Monaten über 4.000 Personen. Im Jahr 2024 konnte eine weitere Teststrecke um den Hochschulcampus eingerichtet werden, Noch im selben Jahr wurde das Projekt abgeschlossen.

#### Luftverkehr

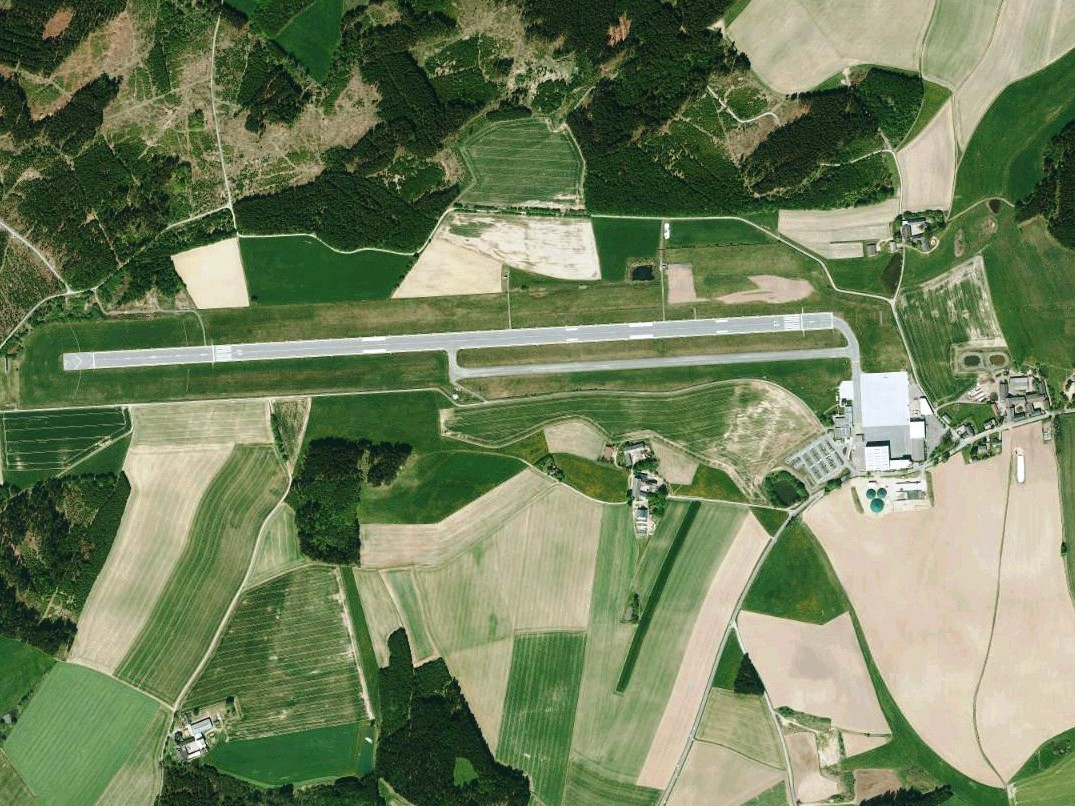
Luftbild des Flughafenareals

Der Verkehrslandeplatz Hof-Plauen liegt etwa fünf Kilometer südwestlich von Hof im Ortsteil Pirk. Zuletzt bestand ein tägliches Flugangebot nach Frankfurt (Main), seit 2011 ist der Flughafen ohne planmäßigen Linienflugverkehr. Der heute vor allem für Geschäfts- und Frachtflüge genutzte Verkehrslandeplatz zählte 2022 rund 9.000 Starts und Landungen. Die Stadt Hof ist zu 60 % an der Betreibergesellschaft beteiligt.

### Öffentliche Einrichtungen
Der zweitgrößte Standort des Landesamtes für Umwelt ist Hof mit dem Sitz des Vizepräsidenten und den Fachthemen Grundwasserschutz, Wasserversorgung, Gewässerqualität, Gebietshydrologie, Altlasten, Landesaufnahme Geologie, Wirtschaftsgeologie, Hydrogeologie, oberflächennahe Geothermie, Bodenschutz, Klima, Wildtiermanagement, Naturflächenmanagement und Landschaftspflege nach dem Hauptsitz in Augsburg. Außerdem gibt es in Hof eine Nebenstelle mit den Fachthemen Wirtschaftsgeologie, Rohstoff-Analytik, Bohrkernarchiv und Gesteinssammlung.
Neben der Hauptstelle in München unterhält die LfA Förderbank Bayern den Förderstützpunkt Hof mit dem Hauptaufgabenbereich der Unternehmensfinanzierung in den Bereichen Gründung, Wachstum, Innovation, Energie, Umwelt und Stabilisierung sowie im Geschäftsfeld Infrastruktur die Finanzierung von kommunalen Investitionen. Auch wird in Hof bis 2030 das Beschaffungsamt der Bayerischen Polizei entstehen, vorläufig bezieht der Freistaat Bayern aber erst das ehemalige Schmidtbank-Gebäude in der Ernst-Reuter-Straße.
Hof verfügt über ein Landgericht, ein Amtsgericht sowie eine Kammer des Arbeitsgerichts Bayreuth und ist Sitz einer Staatsanwaltschaft und einer Justizvollzugsanstalt.

#### Soziale Einrichtungen
In Hof bestehen 23 Kindergärten. Im Jahr 2013 gab es neun Seniorenheime, drei Anlagen für Betreutes Wohnen, acht Seniorenwohnanlagen und ein Mehrgenerationenhaus. In Hof sind die Bahnhofsmission, der Betreuungsverein Diakonisches Werk Hof e. V., die Hofer Tafel e. V., der Caritasverband für Stadt- und Landkreis Hof e. V., die Arbeiterwohlfahrt Kreisverband Hof-Stadt e. V., die Diakonie Hochfranken Zentrale Dienste GmbH und die Lebenshilfe für Menschen mit Behinderung Stadt und Landkreis Hof e. V. ansässig.

#### Sicherheit und Rettung
Die Polizeiinspektion Hof befindet sich auf der Hohensaas. In dem Gebäude sind auch die Verkehrspolizeiinspektion und die Kriminalpolizeiinspektion untergebracht.
Die Freiwillige Feuerwehr Hof besteht aus der Hauptfeuerwache am Hallplatz (Stadtmitte), und weiteren Wachen über das Stadtgebiet verteilt. In Hof befindet sich auch ein Ortsverband der Bundesanstalt Technisches Hilfswerk (THW). Außerdem hat die THW-Geschäftsstelle Hof ihren Sitz in der Stadt. Sie ist für die Betreuung von neun THW-Ortsverbänden in Oberfranken und Teilen der Oberpfalz zuständig.
In Hof befindet sich eine Rettungswache des Bayerischen Roten Kreuzes, Kreisverband Hof. Das BRK unterhält in Hof Krankentransportwagen (KTW), Hintergrundnotfallmittel, SEG-Betreuung, zur Wache gehört auch die BRK-Bereitschaft sowie die Unterstützungsgruppe Sanitätseinsatzleitung (UG SanEL). Ab dem 1. Juni 2022 wird ebenfalls eine Rettungswache durch den Rettungsdienst RKT betrieben. In Hof gibt es ferner eine Ortsgruppe der BRK-Wasserwacht. Auch die DLRG (Deutsche Lebens-Rettungs-Gesellschaft) unterhält in Hof einen Ortsverband (OV Hof).

#### Gesundheitswesen
Das Sana Klinikum Hof ist das Klinikum der Stadt und gehört zu den Sana Kliniken. Es zählt zu den größten somatischen Akutkrankenhäusern Bayerns und ist akademisches Lehrkrankenhaus der Friedrich-Alexander-Universität Erlangen-Nürnberg.

#### Militär

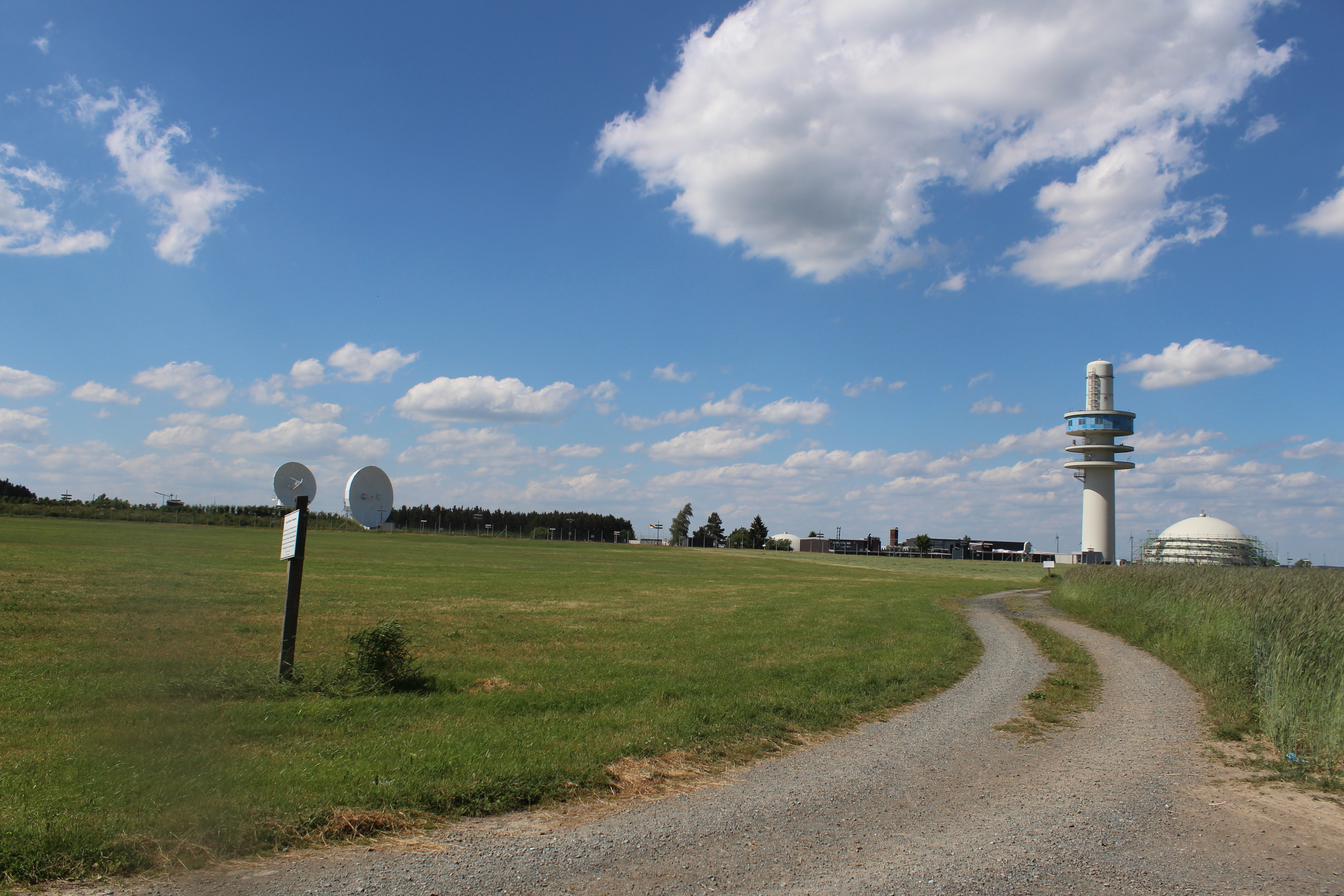
Abhörturm Hof

Die Oberfranken-Kaserne ist die einzige von der Bundeswehr genutzte Kaserne in Oberfranken. Dort ist u. a. die Zentrale Untersuchungsstelle der Bundeswehr für Technische Aufklärung, eine nachgeordnete Dienststelle des Kommandos Strategische Aufklärung, untergebracht. Die aus der Zeit des Kalten Krieges stammenden markanten und großräumigen Empfangsanlagen der ehemaligen Radarstellung auf der Hohensaas sowie Anlagen am Köditzer Hang wurden inzwischen weitgehend zurückgebaut.
Von 1945 bis 1985 war US-Militär in der Kingsley Kaserne stationiert, hauptsächlich Luftraumüberwachungseinheiten der United States Air Force. Die Bundeswehr übernahm bereits 1978 die Radarstellung von der US Air Force. Ab dem 30. April 1985 war die Kaserne nach Hans Hüttner benannt. Die Namensgebung nach dem Generalmajor und überzeugten Nationalsozialisten Hüttner geriet ab 1994 in die Kritik, was am 8. Juli 2013 zur Umbenennung der Kaserne in Oberfranken-Kaserne führte.

#### Friedhöfe
Auf dem Städtischen Friedhof in der Plauener Straße, der allgemeiner Begräbnisort aller Bürger ist, befinden sich auch die Gräber von zwei unbekannten KZ-Opfern, an die mit einem Gedenkstein erinnert wird, sowie Kriegsgräber. Der südliche Stadtteil Moschendorf besitzt seinen eigenen Friedhof, auf diesem werden nur Bürger beerdigt, die in Straßen wohnen, welche zur damaligen Gemeinde Moschendorf gehörten. Auf dem Friedhof der Israelitischen Kultusgemeinde an der Hohensaas sind 142 jüdische KZ-Häftlinge begraben, die Opfer von NS-Zwangsarbeit wurden. Bis 1910 bestand im Bahnhofsviertel noch der Friedhof Sophienberg.

### Wissenschaft und Bildung

#### Hochschulen
Seit 1974 ist Hof Hochschulstadt. Heute leben fast 6.000 Studentinnen und Studenten in der Stadt, die an den beiden Hochschulen auf dem Campus im Osten Hofs, und an der Fachakademie studieren.
Bereits im Jahr 1975 wurde der Fachbereich für Allgemeine Innere Verwaltung gegründet und nahm noch im selben Jahr den Lehrbetrieb auf. 1982 zog er in das heutige Gebäude ein. Er gehört zur Hochschule für den öffentlichen Dienst in Bayern. Er besteht seit 1983 in Hof und dient der verwaltungsinternen Ausbildung von Anwärtern des gehobenen und der Fortbildung der Beamten des gehobenen und höheren Dienstes. Die Zahl der Einschreibungen an der Hochschule für den öffentlichen Dienst stieg 2017 um 70 Prozent auf fast 700. 2020 sagte der bayerische Ministerpräsident Markus Söder zu, dass die Hochschule 208 neue Studienplätze erhält.
1994 wurde die Hochschule für Angewandte Wissenschaften in Hof eröffnet. Die Hochschule für Angewandte Wissenschaften Hof (FH Hof) zählt zu den staatlichen Fachhochschulen Bayerns, die 1994 zur Förderung eines flächendeckenden Angebots an Hochschulen gegründet wurden. Sie hat die Fakultäten Wirtschaftswissenschaften, Informatik, Ingenieurwissenschaften und interdisziplinäre und innovative Wissenschaften sowie die Studienfakultät für Weiterbildung. Die Hochschule umfasst drei Außenstandorte in Münchberg, Selb und Kronach.

#### Forschung und Lehre
Die Fachakademie für Sozialpädagogik mit etwa 500 Studenten gehört zur Diakonie Neuendettelsau. Sie befindet sich im Westen der Stadt Hof in der Mozartstraße und bietet Studiengänge für Sozialpädagogik und Heilpädagogik an.
Das Sana Klinikum Hof ist eine wichtige Forschungseinrichtung in der Stadt. Am Darmkrebszentrum werden verschiedene Studien durchgeführt. Das Klinikum ist Lehrkrankenhaus für den praktischen Teil des Medizinstudiums an der Friedrich-Alexander-Universität Erlangen-Nürnberg.
Weitere Institute sind das Institut für Materialwissenschaften der Hochschule Hof, das Institut für Talententwicklung und das Institut für Fort- und Weiterbildung am Sana Klinikum Hof.

#### Weitere Bildungseinrichtungen

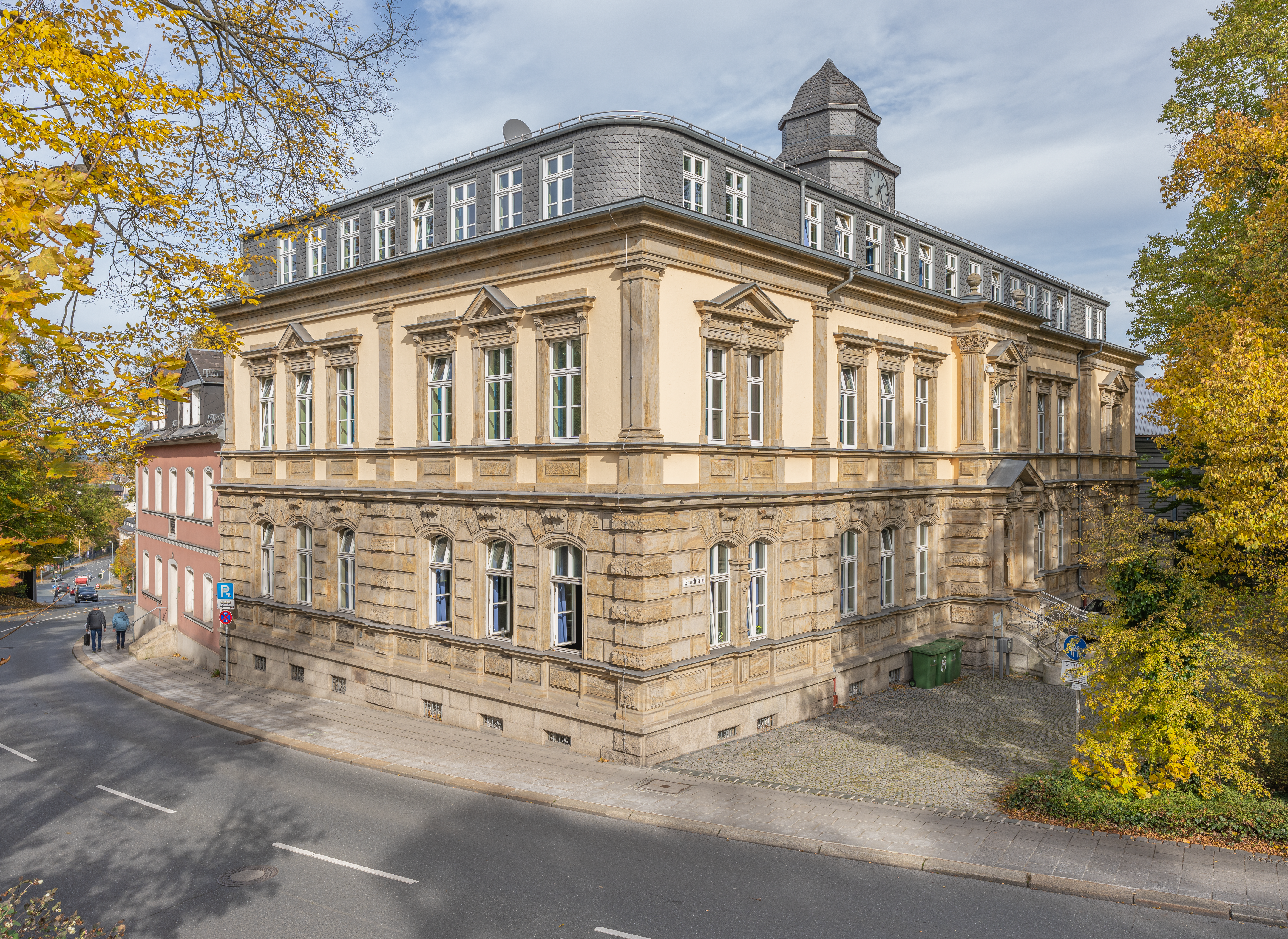
Berufliche Oberschule Hof (ehemaliges Gebäude des Johann-Christian-Reinhart-Gymnasiums)

An der Staatlichen Fachoberschule und Berufsoberschule Hof (Berufliche Oberschule) werden etwa 700 Schüler unterrichtet, daneben existieren Berufsschulen sowie eine Wirtschaftsschule. In Hof angesiedelt sind ein IHK-Bildungszentrum, ein Weiterbildungszentrum der Handwerkskammer für Oberfranken und eine Zweigstelle der Verwaltungs- und Wirtschafts-Akademie Nürnberg.
Das älteste Gymnasium der Stadt ist das Jean-Paul-Gymnasium. Es ist sprachlich mit humanistischem Profil und musisch ausgerichtet. Größtes Gymnasium ist das 1833 als Gewerbeschule für Jungen gegründete und naturwissenschaftlich-technologisch und wirtschafts- und sozialwissenschaftlich mit wirtschaftswissenschaftlichem Profil ausgerichtete Schiller-Gymnasium. Das jüngste Gymnasium ist das 1838 gegründete Johann-Christian-Reinhart-Gymnasium. Dort kann man zwischen dem naturwissenschaftlich-technologischen und dem sprachlichen Zweig wählen. Zudem liegt dort ein eigenes Hallenbad sowie ein Leistungszentrum in denselben Gebäude bei. In der Johann-Georg-August-Wirth-Realschule im Schulzentrum Münsterviertel ist eine Freie Waldorfschule integriert.
In Hof befinden sich eine Musikschule des Landkreises Hof und die Musikschule der Hofer Symphoniker. Weitere Bildungseinrichtungen sind die Volkshochschule Hofer Land im restaurierten Gebäude in der Ludwigstraße, die DEB gGmbH Hof (Deutsches Erwachsenen-Bildungswerk), die WBS Training AG, das Bfz Hof und das Werk Evangelische Erwachsenenbildung Hof-Naila.
Die Stadtbücherei mit den Zweigstellen Moschendorfer Schule, Christian-Wolfrum-Schule und Hofecker Schule verfügt über insgesamt 109.210 Werke, die Hochschulbibliothek am Campus über etwa 20.000 Werke. In Hof gibt es ein Stadtarchiv.
Die VHS Hofer Land und der Astronomische Förderverein betreiben die im Stadtteil Krötenbruck gelegene Sternwarte Hof. Die Sternwarte beheimatet drei Fernrohre, darunter auch ein Teleskopsystem mit einem 17 Zoll Spiegel-Durchmesser.

## Persönlichkeiten
Mit der Stadt werden eine Reihe bedeutender Persönlichkeiten in Verbindung gebracht:
- Als Kulturstadt ist Hof der Geburts- oder Wirkungsort zahlreicher Schriftsteller, Künstler, Musiker, Komponisten und Instrumentenbauer.
- Mit Nikolaus Decius und Nikolaus Medler ist Hof der Geburtsort zweier bekannter Reformatoren, die mit Martin Luther in Verbindung standen.
- Der bedeutende deutsche Schriftsteller Jean Paul besuchte in Hof das später nach ihm benannte Gymnasium und lebte in der Stadt von 1784 bis 1787 im Hause seiner Mutter.
- Die Grundlagen für das Periodensystem der chemischen Elemente wurden von Johann Wolfgang Döbereiner vorgedacht, einem Sohn der Stadt.
- Der gebürtige Hofer Jurist Johann Georg August Wirth war politischer Schriftsteller des Vormärz, Kämpfer für die Pressefreiheit und Mitglied der Frankfurter Nationalversammlung.
- Der Berliner Dompropst Bernhard Lichtenberg starb auf dem Weg ins KZ Dachau 1943 in Hof. Eine Gedenkstätte befindet sich in der Stadtkirche St. Marien.
- Hof ist der Geburtsort einer Reihe bekannter Politiker. Der bekannteste lebende Ehrenbürger Hofs ist Georg von Waldenfels. Er war Staatsminister im bayerischen Kabinett und Präsident des Deutschen Tennis-Bundes. Klaus Wedemeier, geb. 1944 in Hof, war Bürgermeister und Präsident des Senats der Freien Hansestadt Bremen von 1985 bis 1995

## Wahrnehmung der Stadt
- Markgräfin Wilhelmine von Bayreuth äußerte sich Mitte des 18. Jahrhunderts über den damaligen Hofer Adel, dem sie so ganz und gar nichts abgewinnen konnte: „Ihre groben Manieren standen mit ihrem Äußeren vollkommen im Einklang; man hätte sie für Bauernlümmel halten können.“[142]
- Jean Paul besuchte in Hof das Gymnasium und verbrachte einige Jahre in der Stadt. In Die unsichtbare Loge hatte er die Missachtung der Hofer für seine Arbeit satirisch verarbeitet.[143] Als Kuhschnappel, Krehwinkel und Flachsenfingen wird Hof in seine Werke eingehen. 1813 notierte er "Wie lächerlich ich mir vorkomme, wenn ich in meinen älteren Werken Seitenhiebe auf Hof vorfinde, welche ich in der Hoffnung tat, der Stadt etwas zu versetzen! Denn bis diese Minute hat sie es vielleicht nicht gelesen." Sein Verhältnis zu Hof sollte sich zeitlebens nur wenig verbessern.[144] 1819 riet er Heinrich Voß (der sich auf der Reise von Rudolstadt nach Bayreuth befand) in einem Brief: "Beseht Hof, wo ich das Schlimmste gelitten und das Beste geschrieben, und wo meine Mutter ruht."
- Johann Wolfgang von Goethe hat auf seinen Reisen ins böhmische Bäderdreieck mehrmals in Hof Station gemacht. 1812 schrieb er an seine Frau über Hof: „Hübsche Lage des Gasthofes zum Hirsch vor dem Oberthor, große Lebendigkeit, hübsche Mädchen, muntere Kinder, viel Beweglichkeit. Der vielen Fuhren nicht zu vergessen, die uns, schwer beladen, teils entgegenkamen, teils in Hof an uns vorbei fuhren. Unzählige Kinderkutschen. Durchaus Wohlhäbigkeit.“
- Der Filmkritiker Hanns-Georg Rodek äußerte sich zu den Hofer Filmtagen: „Nach wie vor ist Hof, nach der Berlinale, aber vor München, das Schaufenster des deutschen Kinos.“[145]
- Hof wird ebenso wie das gesamte Hofer Land gelegentlich mit dem Spitznamen „Bayerisch Sibirien“ bezeichnet, da der Ort im 19. Jahrhundert wegen seiner Abgelegenheit von München durch Beamte so genannt wurde. Tatsächlich zählt Hof zu den Orten mit den niedrigsten Temperaturen in Bayern.[146][147]

## Trivia
Hof im Vogtland (lateinisch: Curia Variscorum) war namengebend für die Variszische Orogenese, eine Phase der Gebirgsbildung (Orogenese) in der jüngeren Hälfte des Paläozoikums. 

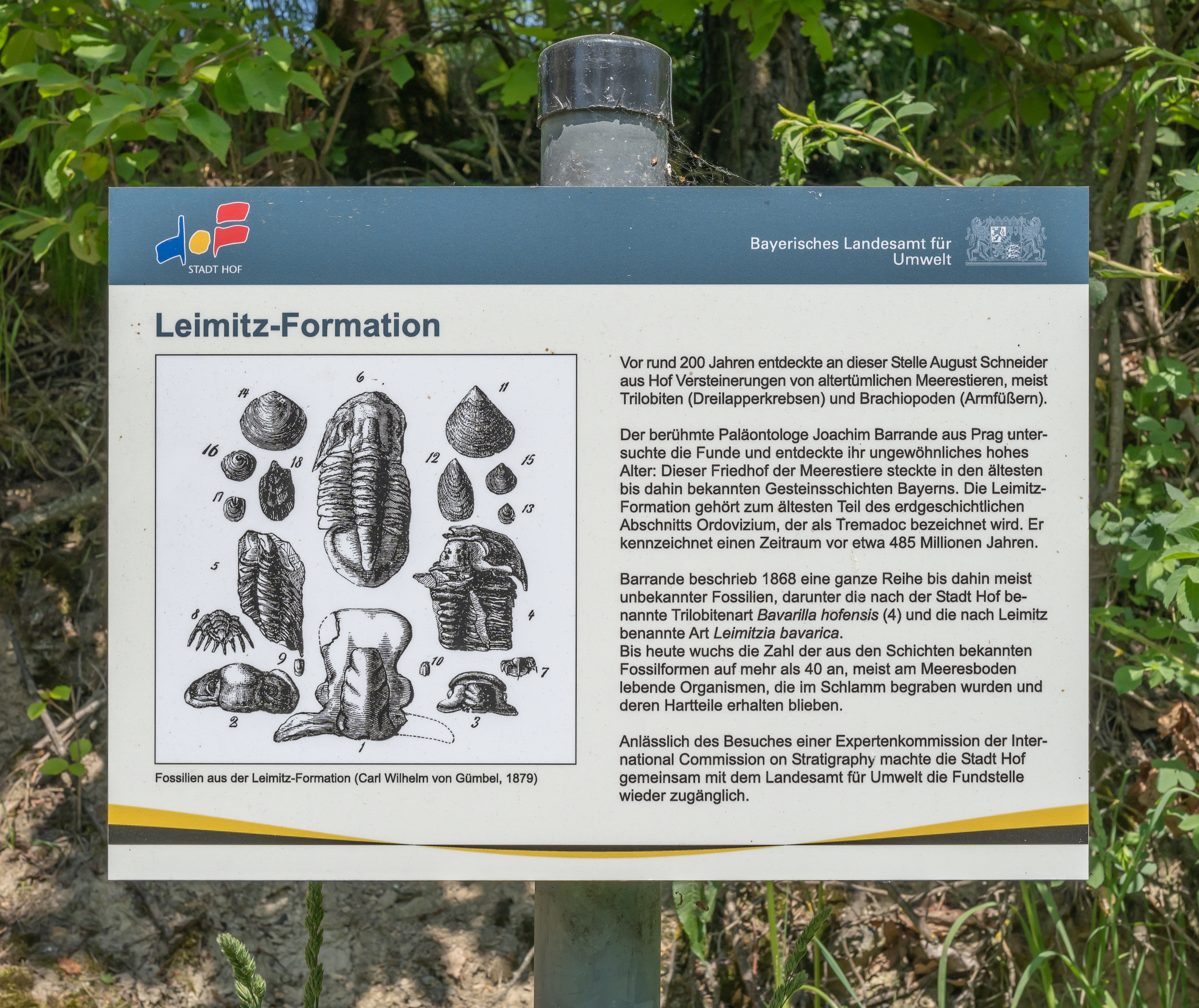
Infotafel zur Trilobitenart

Bei Leimitz an der Leimitz-Formation wurde eine Trilobitenart entdeckt. Dementsprechend wurde sie Bavarilla hofensis genannt.